# Задруга (5. сезона)
Задруга 5 је пета сезона српске ријалити-телевизијске емисије Задруга. Премијерно је приказана од 5. септембра 2021. до 10. јула 2022. на Пинку у Србији, Пинку БХ у Босни и Херцеговини, Пинку М у Црној Гори и Пинку плус у осталим земљама. Прати групу такмичара (познати као задругари) који живе заједно у кући док их без престанка снимају камере, без комуникације са спољним светом, док последњи преостали такмичар осваја главну награду од 50.000 евра. Водитељи пете сезоне су: Душица Јаковљевић, Милан Милошевић, Огњен Амиџић, Дарко Танасијевић, Слободан Ћустић и Ивана Шопић.
Сезона је завршена 10. јула 2022. године, после 308 дана такмичења. Дејан Драгојевић је проглашен за победника са 50,1% гласова, док је другопласирана Далила Драгојевић која је освојила монтажну кућу.

## Формат
У Шимановцима, на преко два хектара земље, изграђен је читав комплекс са више зграда. У склопу комплекса налази се и вештачко језеро. Такође се налази и Бела кућа, где константно бораве учесници, познатији као задругари, који се девет или десет месеци боре за награду од 50.000 евра. Задругари могу да се исповедају Дрвету Мудрости у Рајском врту, које им често нуди пакт, у коме обично учесници покажу своје најгоре особине, спремност да издају пријатеља, покажу љубомору, похлепу и гордост. Задругари у склопу ријалитија имају сопствену продавницу, казино, ноћни клуб, козметички салон, паб, базен, суд, собу за рехабилитацију, собу за изолацију, радионицу и фарму. Од друге сезоне, комплекс се проширио, те је у град додат и шиша бар, кафић Дубиоза, ресторан брзе хране, паркинг, залагаоница, наутичка продавница, тајна мрачна соба, Миленијина палата у оквиру које се налази Древна Пророчица, позориште и сала, док је напољу изграђен велики морски залив који има и сопствено острво. Суд се користи само једном седмично, за време журке, уколико такмичари направе преступ. Све остале зграде су стално отворене, али такмичари морају да плате од свог недељног буџета, који дели вођа по личном нахођењу, како би их користили. У залагаоницу такмичари доносе предмете за које добијају новац.

## Аутор странице
Страницу води и уређује: Иван Пандовски

## Задругари
| Име                                | Занимање                            | Резултат          |
| ---------------------------------- | ----------------------------------- | ----------------- |
| Дејан Драгојевић                   | Ријалити учесник                    | Победник          |
| Далила Драгојевић                  | Ријалити учесница                   | Другопласирана    |
| Анђела Ђуричић                     | Фризерка                            | Треће место       |
| Менсур Ајдарпашић                  | Модел и кик-боксер                  | Четврто место     |
| Филип Цар                          | Ријалити учесник                    | Пето место        |
| Александра Николић                 | Модел и ријалити учесница           | Шесто место       |
| Сандра Решић                       | Певачица                            | Седмо место       |
| Мирослав „Мики” Ђуричић            | Пчелар и ријалити учесник           | Осмо место        |
| Стефан Карић                       | Ријалити учесник                    | Девето место      |
| Милица Веселиновић                 | Козметички техничар                 | Десето место      |
| Јована Томић „Матора”              | Угоститељ и ријалити учесница       | Једанаесто место  |
| Милорад Булатовић                  | Политичар                           | Дванаесто место   |
| Сандра Бајић „МС Алекс”            | Музичарка                           | Тринаесто место   |
| Лазар Чолић „Зола”                 |                                     | Четрнаесто место  |
| Никола Грујић                      | Певач                               | Петнаесто место   |
| Анђело Ранковић                    | Манекен и фитнес инструктор         | Шеснаесто место   |
| Марко Ђедовић                      | Новинар                             | Избачен           |
| Сања Грујић                        | Зубни техничар                      | Избачена          |
| Милaна „Мимас” Шарац               | Предузетница                        | Избачена          |
| Викторија Митровић                 | Модел                               | Избачена          |
| Матеја Матијевић                   | Фудбалер и менаџер                  | Избачен           |
| Маријана Зоњић                     | Певачица и ријалити учесница        | Избачена          |
| Ирма Сејранић                      | Певачица и ријалити учесница        | Изашла            |
| Саша Цветковић „Сале Лукс”         | Предузетник                         | Избачен           |
| Невена Савић                       | Модни дизајнер                      | Избачена          |
| Ана Јовановић                      | Модел                               | Избачена          |
| Мина Врбашки                       | Модел, блогерка и ријалити учесница | Избачена          |
| Дија Костић                        | Реперка                             | Избачена          |
| Дино Диздаревић                    | Фудбалер                            | Избачен           |
| Марко Осмакчић                     | Тениски тренер                      | Изашао            |
| Ненад Алексић „Sha”                   | Репер и ријалити учесник            | Избачен           |
| Фран Пујас                         | Модел                               | Избачен           |
| Ненад Мацановић                    | Ријалити учесник                    | Дисквалификован   |
| Миљана Кулић                       | Ријалити учесница                   | Дисквалификована  |
| Санди Којић                        | Глумац и певач                      | Избачен           |
| Мартина Петровић                   | Тиктокерка                          | Избачена          |
| Стефан Михић                       | Угоститељ                           | Дисквалификован   |
| Ана Спасојевић                     | Бивша тенисерка                     | Избачена          |
| Марко Јањушевић „Јањуш”            | Бивши кошаркаш и ријалити учесник   | Изашао            |
| Дениз Дејм                         | Модел                               | Избачена          |
| Ђорђе Николић „Ђоле Краљ”          | Фризер                              | Избачен           |
| Моника Јовановска                  | Ријалити учесница                   | Избачена          |
| Стефан Крстовић                    | Менаџер                             | Избачен           |
| Тара Симов                         | Модел и певачица                    | Дисквалификована  |
| Тања Јовићевић                     | Певачица                            | Избачена          |
| Александар „Сале Глумац” Тодоровић | Глумац                              | Избачен           |
| Бане Чолак                         | Ријалити учесник                    | Изашао            |
| Сандра Чапрић                      | Певачица                            | Избачена          |
| Невена Миличевић                   | Модел                               | Избачена          |
| Бане Ђокић                         | Певач                               | Избачен           |
| Милан Јанковић „Чорба”             | Репер                               | Изашао            |
| Марија „Маја” Маринковић           | Модел и ријалити учесница           | Дисквалификована  |
| Миа Јовановић                      | Студент медицине                    | Избачена          |
| Петар Васић                        | Певач                               | Избачен           |
| Лорна Пратнемер                    | Ријалити учесница                   | Избачена          |
| Магдалена Миленчић                 | Модел                               | Избачена          |
| Иван Радосављевић                  | Ватерполиста                        | Избачен           |
| Светислав Стевановић „Лимени”      | Тренер                              | Избачен           |
| „MC Дамиро”                        | Музичар                             | Изашао            |
| Александра Костадиновић            | Певачица                            | Изашла            |
| Анте Баждарић                      | Угоститељ                           | Изашао            |
| Вања Рашова                        | Козметичарка и модел                | Избачена          |
| Александар Богуновић „Зверка”      | Угоститељ                           | Изашао            |
| Емилија Велeмир                    | Певачица                            | Ванредно избачена |
| Станија Добројевић                 | Модел и медијска личност            | Изашла            |
| Давор Лазић                        | Певач                               | Избачен           |
| Олга Маргитић                      | Дипломирани комуниколог             | Изашла            |
| Адемир Пелеш                       | Бивши боксер                        | Изашао            |
| Сандра Бакша                       | Певачица и модел                    | Избачена          |
| Александра Суботић                 | Модел и ријалити учесница           | Изашла            |
| Оља Еинфалт                        | Сликарка и модел                    | Избачена          |
| „МС Иско”                          | Музичар                             | Изашао            |
| Владана Златановић                 | Плесачица и боксерка                | Избачена          |
| Зоран Петровић „Зоки Шумадинац”    | Певач                               | Избачен           |
| Сандра Тодић                       | Ријалити учесница                   | Избачена          |

## Историја гласања
| Вођа (имунитет)                    | Mића                 | Ђоле               | Бане Ч.            | Анте                 | Мартина            | Мартина            | Санди                       | Санди                       | Стефан М.                    | Далила                      | Далила                      | Јањуш                       | Анђела                      | Сале Лукс                      | Сандра Ч.                      | Мића                           | Мића                           | Стефан Ка.                     | Стефан Ка.                     | Бане Ч.                        | Дениз                          | Јањуш                          | Мића                           | Дејан                          | Sha                            | Sha                                          | Sha                            | Стефан Ка.                  | Јањуш                       | Мина                        | Сања                        | Анђело                      | Анђело                      | Анђело                      | Мића                        | Стефан Ка.                  | Стефан Ка.                  | Стефан Ка.                  | Сандра Р.                   | Мина                        | Матеја                      | Сале Лукс                   | Матеја                      | /                           | /                           | /                           | /                           | /                           |                             |                             |                             |                             |                             |                             |                             |                             |                             |                             |                             |                             |                             |                             |                             |                             |                             |                             |                             |                             |                             |                             |                             |                             |                             |                             |                             |                             |                             |                             |                             |                             |                             |                             |                             |                             |                             |                             |                             |                             |                             |                             |                             |                             |                             |                             |                             |                             |                             |                             |                             |                             |                             |                             |                             |                             |                             |                             |                             |                             |                             |                             |                             |                             |                             |                             |                             |                             |                             |                             |                             |                             |                             |                             |                             |                             |                             |                             |                             |                             |                             |                             |                             |                             |                             |                             |                             |                             |                             |                     |                     |                     |                     |                     |                     |
| Омиљена особа (имунитет)           | Анђела               | Сања               | Сале Лукс          | Петар                | Ђоле               | Ђоле               | Никола                      | Никола                      | Маријана                     | Филип Ц.                    | Филип Ц.                    | Стефан Ка.                  | Матеја                      | Далила                         | Сандра Р.                      | Анђела                         | Анђела                         | Стефан Кр.                     | Стефан Кр.                     | Зола                           | Сања                           | Стефан Ка.                     | МС Алекс                       | Александра Н.                  | Тара                           | Моника                                       | Сале Лукс                      | Јањуш                       | Стефан Ка.                  | Анђело                      | Мики                        | Матора                      | Матора                      | Матора                      | Анђела                      | Менсур                      | Менсур                      | Менсур                      | Марко Ђ.                    | Матеја                      | Мина                        | МС Алекс                    | Мића                        | /                           | /                           | /                           | /                           | /                           |                             |                             |                             |                             |                             |                             |                             |                             |                             |                             |                             |                             |                             |                             |                             |                             |                             |                             |                             |                             |                             |                             |                             |                             |                             |                             |                             |                             |                             |                             |                             |                             |                             |                             |                             |                             |                             |                             |                             |                             |                             |                             |                             |                             |                             |                             |                             |                             |                             |                             |                             |                             |                             |                             |                             |                             |                             |                             |                             |                             |                             |                             |                             |                             |                             |                             |                             |                             |                             |                             |                             |                             |                             |                             |                             |                             |                             |                             |                             |                             |                             |                             |                             |                             |                             |                             |                             |                             |                             |                     |                     |                     |                     |                     |                     |
| Потрчци                            | Станија Марко О.     | Јањуш Викторија    | Филип Ц. Сандра Ч. | Менсур Милица        | Далила Филип Ц.    | Далила Филип Ц.    | Далила Филип Ц.             | Далила Филип Ц.             | Дино Миа                     | Фран Милица                 | Фран Милица                 | Маја Мари. Филип Ц.         | Дејан Далила                | Маја Мари. Јањуш               | Далила Филип Ц.                | Дејан Далила                   | Чорба Маја Мари.               | Далила Филип Ц.                | Далила Филип Ц.                | Далила Филип Ц.                | Менсур Ана Ј.                  | Дејан Александра Н.            | Анђело Анђела                  | Sha Моника                     | Дино МС Алекс                  | Менсур Ана Ј.                                | Зола Ирма                      | Ана Ј. Филип Ц.             | Дејан Далила                | Јањуш Александра Н.         | Мина Филип Ц.               | Зола Миљана                 | Зола Миљана                 | Зола Миљана                 | Менсур Мина                 | Далила Филип Ц.             | Далила Филип Ц.             | Далила Филип Ц.             | Мимас Марко О.              | Матора МС Алекс             | Далила Филип Ц.             | Сања Филип Ц.               | Анђело Сандра Р.            | / /                         | / /                         | / /                         | / /                         | / /                         |                             |                             |                             |                             |                             |                             |                             |                             |                             |                             |                             |                             |                             |                             |                             |                             |                             |                             |                             |                             |                             |                             |                             |                             |                             |                             |                             |                             |                             |                             |                             |                             |                             |                             |                             |                             |                             |                             |                             |                             |                             |                             |                             |                             |                             |                             |                             |                             |                             |                             |                             |                             |                             |                             |                             |                             |                             |                             |                             |                             |                             |                             |                             |                             |                             |                             |                             |                             |                             |                             |                             |                             |                             |                             |                             |                             |                             |                             |                             |                             |                             |                             |                             |                             |                             |                             |                             |                             |                             |                     |                     |                     |                     |                     |                     |
|                                    |                      |                    |                    |                      |                    |                    |                             |                             |                              |                             |                             |                             |                             |                                |                                |                                |                                |                                |                                |                                |                                |                                |                                |                                |                                |                                              |                                |                             |                             |                             |                             |                             |                             |                             |                             |                             |                             |                             |                             |                             |                             |                             |                             |                             |                             |                             |                             |                             |                             |                             |                             |                             |                             |                             |                             |                             |                             |                             |                             |                             |                             |                             |                             |                             |                             |                             |                             |                             |                             |                             |                             |                             |                             |                             |                             |                             |                             |                             |                             |                             |                             |                             |                             |                             |                             |                             |                             |                             |                             |                             |                             |                             |                             |                             |                             |                             |                             |                             |                             |                             |                             |                             |                             |                             |                             |                             |                             |                             |                             |                             |                             |                             |                             |                             |                             |                             |                             |                             |                             |                             |                             |                             |                             |                             |                             |                             |                             |                             |                             |                             |                             |                             |                             |                             |                             |                             |                             |                     |                     |                     |                     |                     |                     |
| Дејан                              | Станија              | Јањуш              | Сандра Ч.          | Менсур               | нема номинације    | Филип Ц.           | нема номинације             | Филип Ц.                    | Дино                         | нема номинације             | Милица                      | Филип Ц.                    | потрчко                     | Маја Мари.                     | Филип Ц.                       | потрчко                        | нема номинације                | нема номинације                | изашао (130–131. дан)          | Филип Ц.                       | Ана Ј.                         | потрчко                        | Анђело                         | Sha                            | нема номинације                | Менсур                                       | Ирма                           | Моника Филип Ц.             | потрчко                     | Јањуш                       | Мина                        | нема номинације             | нема номинације             | Зола                        | Мина                        | нема номинације             | нема номинације             | Далила                      | Марко О.                    | Матора                      | Далила                      | Филип Ц.                    | Анђело                      | Победник (308. дан)         | Победник (308. дан)         | Победник (308. дан)         | Победник (308. дан)         | Победник (308. дан)         |                             |                             |                             |                             |                             |                             |                             |                             |                             |                             |                             |                             |                             |                             |                             |                             |                             |                             |                             |                             |                             |                             |                             |                             |                             |                             |                             |                             |                             |                             |                             |                             |                             |                             |                             |                             |                             |                             |                             |                             |                             |                             |                             |                             |                             |                             |                             |                             |                             |                             |                             |                             |                             |                             |                             |                             |                             |                             |                             |                             |                             |                             |                             |                             |                             |                             |                             |                             |                             |                             |                             |                             |                             |                             |                             |                             |                             |                             |                             |                             |                             |                             |                             |                             |                             |                             |                             |                             |                             |                     |                     |                     |                     |                     |                     |
| Далила                             | Станија              | Јањуш              | Сандра Ч.          | Милица               | потрчко            | потрчко            | потрчко                     | потрчко                     | Дино                         | нема номинације             | Фран                        | Филип Ц.                    | потрчко                     | Маја Мари.                     | потрчко                        | потрчко                        | нема номинације                | потрчко                        | потрчко                        | потрчко                        | Менсур                         | Александра Н.                  | Анђело                         | Моника                         | нема номинације                | Ана Ј.                                       | Зола                           | Ана Ј. Ана Ј.               | потрчко                     | Александра Н.               | Мина                        | нема номинације             | нема номинације             | Зола                        | Менсур                      | потрчко                     | потрчко                     | потрчко                     | Марко О.                    | МС Алекс                    | потрчко                     | Сања                        | Анђело                      | Другопласирана (308. дан)   | Другопласирана (308. дан)   | Другопласирана (308. дан)   | Другопласирана (308. дан)   | Другопласирана (308. дан)   |                             |                             |                             |                             |                             |                             |                             |                             |                             |                             |                             |                             |                             |                             |                             |                             |                             |                             |                             |                             |                             |                             |                             |                             |                             |                             |                             |                             |                             |                             |                             |                             |                             |                             |                             |                             |                             |                             |                             |                             |                             |                             |                             |                             |                             |                             |                             |                             |                             |                             |                             |                             |                             |                             |                             |                             |                             |                             |                             |                             |                             |                             |                             |                             |                             |                             |                             |                             |                             |                             |                             |                             |                             |                             |                             |                             |                             |                             |                             |                             |                             |                             |                             |                             |                             |                             |                             |                             |                             |                     |                     |                     |                     |                     |                     |
| Анђела                             | Марко О.             | Јањуш              | Филип Ц.           | Менсур               | нема номинације    | Филип Ц.           | нема номинације             | Далила                      | Дино                         | нема номинације             | Милица                      | Филип Ц.                    | Дејан                       | Маја Мари.                     | Далила                         | Далила                         | нема номинације                | нема номинације                | Филип Ц.                       | Филип Ц.                       | Ана Ј.                         | Дејан                          | потрчко                        | Моника                         | нема номинације                | Менсур                                       | Зола                           | Никола Ана Ј.               | Дејан                       | Јањуш                       | Мина                        | нема номинације             | нема номинације             | Зола                        | Мина                        | нема номинације             | нема номинације             | Далила                      | Марко О.                    | МС Алекс                    | Далила                      | Сања                        | Анђело                      | Треће место (308. дан)      | Треће место (308. дан)      | Треће место (308. дан)      | Треће место (308. дан)      | Треће место (308. дан)      |                             |                             |                             |                             |                             |                             |                             |                             |                             |                             |                             |                             |                             |                             |                             |                             |                             |                             |                             |                             |                             |                             |                             |                             |                             |                             |                             |                             |                             |                             |                             |                             |                             |                             |                             |                             |                             |                             |                             |                             |                             |                             |                             |                             |                             |                             |                             |                             |                             |                             |                             |                             |                             |                             |                             |                             |                             |                             |                             |                             |                             |                             |                             |                             |                             |                             |                             |                             |                             |                             |                             |                             |                             |                             |                             |                             |                             |                             |                             |                             |                             |                             |                             |                             |                             |                             |                             |                             |                             |                     |                     |                     |                     |                     |                     |
| Менсур                             | Марко О.             | Викторија          | Филип Ц.           | потрчко              | нема номинације    | Филип Ц.           | нема номинације             | Филип Ц.                    | Миа                          | нема номинације             | Фран                        | Филип Ц.                    | Далила                      | Маја Мари.                     | Филип Ц.                       | Далила                         | нема номинације                | нема номинације                | Филип Ц.                       | Филип Ц.                       | потрчко                        | Александра Н.                  | Анђело                         | Моника                         | нема номинације                | потрчко                                      | Ирма                           | Дениз Филип Ц.              | Дејан                       | Александра Н.               | Филип Ц.                    | нема номинације             | нема номинације             | Миљана                      | потрчко                     | нема номинације             | нема номинације             | Далила                      | Марко О.                    | Матора                      | Далила                      | Филип Ц.                    | Анђело                      | Четврто место (308. дан)    | Четврто место (308. дан)    | Четврто место (308. дан)    | Четврто место (308. дан)    | Четврто место (308. дан)    |                             |                             |                             |                             |                             |                             |                             |                             |                             |                             |                             |                             |                             |                             |                             |                             |                             |                             |                             |                             |                             |                             |                             |                             |                             |                             |                             |                             |                             |                             |                             |                             |                             |                             |                             |                             |                             |                             |                             |                             |                             |                             |                             |                             |                             |                             |                             |                             |                             |                             |                             |                             |                             |                             |                             |                             |                             |                             |                             |                             |                             |                             |                             |                             |                             |                             |                             |                             |                             |                             |                             |                             |                             |                             |                             |                             |                             |                             |                             |                             |                             |                             |                             |                             |                             |                             |                             |                             |                             |                     |                     |                     |                     |                     |                     |
| Филип Ц.                           | Марко О.             | Викторија          | потрчко            | Менсур               | потрчко            | потрчко            | потрчко                     | потрчко                     | Дино                         | нема номинације             | Милица                      | потрчко                     | Дејан                       | Јањуш                          | потрчко                        | Дејан                          | нема номинације                | потрчко                        | потрчко                        | потрчко                        | Менсур                         | Дејан                          | Анђела                         | Моника                         | нема номинације                | Менсур                                       | Ирма                           | Ненад потрчко               | Дејан                       | Александра Н.               | потрчко                     | нема номинације             | нема номинације             | Миљана                      | Менсур                      | потрчко                     | потрчко                     | потрчко                     | Мимас                       | МС Алекс                    | потрчко                     | потрчко                     | Анђело                      | Пето место (308. дан)       | Пето место (308. дан)       | Пето место (308. дан)       | Пето место (308. дан)       | Пето место (308. дан)       |                             |                             |                             |                             |                             |                             |                             |                             |                             |                             |                             |                             |                             |                             |                             |                             |                             |                             |                             |                             |                             |                             |                             |                             |                             |                             |                             |                             |                             |                             |                             |                             |                             |                             |                             |                             |                             |                             |                             |                             |                             |                             |                             |                             |                             |                             |                             |                             |                             |                             |                             |                             |                             |                             |                             |                             |                             |                             |                             |                             |                             |                             |                             |                             |                             |                             |                             |                             |                             |                             |                             |                             |                             |                             |                             |                             |                             |                             |                             |                             |                             |                             |                             |                             |                             |                             |                             |                             |                             |                     |                     |                     |                     |                     |                     |
| Александра Н.                      | није била у кући     | није била у кући   | није била у кући   | није била у кући     | није била у кући   | није била у кући   | није била у кући            | није била у кући            | није била у кући             | није била у кући            | није била у кући            | није била у кући            | није била у кући            | није била у кући               | није била у кући               | није била у кући               | нема номинације                | нема номинације                | Далила                         | Филип Ц.                       | Ана Ј.                         | потрчко                        | Анђело                         | Sha                            | нема номинације                | Ана Ј.                                       | Зола                           | Зола Филип Ц.               | Далила                      | потрчко                     | Мина                        | нема номинације             | нема номинације             | Зола                        | Мина                        | нема номинације             | нема номинације             | Далила                      | Марко О.                    | Матора                      | Филип Ц.                    | Филип Ц.                    | Анђело                      | Шесто место (308. дан)      | Шесто место (308. дан)      | Шесто место (308. дан)      | Шесто место (308. дан)      | Шесто место (308. дан)      |                             |                             |                             |                             |                             |                             |                             |                             |                             |                             |                             |                             |                             |                             |                             |                             |                             |                             |                             |                             |                             |                             |                             |                             |                             |                             |                             |                             |                             |                             |                             |                             |                             |                             |                             |                             |                             |                             |                             |                             |                             |                             |                             |                             |                             |                             |                             |                             |                             |                             |                             |                             |                             |                             |                             |                             |                             |                             |                             |                             |                             |                             |                             |                             |                             |                             |                             |                             |                             |                             |                             |                             |                             |                             |                             |                             |                             |                             |                             |                             |                             |                             |                             |                             |                             |                             |                             |                             |                             |                     |                     |                     |                     |                     |                     |
| Сандра Р.                          | Марко О.             | Викторија          | Сандра Ч.          | Милица               | нема номинације    | Далила             | нема номинације             | Филип Ц.                    | Миа                          | нема номинације             | Милица                      | Филип Ц.                    | Далила                      | Маја Мари.                     | Филип Ц.                       | Далила                         | нема номинације                | нема номинације                | Филип Ц.                       | Далила                         | Ана Ј.                         | Александра Н.                  | Анђела                         | Sha                            | нема номинације                | Ана Ј.                                       | Зола                           | Санди Ана Ј.                | Дејан                       | Александра Н.               | Филип Ц.                    | нема номинације             | нема номинације             | Зола                        | Мина                        | нема номинације             | нема номинације             | Далила                      | Марко О.                    | МС Алекс                    | Далила                      | Филип Ц.                    | потрчко                     | Седмо место (308. дан)      | Седмо место (308. дан)      | Седмо место (308. дан)      | Седмо место (308. дан)      | Седмо место (308. дан)      |                             |                             |                             |                             |                             |                             |                             |                             |                             |                             |                             |                             |                             |                             |                             |                             |                             |                             |                             |                             |                             |                             |                             |                             |                             |                             |                             |                             |                             |                             |                             |                             |                             |                             |                             |                             |                             |                             |                             |                             |                             |                             |                             |                             |                             |                             |                             |                             |                             |                             |                             |                             |                             |                             |                             |                             |                             |                             |                             |                             |                             |                             |                             |                             |                             |                             |                             |                             |                             |                             |                             |                             |                             |                             |                             |                             |                             |                             |                             |                             |                             |                             |                             |                             |                             |                             |                             |                             |                             |                     |                     |                     |                     |                     |                     |
| Мики                               | Марко О.             | Јањуш              | Сандра Ч.          | Менсур               | нема номинације    | Далила             | нема номинације             | Далила                      | Дино                         | нема номинације             | Милица                      | Маја Мари.                  | Дејан                       | Маја Мари.                     | Далила                         | Далила                         | нема номинације                | нема номинације                | Далила                         | Далила                         | Ана Ј.                         | Дејан                          | Анђело                         | Sha                            | нема номинације                | Ана Ј.                                       | Ирма                           | Никола Ана Ј.               | Дејан                       | Александра Н.               | Филип Ц.                    | нема номинације             | нема номинације             | Миљана                      | Менсур                      | нема номинације             | нема номинације             | Далила                      | Мимас                       | МС Алекс                    | Далила                      | Филип Ц.                    | Анђело                      | Осмо место (308. дан)       | Осмо место (308. дан)       | Осмо место (308. дан)       | Осмо место (308. дан)       | Осмо место (308. дан)       |                             |                             |                             |                             |                             |                             |                             |                             |                             |                             |                             |                             |                             |                             |                             |                             |                             |                             |                             |                             |                             |                             |                             |                             |                             |                             |                             |                             |                             |                             |                             |                             |                             |                             |                             |                             |                             |                             |                             |                             |                             |                             |                             |                             |                             |                             |                             |                             |                             |                             |                             |                             |                             |                             |                             |                             |                             |                             |                             |                             |                             |                             |                             |                             |                             |                             |                             |                             |                             |                             |                             |                             |                             |                             |                             |                             |                             |                             |                             |                             |                             |                             |                             |                             |                             |                             |                             |                             |                             |                     |                     |                     |                     |                     |                     |
| Стефан Ка.                         | Марко О.             | Викторија          | Филип Ц.           | Менсур               | нема номинације    | Филип Ц.           | нема номинације             | Далила                      | Дино                         | нема номинације             | Фран                        | Филип Ц.                    | Далила                      | Маја Мари.                     | Далила                         | Далила                         | нема номинације                | нема номинације                | Далила                         | Далила                         | Ана Ј.                         | Дејан                          | Анђело                         | Sha                            | нема номинације                | Ана Ј.                                       | Зола                           | Дениз Ана Ј.                | Дејан                       | Александра Н.               | Филип Ц.                    | нема номинације             | нема номинације             | Миљана                      | Мина                        | нема номинације             | нема номинације             | Далила                      | Мимас                       | МС Алекс                    | Филип Ц.                    | Сања                        | Анђело                      | Девето место (308. дан)     | Девето место (308. дан)     | Девето место (308. дан)     | Девето место (308. дан)     | Девето место (308. дан)     |                             |                             |                             |                             |                             |                             |                             |                             |                             |                             |                             |                             |                             |                             |                             |                             |                             |                             |                             |                             |                             |                             |                             |                             |                             |                             |                             |                             |                             |                             |                             |                             |                             |                             |                             |                             |                             |                             |                             |                             |                             |                             |                             |                             |                             |                             |                             |                             |                             |                             |                             |                             |                             |                             |                             |                             |                             |                             |                             |                             |                             |                             |                             |                             |                             |                             |                             |                             |                             |                             |                             |                             |                             |                             |                             |                             |                             |                             |                             |                             |                             |                             |                             |                             |                             |                             |                             |                             |                             |                     |                     |                     |                     |                     |                     |
| Милица                             | Марко О.             | Јањуш              | Филип Ц.           | потрчко              | нема номинације    | Филип Ц.           | нема номинације             | Филип Ц.                    | Дино                         | потрчко                     | потрчко                     | Филип Ц.                    | Далила                      | Маја Мари.                     | Филип Ц.                       | Дејан                          | нема номинације                | нема номинације                | Филип Ц.                       | Филип Ц.                       | Ана Ј.                         | Дејан                          | Анђело                         | Sha                            | нема номинације                | Ана Ј.                                       | Ирма                           | Ана Ј. Филип Ц.             | Дејан                       | Јањуш                       | Филип Ц.                    | нема номинације             | нема номинације             | Миљана                      | Мина                        | нема номинације             | нема номинације             | Филип Ц.                    | Мимас                       | Матора                      | Филип Ц.                    | Филип Ц.                    | Анђело                      | Десето место (308. дан)     | Десето место (308. дан)     | Десето место (308. дан)     | Десето место (308. дан)     | Десето место (308. дан)     |                             |                             |                             |                             |                             |                             |                             |                             |                             |                             |                             |                             |                             |                             |                             |                             |                             |                             |                             |                             |                             |                             |                             |                             |                             |                             |                             |                             |                             |                             |                             |                             |                             |                             |                             |                             |                             |                             |                             |                             |                             |                             |                             |                             |                             |                             |                             |                             |                             |                             |                             |                             |                             |                             |                             |                             |                             |                             |                             |                             |                             |                             |                             |                             |                             |                             |                             |                             |                             |                             |                             |                             |                             |                             |                             |                             |                             |                             |                             |                             |                             |                             |                             |                             |                             |                             |                             |                             |                             |                     |                     |                     |                     |                     |                     |
| Матора                             | Марко О.             | Викторија          | Филип Ц.           | Менсур               | нема номинације    | Филип Ц.           | нема номинације             | Филип Ц.                    | Миа                          | нема номинације             | Милица                      | Филип Ц.                    | Дејан                       | Маја Мари.                     | Филип Ц.                       | Дејан                          | нема номинације                | нема номинације                | Филип Ц.                       | Филип Ц.                       | Менсур                         | Дејан                          | Анђела                         | Моника                         | нема номинације                | Менсур                                       | Ирма                           | Моника Ана Ј.               | Дејан                       | Александра Н.               | Филип Ц.                    | нема номинације             | нема номинације             | Миљана                      | Менсур                      | нема номинације             | нема номинације             | Филип Ц.                    | Мимас                       | потрчко                     | Филип Ц.                    | Сања                        | Анђело                      | Једанаесто место (308. дан) | Једанаесто место (308. дан) | Једанаесто место (308. дан) | Једанаесто место (308. дан) | Једанаесто место (308. дан) |                             |                             |                             |                             |                             |                             |                             |                             |                             |                             |                             |                             |                             |                             |                             |                             |                             |                             |                             |                             |                             |                             |                             |                             |                             |                             |                             |                             |                             |                             |                             |                             |                             |                             |                             |                             |                             |                             |                             |                             |                             |                             |                             |                             |                             |                             |                             |                             |                             |                             |                             |                             |                             |                             |                             |                             |                             |                             |                             |                             |                             |                             |                             |                             |                             |                             |                             |                             |                             |                             |                             |                             |                             |                             |                             |                             |                             |                             |                             |                             |                             |                             |                             |                             |                             |                             |                             |                             |                             |                     |                     |                     |                     |                     |                     |
| Милорад                            | Станија              | Јањуш              | Филип Ц.           | Милица               | нема номинације    | Филип Ц.           | нема номинације             | Филип Ц.                    | Дино                         | нема номинације             | Фран                        | Филип Ц.                    | Далила                      | Маја Мари.                     | Филип Ц.                       | Дејан                          | нема номинације                | нема номинације                | Далила                         | Филип Ц.                       | Ана Ј.                         | Дејан                          | Анђела                         | Sha                            | нема номинације                | Менсур                                       | Ирма                           | Ненад Ана Ј.                | Далила                      | Јањуш                       | Филип Ц.                    | нема номинације             | нема номинације             | Зола                        | Мина                        | нема номинације             | нема номинације             | Далила                      | Марко О.                    | Матора                      | Филип Ц.                    | Сања                        | Сандра Р.                   | Дванаесто место (308. дан)  | Дванаесто место (308. дан)  | Дванаесто место (308. дан)  | Дванаесто место (308. дан)  | Дванаесто место (308. дан)  |                             |                             |                             |                             |                             |                             |                             |                             |                             |                             |                             |                             |                             |                             |                             |                             |                             |                             |                             |                             |                             |                             |                             |                             |                             |                             |                             |                             |                             |                             |                             |                             |                             |                             |                             |                             |                             |                             |                             |                             |                             |                             |                             |                             |                             |                             |                             |                             |                             |                             |                             |                             |                             |                             |                             |                             |                             |                             |                             |                             |                             |                             |                             |                             |                             |                             |                             |                             |                             |                             |                             |                             |                             |                             |                             |                             |                             |                             |                             |                             |                             |                             |                             |                             |                             |                             |                             |                             |                             |                     |                     |                     |                     |                     |                     |
| МС Алекс                           | Марко О.             | Јањуш              | Филип Ц.           | Менсур               | нема номинације    | Филип Ц.           | нема номинације             | Филип Ц.                    | Дино                         | нема номинације             | Милица                      | Филип Ц.                    | Далила                      | Маја Мари.                     | Филип Ц.                       | Дејан                          | нема номинације                | нема номинације                | Филип Ц.                       | Филип Ц.                       | Ана Ј.                         | Александра Н.                  | Анђело                         | Моника                         | потрчко                        | Ана Ј.                                       | Зола                           | Ирма Ана Ј.                 | Дејан                       | Јањуш                       | Филип Ц.                    | нема номинације             | нема номинације             | Зола                        | Мина                        | нема номинације             | нема номинације             | Филип Ц.                    | Марко О.                    | потрчко                     | Филип Ц.                    | Филип Ц.                    | Анђело                      | Тринаесто место (308. дан)  | Тринаесто место (308. дан)  | Тринаесто место (308. дан)  | Тринаесто место (308. дан)  | Тринаесто место (308. дан)  |                             |                             |                             |                             |                             |                             |                             |                             |                             |                             |                             |                             |                             |                             |                             |                             |                             |                             |                             |                             |                             |                             |                             |                             |                             |                             |                             |                             |                             |                             |                             |                             |                             |                             |                             |                             |                             |                             |                             |                             |                             |                             |                             |                             |                             |                             |                             |                             |                             |                             |                             |                             |                             |                             |                             |                             |                             |                             |                             |                             |                             |                             |                             |                             |                             |                             |                             |                             |                             |                             |                             |                             |                             |                             |                             |                             |                             |                             |                             |                             |                             |                             |                             |                             |                             |                             |                             |                             |                             |                     |                     |                     |                     |                     |                     |
| Зола                               | није био у кући      | није био у кући    | није био у кући    | није био у кући      | није био у кући    | није био у кући    | нема номинације             | Далила                      | Миа                          | нема номинације             | Фран                        | Маја Мари.                  | Далила                      | Јањуш                          | Далила                         | Далила                         | нема номинације                | нема номинације                | Далила                         | Далила                         | Менсур                         | Дејан                          | Анђела                         | Моника                         | нема номинације                | Менсур                                       | потрчко                        | Дејан Ана Ј.                | Дејан                       | Александра Н.               | Мина                        | потрчко                     | потрчко                     | потрчко                     | Менсур                      | нема номинације             | нема номинације             | Далила                      | Мимас                       | Матора                      | Далила                      | Сања                        | Сандра Р.                   | Четрнаесто место (308. дан) | Четрнаесто место (308. дан) | Четрнаесто место (308. дан) | Четрнаесто место (308. дан) | Четрнаесто место (308. дан) |                             |                             |                             |                             |                             |                             |                             |                             |                             |                             |                             |                             |                             |                             |                             |                             |                             |                             |                             |                             |                             |                             |                             |                             |                             |                             |                             |                             |                             |                             |                             |                             |                             |                             |                             |                             |                             |                             |                             |                             |                             |                             |                             |                             |                             |                             |                             |                             |                             |                             |                             |                             |                             |                             |                             |                             |                             |                             |                             |                             |                             |                             |                             |                             |                             |                             |                             |                             |                             |                             |                             |                             |                             |                             |                             |                             |                             |                             |                             |                             |                             |                             |                             |                             |                             |                             |                             |                             |                             |                     |                     |                     |                     |                     |                     |
| Никола                             | Марко О.             | Јањуш              | Филип Ц.           | Менсур               | нема номинације    | Далила             | нема номинације             | Далила                      | Дино                         | нема номинације             | Милица                      | Филип Ц.                    | Далила                      | Јањуш                          | Далила                         | Дејан                          | нема номинације                | нема номинације                | Филип Ц.                       | Далила                         | Менсур                         | Дејан                          | Анђела                         | Sha                            | нема номинације                | Менсур                                       | Зола                           | Дино Ана Ј.                 | Дејан                       | Александра Н.               | Мина                        | нема номинације             | нема номинације             | Миљана                      | Мина                        | нема номинације             | нема номинације             | Филип Ц.                    | Марко О.                    | МС Алекс                    | Филип Ц.                    | Филип Ц.                    | Сандра Р.                   | Петнаесто место (308. дан)  | Петнаесто место (308. дан)  | Петнаесто место (308. дан)  | Петнаесто место (308. дан)  | Петнаесто место (308. дан)  |                             |                             |                             |                             |                             |                             |                             |                             |                             |                             |                             |                             |                             |                             |                             |                             |                             |                             |                             |                             |                             |                             |                             |                             |                             |                             |                             |                             |                             |                             |                             |                             |                             |                             |                             |                             |                             |                             |                             |                             |                             |                             |                             |                             |                             |                             |                             |                             |                             |                             |                             |                             |                             |                             |                             |                             |                             |                             |                             |                             |                             |                             |                             |                             |                             |                             |                             |                             |                             |                             |                             |                             |                             |                             |                             |                             |                             |                             |                             |                             |                             |                             |                             |                             |                             |                             |                             |                             |                             |                     |                     |                     |                     |                     |                     |
| Анђело                             | није био у кући      | није био у кући    | није био у кући    | није био у кући      | није био у кући    | није био у кући    | није био у кући             | није био у кући             | није био у кући              | није био у кући             | није био у кући             | није био у кући             | није био у кући             | није био у кући                | није био у кући                | није био у кући                | није био у кући                | није био у кући                | није био у кући                | није био у кући                | Менсур                         | Дејан                          | потрчко                        | Sha                            | нема номинације                | Менсур                                       | Ирма                           | Менсур Ана Ј.               | Далила                      | Александра Н.               | Филип Ц.                    | нема номинације             | нема номинације             | Зола                        | Менсур                      | нема номинације             | нема номинације             | Далила                      | Марко О.                    | МС Алекс                    | Далила                      | Филип Ц.                    | потрчко                     | Шеснаесто место (308. дан)  | Шеснаесто место (308. дан)  | Шеснаесто место (308. дан)  | Шеснаесто место (308. дан)  | Шеснаесто место (308. дан)  |                             |                             |                             |                             |                             |                             |                             |                             |                             |                             |                             |                             |                             |                             |                             |                             |                             |                             |                             |                             |                             |                             |                             |                             |                             |                             |                             |                             |                             |                             |                             |                             |                             |                             |                             |                             |                             |                             |                             |                             |                             |                             |                             |                             |                             |                             |                             |                             |                             |                             |                             |                             |                             |                             |                             |                             |                             |                             |                             |                             |                             |                             |                             |                             |                             |                             |                             |                             |                             |                             |                             |                             |                             |                             |                             |                             |                             |                             |                             |                             |                             |                             |                             |                             |                             |                             |                             |                             |                             |                     |                     |                     |                     |                     |                     |
| Марко Ђ.                           | није биo у кући      | није биo у кући    | није биo у кући    | није биo у кући      | није биo у кући    | није биo у кући    | нема номинације             | Филип Ц.                    | Миа                          | нема номинације             | Милица                      | Филип Ц.                    | Далила                      | Маја Мари.                     | Далила                         | Дејан                          | нема номинације                | нема номинације                | Филип Ц.                       | Далила                         | Ана Ј.                         | Александра Н.                  | Анђела                         | Моника                         | нема номинације                | Ана Ј.                                       | Зола                           | Моника Ана Ј.               | Дејан                       | Јањуш                       | Мина                        | нема номинације             | нема номинације             | Зола                        | Мина                        | нема номинације             | нема номинације             | Филип Ц.                    | Мимас                       | МС Алекс                    | Далила                      | Сања                        | Анђело                      | избачен (307. дан)          | избачен (307. дан)          | избачен (307. дан)          | избачен (307. дан)          | избачен (307. дан)          | избачен (307. дан)          | избачен (307. дан)          | избачен (307. дан)          | избачен (307. дан)          | избачен (307. дан)          | избачен (307. дан)          | избачен (307. дан)          | избачен (307. дан)          | избачен (307. дан)          | избачен (307. дан)          | избачен (307. дан)          | избачен (307. дан)          | избачен (307. дан)          | избачен (307. дан)          | избачен (307. дан)          | избачен (307. дан)          | избачен (307. дан)          | избачен (307. дан)          | избачен (307. дан)          | избачен (307. дан)          | избачен (307. дан)          | избачен (307. дан)          | избачен (307. дан)          | избачен (307. дан)          | избачен (307. дан)          | избачен (307. дан)          | избачен (307. дан)          | избачен (307. дан)          | избачен (307. дан)          | избачен (307. дан)          | избачен (307. дан)          | избачен (307. дан)          | избачен (307. дан)          | избачен (307. дан)          | избачен (307. дан)          | избачен (307. дан)          | избачен (307. дан)          | избачен (307. дан)          | избачен (307. дан)          | избачен (307. дан)          | избачен (307. дан)          | избачен (307. дан)          | избачен (307. дан)          | избачен (307. дан)          | избачен (307. дан)          | избачен (307. дан)          | избачен (307. дан)          | избачен (307. дан)          | избачен (307. дан)          | избачен (307. дан)          | избачен (307. дан)          | избачен (307. дан)          | избачен (307. дан)          | избачен (307. дан)          | избачен (307. дан)          | избачен (307. дан)          | избачен (307. дан)          | избачен (307. дан)          | избачен (307. дан)          | избачен (307. дан)          | избачен (307. дан)          | избачен (307. дан)          | избачен (307. дан)          | избачен (307. дан)          | избачен (307. дан)          | избачен (307. дан)          | избачен (307. дан)          | избачен (307. дан)          | избачен (307. дан)          | избачен (307. дан)          | избачен (307. дан)          | избачен (307. дан)          | избачен (307. дан)          | избачен (307. дан)          | избачен (307. дан)          | избачен (307. дан)          | избачен (307. дан)          | избачен (307. дан)          | избачен (307. дан)          | избачен (307. дан)          | избачен (307. дан)          | избачен (307. дан)          | избачен (307. дан)          | избачен (307. дан)          | избачен (307. дан)          | избачен (307. дан)          | избачен (307. дан)          | избачен (307. дан)          | избачен (307. дан)          | избачен (307. дан)  | избачен (307. дан)  | избачен (307. дан)  | избачен (307. дан)  | избачен (307. дан)  | избачен (307. дан)  |
| Сања                               | Станија              | Викторија          | Филип Ц.           | Менсур               | нема номинације    | Филип Ц.           | нема номинације             | Далила                      | Миа                          | нема номинације             | Фран                        | Филип Ц.                    | Далила                      | Јањуш                          | Далила                         | Дејан                          | нема номинације                | нема номинације                | Филип Ц.                       | Далила                         | Ана Ј.                         | Дејан                          | Анђела                         | Sha                            | нема номинације                | Ана Ј.                                       | Зола                           | Стефан М. Ана Ј.            | Далила                      | Јањуш                       | Мина                        | нема номинације             | нема номинације             | Зола                        | Мина                        | нема номинације             | нема номинације             | Далила                      | Марко О.                    | Матора                      | Филип Ц.                    | потрчко                     | Анђело                      | избачена (307. дан)         | избачена (307. дан)         | избачена (307. дан)         | избачена (307. дан)         | избачена (307. дан)         | избачена (307. дан)         | избачена (307. дан)         | избачена (307. дан)         | избачена (307. дан)         | избачена (307. дан)         | избачена (307. дан)         | избачена (307. дан)         | избачена (307. дан)         | избачена (307. дан)         | избачена (307. дан)         | избачена (307. дан)         | избачена (307. дан)         | избачена (307. дан)         | избачена (307. дан)         | избачена (307. дан)         | избачена (307. дан)         | избачена (307. дан)         | избачена (307. дан)         | избачена (307. дан)         | избачена (307. дан)         | избачена (307. дан)         | избачена (307. дан)         | избачена (307. дан)         | избачена (307. дан)         | избачена (307. дан)         | избачена (307. дан)         | избачена (307. дан)         | избачена (307. дан)         | избачена (307. дан)         | избачена (307. дан)         | избачена (307. дан)         | избачена (307. дан)         | избачена (307. дан)         | избачена (307. дан)         | избачена (307. дан)         | избачена (307. дан)         | избачена (307. дан)         | избачена (307. дан)         | избачена (307. дан)         | избачена (307. дан)         | избачена (307. дан)         | избачена (307. дан)         | избачена (307. дан)         | избачена (307. дан)         | избачена (307. дан)         | избачена (307. дан)         | избачена (307. дан)         | избачена (307. дан)         | избачена (307. дан)         | избачена (307. дан)         | избачена (307. дан)         | избачена (307. дан)         | избачена (307. дан)         | избачена (307. дан)         | избачена (307. дан)         | избачена (307. дан)         | избачена (307. дан)         | избачена (307. дан)         | избачена (307. дан)         | избачена (307. дан)         | избачена (307. дан)         | избачена (307. дан)         | избачена (307. дан)         | избачена (307. дан)         | избачена (307. дан)         | избачена (307. дан)         | избачена (307. дан)         | избачена (307. дан)         | избачена (307. дан)         | избачена (307. дан)         | избачена (307. дан)         | избачена (307. дан)         | избачена (307. дан)         | избачена (307. дан)         | избачена (307. дан)         | избачена (307. дан)         | избачена (307. дан)         | избачена (307. дан)         | избачена (307. дан)         | избачена (307. дан)         | избачена (307. дан)         | избачена (307. дан)         | избачена (307. дан)         | избачена (307. дан)         | избачена (307. дан)         | избачена (307. дан)         | избачена (307. дан)         | избачена (307. дан)         | избачена (307. дан)         | избачена (307. дан) | избачена (307. дан) | избачена (307. дан) | избачена (307. дан) | избачена (307. дан) | избачена (307. дан) |
| Мимас                              | Станија              | Јањуш              | Сандра Ч.          | Милица               | нема номинације    | Далила             | нема номинације             | Далила                      | Дино                         | нема номинације             | Милица                      | Филип Ц.                    | Далила                      | Јањуш                          | Филип Ц.                       | Дејан                          | нема номинације                | нема номинације                | Филип Ц.                       | Филип Ц.                       | Менсур                         | Александра Н.                  | Анђело                         | Моника                         | нема номинације                | Менсур                                       | Зола                           | Милица Филип Ц.             | Далила                      | Јањуш                       | Мина                        | нема номинације             | нема номинације             | Миљана                      | Менсур                      | нема номинације             | нема номинације             | Филип Ц.                    | потрчко                     | МС Алекс                    | Филип Ц.                    | Филип Ц.                    | Сандра Р.                   | избачена (307. дан)         | избачена (307. дан)         | избачена (307. дан)         | избачена (307. дан)         | избачена (307. дан)         | избачена (307. дан)         | избачена (307. дан)         | избачена (307. дан)         | избачена (307. дан)         | избачена (307. дан)         | избачена (307. дан)         | избачена (307. дан)         | избачена (307. дан)         | избачена (307. дан)         | избачена (307. дан)         | избачена (307. дан)         | избачена (307. дан)         | избачена (307. дан)         | избачена (307. дан)         | избачена (307. дан)         | избачена (307. дан)         | избачена (307. дан)         | избачена (307. дан)         | избачена (307. дан)         | избачена (307. дан)         | избачена (307. дан)         | избачена (307. дан)         | избачена (307. дан)         | избачена (307. дан)         | избачена (307. дан)         | избачена (307. дан)         | избачена (307. дан)         | избачена (307. дан)         | избачена (307. дан)         | избачена (307. дан)         | избачена (307. дан)         | избачена (307. дан)         | избачена (307. дан)         | избачена (307. дан)         | избачена (307. дан)         | избачена (307. дан)         | избачена (307. дан)         | избачена (307. дан)         | избачена (307. дан)         | избачена (307. дан)         | избачена (307. дан)         | избачена (307. дан)         | избачена (307. дан)         | избачена (307. дан)         | избачена (307. дан)         | избачена (307. дан)         | избачена (307. дан)         | избачена (307. дан)         | избачена (307. дан)         | избачена (307. дан)         | избачена (307. дан)         | избачена (307. дан)         | избачена (307. дан)         | избачена (307. дан)         | избачена (307. дан)         | избачена (307. дан)         | избачена (307. дан)         | избачена (307. дан)         | избачена (307. дан)         | избачена (307. дан)         | избачена (307. дан)         | избачена (307. дан)         | избачена (307. дан)         | избачена (307. дан)         | избачена (307. дан)         | избачена (307. дан)         | избачена (307. дан)         | избачена (307. дан)         | избачена (307. дан)         | избачена (307. дан)         | избачена (307. дан)         | избачена (307. дан)         | избачена (307. дан)         | избачена (307. дан)         | избачена (307. дан)         | избачена (307. дан)         | избачена (307. дан)         | избачена (307. дан)         | избачена (307. дан)         | избачена (307. дан)         | избачена (307. дан)         | избачена (307. дан)         | избачена (307. дан)         | избачена (307. дан)         | избачена (307. дан)         | избачена (307. дан)         | избачена (307. дан)         | избачена (307. дан)         | избачена (307. дан)         | избачена (307. дан) | избачена (307. дан) | избачена (307. дан) | избачена (307. дан) | избачена (307. дан) | избачена (307. дан) |
| Викторија                          | Марко О.             | потрчко            | Филип Ц.           | Менсур               | нема номинације    | Филип Ц.           | нема номинације             | Филип Ц.                    | Дино                         | нема номинације             | Милица                      | Маја Мари.                  | Дејан                       | Маја Мари.                     | Филип Ц.                       | Дејан                          | нема номинације                | нема номинације                | Филип Ц.                       | Филип Ц.                       | Менсур                         | Дејан                          | Анђело                         | Моника                         | нема номинације                | Ана Ј.                                       | Ирма                           | Ана Ј. Ана Ј.               | Далила                      | Јањуш                       | Филип Ц.                    | нема номинације             | нема номинације             | Миљана                      | Менсур                      | нема номинације             | нема номинације             | Филип Ц.                    | Мимас                       | Матора                      | Далила                      | Сања                        | Анђело                      | избачена (305. дан)         | избачена (305. дан)         | избачена (305. дан)         | избачена (305. дан)         | избачена (305. дан)         | избачена (305. дан)         | избачена (305. дан)         | избачена (305. дан)         | избачена (305. дан)         | избачена (305. дан)         | избачена (305. дан)         | избачена (305. дан)         | избачена (305. дан)         | избачена (305. дан)         | избачена (305. дан)         | избачена (305. дан)         | избачена (305. дан)         | избачена (305. дан)         | избачена (305. дан)         | избачена (305. дан)         | избачена (305. дан)         | избачена (305. дан)         | избачена (305. дан)         | избачена (305. дан)         | избачена (305. дан)         | избачена (305. дан)         | избачена (305. дан)         | избачена (305. дан)         | избачена (305. дан)         | избачена (305. дан)         | избачена (305. дан)         | избачена (305. дан)         | избачена (305. дан)         | избачена (305. дан)         | избачена (305. дан)         | избачена (305. дан)         | избачена (305. дан)         | избачена (305. дан)         | избачена (305. дан)         | избачена (305. дан)         | избачена (305. дан)         | избачена (305. дан)         | избачена (305. дан)         | избачена (305. дан)         | избачена (305. дан)         | избачена (305. дан)         | избачена (305. дан)         | избачена (305. дан)         | избачена (305. дан)         | избачена (305. дан)         | избачена (305. дан)         | избачена (305. дан)         | избачена (305. дан)         | избачена (305. дан)         | избачена (305. дан)         | избачена (305. дан)         | избачена (305. дан)         | избачена (305. дан)         | избачена (305. дан)         | избачена (305. дан)         | избачена (305. дан)         | избачена (305. дан)         | избачена (305. дан)         | избачена (305. дан)         | избачена (305. дан)         | избачена (305. дан)         | избачена (305. дан)         | избачена (305. дан)         | избачена (305. дан)         | избачена (305. дан)         | избачена (305. дан)         | избачена (305. дан)         | избачена (305. дан)         | избачена (305. дан)         | избачена (305. дан)         | избачена (305. дан)         | избачена (305. дан)         | избачена (305. дан)         | избачена (305. дан)         | избачена (305. дан)         | избачена (305. дан)         | избачена (305. дан)         | избачена (305. дан)         | избачена (305. дан)         | избачена (305. дан)         | избачена (305. дан)         | избачена (305. дан)         | избачена (305. дан)         | избачена (305. дан)         | избачена (305. дан)         | избачена (305. дан)         | избачена (305. дан)         | избачена (305. дан)         | избачена (305. дан)         | избачена (305. дан) | избачена (305. дан) | избачена (305. дан) | избачена (305. дан) | избачена (305. дан) | избачена (305. дан) |
| Матеја                             | Марко О.             | Викторија          | Филип Ц.           | Милица               | нема номинације    | Далила             | нема номинације             | Филип Ц.                    | Миа                          | нема номинације             | Милица                      | Филип Ц.                    | Дејан                       | Маја Мари.                     | Филип Ц.                       | Дејан                          | нема номинације                | нема номинације                | Далила                         | Филип Ц.                       | Ана Ј.                         | Александра Н.                  | Анђело                         | Моника                         | нема номинације                | Менсур                                       | Ирма                           | Ирма Ана Ј.                 | Далила                      | Јањуш                       | Филип Ц.                    | нема номинације             | нема номинације             | Зола                        | Менсур                      | нема номинације             | нема номинације             | Филип Ц.                    | Марко О.                    | МС Алекс                    | Филип Ц.                    | Филип Ц.                    | Анђело                      | избачен (304. дан)          | избачен (304. дан)          | избачен (304. дан)          | избачен (304. дан)          | избачен (304. дан)          | избачен (304. дан)          | избачен (304. дан)          | избачен (304. дан)          | избачен (304. дан)          | избачен (304. дан)          | избачен (304. дан)          | избачен (304. дан)          | избачен (304. дан)          | избачен (304. дан)          | избачен (304. дан)          | избачен (304. дан)          | избачен (304. дан)          | избачен (304. дан)          | избачен (304. дан)          | избачен (304. дан)          | избачен (304. дан)          | избачен (304. дан)          | избачен (304. дан)          | избачен (304. дан)          | избачен (304. дан)          | избачен (304. дан)          | избачен (304. дан)          | избачен (304. дан)          | избачен (304. дан)          | избачен (304. дан)          | избачен (304. дан)          | избачен (304. дан)          | избачен (304. дан)          | избачен (304. дан)          | избачен (304. дан)          | избачен (304. дан)          | избачен (304. дан)          | избачен (304. дан)          | избачен (304. дан)          | избачен (304. дан)          | избачен (304. дан)          | избачен (304. дан)          | избачен (304. дан)          | избачен (304. дан)          | избачен (304. дан)          | избачен (304. дан)          | избачен (304. дан)          | избачен (304. дан)          | избачен (304. дан)          | избачен (304. дан)          | избачен (304. дан)          | избачен (304. дан)          | избачен (304. дан)          | избачен (304. дан)          | избачен (304. дан)          | избачен (304. дан)          | избачен (304. дан)          | избачен (304. дан)          | избачен (304. дан)          | избачен (304. дан)          | избачен (304. дан)          | избачен (304. дан)          | избачен (304. дан)          | избачен (304. дан)          | избачен (304. дан)          | избачен (304. дан)          | избачен (304. дан)          | избачен (304. дан)          | избачен (304. дан)          | избачен (304. дан)          | избачен (304. дан)          | избачен (304. дан)          | избачен (304. дан)          | избачен (304. дан)          | избачен (304. дан)          | избачен (304. дан)          | избачен (304. дан)          | избачен (304. дан)          | избачен (304. дан)          | избачен (304. дан)          | избачен (304. дан)          | избачен (304. дан)          | избачен (304. дан)          | избачен (304. дан)          | избачен (304. дан)          | избачен (304. дан)          | избачен (304. дан)          | избачен (304. дан)          | избачен (304. дан)          | избачен (304. дан)          | избачен (304. дан)          | избачен (304. дан)          | избачен (304. дан)          | избачен (304. дан)          | избачен (304. дан)  | избачен (304. дан)  | избачен (304. дан)  | избачен (304. дан)  | избачен (304. дан)  | избачен (304. дан)  |
| Маријана                           | Марко О.             | Викторија          | Филип Ц.           | Менсур               | нема номинације    | Филип Ц.           | нема номинације             | Филип Ц.                    | Миа                          | нема номинације             | Фран                        | Филип Ц.                    | Далила                      | Јањуш                          | Далила                         | Далила                         | нема номинације                | нема номинације                | Филип Ц.                       | Далила                         | Менсур                         | Дејан                          | Анђело                         | Моника                         | нема номинације                | Ана Ј.                                       | Ирма                           | Викторија Филип Ц.          | Дејан                       | Александра Н.               | Филип Ц.                    | нема номинације             | нема номинације             | Зола                        | Менсур                      | нема номинације             | нема номинације             | Филип Ц.                    | Марко О.                    | МС Алекс                    | Филип Ц.                    | Филип Ц.                    | Анђело                      | избачена (304. дан)         | избачена (304. дан)         | избачена (304. дан)         | избачена (304. дан)         | избачена (304. дан)         | избачена (304. дан)         | избачена (304. дан)         | избачена (304. дан)         | избачена (304. дан)         | избачена (304. дан)         | избачена (304. дан)         | избачена (304. дан)         | избачена (304. дан)         | избачена (304. дан)         | избачена (304. дан)         | избачена (304. дан)         | избачена (304. дан)         | избачена (304. дан)         | избачена (304. дан)         | избачена (304. дан)         | избачена (304. дан)         | избачена (304. дан)         | избачена (304. дан)         | избачена (304. дан)         | избачена (304. дан)         | избачена (304. дан)         | избачена (304. дан)         | избачена (304. дан)         | избачена (304. дан)         | избачена (304. дан)         | избачена (304. дан)         | избачена (304. дан)         | избачена (304. дан)         | избачена (304. дан)         | избачена (304. дан)         | избачена (304. дан)         | избачена (304. дан)         | избачена (304. дан)         | избачена (304. дан)         | избачена (304. дан)         | избачена (304. дан)         | избачена (304. дан)         | избачена (304. дан)         | избачена (304. дан)         | избачена (304. дан)         | избачена (304. дан)         | избачена (304. дан)         | избачена (304. дан)         | избачена (304. дан)         | избачена (304. дан)         | избачена (304. дан)         | избачена (304. дан)         | избачена (304. дан)         | избачена (304. дан)         | избачена (304. дан)         | избачена (304. дан)         | избачена (304. дан)         | избачена (304. дан)         | избачена (304. дан)         | избачена (304. дан)         | избачена (304. дан)         | избачена (304. дан)         | избачена (304. дан)         | избачена (304. дан)         | избачена (304. дан)         | избачена (304. дан)         | избачена (304. дан)         | избачена (304. дан)         | избачена (304. дан)         | избачена (304. дан)         | избачена (304. дан)         | избачена (304. дан)         | избачена (304. дан)         | избачена (304. дан)         | избачена (304. дан)         | избачена (304. дан)         | избачена (304. дан)         | избачена (304. дан)         | избачена (304. дан)         | избачена (304. дан)         | избачена (304. дан)         | избачена (304. дан)         | избачена (304. дан)         | избачена (304. дан)         | избачена (304. дан)         | избачена (304. дан)         | избачена (304. дан)         | избачена (304. дан)         | избачена (304. дан)         | избачена (304. дан)         | избачена (304. дан)         | избачена (304. дан)         | избачена (304. дан)         | избачена (304. дан)         | избачена (304. дан) | избачена (304. дан) | избачена (304. дан) | избачена (304. дан) | избачена (304. дан) | избачена (304. дан) |
| Ирма                               | Марко О.             | Јањуш              | Сандра Ч.          | Милица               | нема номинације    | Далила             | нема номинације             | Филип Ц.                    | Дино                         | нема номинације             | Милица                      | Филип Ц.                    | Дејан                       | Маја Мари.                     | Филип Ц.                       | Дејан                          | нема номинације                | нема номинације                | Филип Ц.                       | Филип Ц.                       | Менсур                         | Дејан                          | Анђело                         | Моника                         | нема номинације                | Ана Ј.                                       | потрчко                        | Дејан Ана Ј.                | Дејан                       | Јањуш                       | Мина                        | нема номинације             | нема номинације             | Зола                        | Менсур                      | нема номинације             | нема номинације             | Далила                      | Марко О.                    | МС Алекс                    | Далила                      | Филип Ц.                    | Анђело                      | изашла (303. дан)           | изашла (303. дан)           | изашла (303. дан)           | изашла (303. дан)           | изашла (303. дан)           | изашла (303. дан)           | изашла (303. дан)           | изашла (303. дан)           | изашла (303. дан)           | изашла (303. дан)           | изашла (303. дан)           | изашла (303. дан)           | изашла (303. дан)           | изашла (303. дан)           | изашла (303. дан)           | изашла (303. дан)           | изашла (303. дан)           | изашла (303. дан)           | изашла (303. дан)           | изашла (303. дан)           | изашла (303. дан)           | изашла (303. дан)           | изашла (303. дан)           | изашла (303. дан)           | изашла (303. дан)           | изашла (303. дан)           | изашла (303. дан)           | изашла (303. дан)           | изашла (303. дан)           | изашла (303. дан)           | изашла (303. дан)           | изашла (303. дан)           | изашла (303. дан)           | изашла (303. дан)           | изашла (303. дан)           | изашла (303. дан)           | изашла (303. дан)           | изашла (303. дан)           | изашла (303. дан)           | изашла (303. дан)           | изашла (303. дан)           | изашла (303. дан)           | изашла (303. дан)           | изашла (303. дан)           | изашла (303. дан)           | изашла (303. дан)           | изашла (303. дан)           | изашла (303. дан)           | изашла (303. дан)           | изашла (303. дан)           | изашла (303. дан)           | изашла (303. дан)           | изашла (303. дан)           | изашла (303. дан)           | изашла (303. дан)           | изашла (303. дан)           | изашла (303. дан)           | изашла (303. дан)           | изашла (303. дан)           | изашла (303. дан)           | изашла (303. дан)           | изашла (303. дан)           | изашла (303. дан)           | изашла (303. дан)           | изашла (303. дан)           | изашла (303. дан)           | изашла (303. дан)           | изашла (303. дан)           | изашла (303. дан)           | изашла (303. дан)           | изашла (303. дан)           | изашла (303. дан)           | изашла (303. дан)           | изашла (303. дан)           | изашла (303. дан)           | изашла (303. дан)           | изашла (303. дан)           | изашла (303. дан)           | изашла (303. дан)           | изашла (303. дан)           | изашла (303. дан)           | изашла (303. дан)           | изашла (303. дан)           | изашла (303. дан)           | изашла (303. дан)           | изашла (303. дан)           | изашла (303. дан)           | изашла (303. дан)           | изашла (303. дан)           | изашла (303. дан)           | изашла (303. дан)           | изашла (303. дан)           | изашла (303. дан)           | изашла (303. дан)           | изашла (303. дан)   | изашла (303. дан)   | изашла (303. дан)   | изашла (303. дан)   | изашла (303. дан)   | изашла (303. дан)   |
| Сале Лукс                          | Марко О.             | Јањуш              | Сандра Ч.          | Менсур               | нема номинације    | Филип Ц.           | нема номинације             | Филип Ц.                    | Миа                          | нема номинације             | Милица                      | Филип Ц.                    | Дејан                       | Маја Мари.                     | Филип Ц.                       | Дејан                          | нема номинације                | нема номинације                | Филип Ц.                       | Далила                         | Ана Ј.                         | Дејан                          | Анђело                         | Моника                         | нема номинације                | Ана Ј.                                       | Зола                           | Санди Ана Ј.                | Дејан                       | Александра Н.               | Филип Ц.                    | нема номинације             | нема номинације             | Миљана                      | Менсур                      | нема номинације             | нема номинације             | Филип Ц.                    | Мимас                       | МС Алекс                    | Далила                      | Филип Ц.                    | Анђело                      | избачен (302. дан)          | избачен (302. дан)          | избачен (302. дан)          | избачен (302. дан)          | избачен (302. дан)          | избачен (302. дан)          | избачен (302. дан)          | избачен (302. дан)          | избачен (302. дан)          | избачен (302. дан)          | избачен (302. дан)          | избачен (302. дан)          | избачен (302. дан)          | избачен (302. дан)          | избачен (302. дан)          | избачен (302. дан)          | избачен (302. дан)          | избачен (302. дан)          | избачен (302. дан)          | избачен (302. дан)          | избачен (302. дан)          | избачен (302. дан)          | избачен (302. дан)          | избачен (302. дан)          | избачен (302. дан)          | избачен (302. дан)          | избачен (302. дан)          | избачен (302. дан)          | избачен (302. дан)          | избачен (302. дан)          | избачен (302. дан)          | избачен (302. дан)          | избачен (302. дан)          | избачен (302. дан)          | избачен (302. дан)          | избачен (302. дан)          | избачен (302. дан)          | избачен (302. дан)          | избачен (302. дан)          | избачен (302. дан)          | избачен (302. дан)          | избачен (302. дан)          | избачен (302. дан)          | избачен (302. дан)          | избачен (302. дан)          | избачен (302. дан)          | избачен (302. дан)          | избачен (302. дан)          | избачен (302. дан)          | избачен (302. дан)          | избачен (302. дан)          | избачен (302. дан)          | избачен (302. дан)          | избачен (302. дан)          | избачен (302. дан)          | избачен (302. дан)          | избачен (302. дан)          | избачен (302. дан)          | избачен (302. дан)          | избачен (302. дан)          | избачен (302. дан)          | избачен (302. дан)          | избачен (302. дан)          | избачен (302. дан)          | избачен (302. дан)          | избачен (302. дан)          | избачен (302. дан)          | избачен (302. дан)          | избачен (302. дан)          | избачен (302. дан)          | избачен (302. дан)          | избачен (302. дан)          | избачен (302. дан)          | избачен (302. дан)          | избачен (302. дан)          | избачен (302. дан)          | избачен (302. дан)          | избачен (302. дан)          | избачен (302. дан)          | избачен (302. дан)          | избачен (302. дан)          | избачен (302. дан)          | избачен (302. дан)          | избачен (302. дан)          | избачен (302. дан)          | избачен (302. дан)          | избачен (302. дан)          | избачен (302. дан)          | избачен (302. дан)          | избачен (302. дан)          | избачен (302. дан)          | избачен (302. дан)          | избачен (302. дан)          | избачен (302. дан)          | избачен (302. дан)  | избачен (302. дан)  | избачен (302. дан)  | избачен (302. дан)  | избачен (302. дан)  | избачен (302. дан)  |
| Невена С.                          | Марко О.             | Јањуш              | Филип Ц.           | Менсур               | нема номинације    | Филип Ц.           | нема номинације             | Филип Ц.                    | Дино                         | нема номинације             | Фран                        | Филип Ц.                    | Дејан                       | Јањуш                          | Далила                         | Далила                         | нема номинације                | нема номинације                | Филип Ц.                       | Филип Ц.                       | Ана Ј.                         | Дејан                          | Анђело                         | Sha                            | нема номинације                | Ана Ј.                                       | Зола                           | Мимас Ана Ј.                | Далила                      | Јањуш                       | Мина                        | нема номинације             | нема номинације             | Зола                        | Мина                        | нема номинације             | нема номинације             | Филип Ц.                    | Мимас                       | Матора                      | Филип Ц.                    | Филип Ц.                    | Анђело                      | избачена (302. дан)         | избачена (302. дан)         | избачена (302. дан)         | избачена (302. дан)         | избачена (302. дан)         | избачена (302. дан)         | избачена (302. дан)         | избачена (302. дан)         | избачена (302. дан)         | избачена (302. дан)         | избачена (302. дан)         | избачена (302. дан)         | избачена (302. дан)         | избачена (302. дан)         | избачена (302. дан)         | избачена (302. дан)         | избачена (302. дан)         | избачена (302. дан)         | избачена (302. дан)         | избачена (302. дан)         | избачена (302. дан)         | избачена (302. дан)         | избачена (302. дан)         | избачена (302. дан)         | избачена (302. дан)         | избачена (302. дан)         | избачена (302. дан)         | избачена (302. дан)         | избачена (302. дан)         | избачена (302. дан)         | избачена (302. дан)         | избачена (302. дан)         | избачена (302. дан)         | избачена (302. дан)         | избачена (302. дан)         | избачена (302. дан)         | избачена (302. дан)         | избачена (302. дан)         | избачена (302. дан)         | избачена (302. дан)         | избачена (302. дан)         | избачена (302. дан)         | избачена (302. дан)         | избачена (302. дан)         | избачена (302. дан)         | избачена (302. дан)         | избачена (302. дан)         | избачена (302. дан)         | избачена (302. дан)         | избачена (302. дан)         | избачена (302. дан)         | избачена (302. дан)         | избачена (302. дан)         | избачена (302. дан)         | избачена (302. дан)         | избачена (302. дан)         | избачена (302. дан)         | избачена (302. дан)         | избачена (302. дан)         | избачена (302. дан)         | избачена (302. дан)         | избачена (302. дан)         | избачена (302. дан)         | избачена (302. дан)         | избачена (302. дан)         | избачена (302. дан)         | избачена (302. дан)         | избачена (302. дан)         | избачена (302. дан)         | избачена (302. дан)         | избачена (302. дан)         | избачена (302. дан)         | избачена (302. дан)         | избачена (302. дан)         | избачена (302. дан)         | избачена (302. дан)         | избачена (302. дан)         | избачена (302. дан)         | избачена (302. дан)         | избачена (302. дан)         | избачена (302. дан)         | избачена (302. дан)         | избачена (302. дан)         | избачена (302. дан)         | избачена (302. дан)         | избачена (302. дан)         | избачена (302. дан)         | избачена (302. дан)         | избачена (302. дан)         | избачена (302. дан)         | избачена (302. дан)         | избачена (302. дан)         | избачена (302. дан)         | избачена (302. дан)         | избачена (302. дан) | избачена (302. дан) | избачена (302. дан) | избачена (302. дан) | избачена (302. дан) | избачена (302. дан) |
| Ана Ј.                             | није била у кући     | није била у кући   | није била у кући   | није била у кући     | није била у кући   | није била у кући   | није била у кући            | није била у кући            | није била у кући             | није била у кући            | није била у кући            | није била у кући            | није била у кући            | није била у кући               | Филип Ц.                       | Дејан                          | нема номинације                | нема номинације                | Далила                         | Далила                         | потрчко                        | Александра Н.                  | Анђела                         | Моника                         | нема номинације                | потрчко                                      | Ирма                           | Ирма потрчко                | Далила                      | Јањуш                       | Филип Ц.                    | нема номинације             | нема номинације             | Зола                        | Менсур                      | нема номинације             | нема номинације             | Далила                      | Марко О.                    | МС Алекс                    | Далила                      | Филип Ц.                    | Анђело                      | избачена (301. дан)         | избачена (301. дан)         | избачена (301. дан)         | избачена (301. дан)         | избачена (301. дан)         | избачена (301. дан)         | избачена (301. дан)         | избачена (301. дан)         | избачена (301. дан)         | избачена (301. дан)         | избачена (301. дан)         | избачена (301. дан)         | избачена (301. дан)         | избачена (301. дан)         | избачена (301. дан)         | избачена (301. дан)         | избачена (301. дан)         | избачена (301. дан)         | избачена (301. дан)         | избачена (301. дан)         | избачена (301. дан)         | избачена (301. дан)         | избачена (301. дан)         | избачена (301. дан)         | избачена (301. дан)         | избачена (301. дан)         | избачена (301. дан)         | избачена (301. дан)         | избачена (301. дан)         | избачена (301. дан)         | избачена (301. дан)         | избачена (301. дан)         | избачена (301. дан)         | избачена (301. дан)         | избачена (301. дан)         | избачена (301. дан)         | избачена (301. дан)         | избачена (301. дан)         | избачена (301. дан)         | избачена (301. дан)         | избачена (301. дан)         | избачена (301. дан)         | избачена (301. дан)         | избачена (301. дан)         | избачена (301. дан)         | избачена (301. дан)         | избачена (301. дан)         | избачена (301. дан)         | избачена (301. дан)         | избачена (301. дан)         | избачена (301. дан)         | избачена (301. дан)         | избачена (301. дан)         | избачена (301. дан)         | избачена (301. дан)         | избачена (301. дан)         | избачена (301. дан)         | избачена (301. дан)         | избачена (301. дан)         | избачена (301. дан)         | избачена (301. дан)         | избачена (301. дан)         | избачена (301. дан)         | избачена (301. дан)         | избачена (301. дан)         | избачена (301. дан)         | избачена (301. дан)         | избачена (301. дан)         | избачена (301. дан)         | избачена (301. дан)         | избачена (301. дан)         | избачена (301. дан)         | избачена (301. дан)         | избачена (301. дан)         | избачена (301. дан)         | избачена (301. дан)         | избачена (301. дан)         | избачена (301. дан)         | избачена (301. дан)         | избачена (301. дан)         | избачена (301. дан)         | избачена (301. дан)         | избачена (301. дан)         | избачена (301. дан)         | избачена (301. дан)         | избачена (301. дан)         | избачена (301. дан)         | избачена (301. дан)         | избачена (301. дан)         | избачена (301. дан)         | избачена (301. дан)         | избачена (301. дан)         | избачена (301. дан)         | избачена (301. дан)         | избачена (301. дан) | избачена (301. дан) | избачена (301. дан) | избачена (301. дан) | избачена (301. дан) | избачена (301. дан) |
| Мина                               | није била у кући     | није била у кући   | није била у кући   | није била у кући     | није била у кући   | није била у кући   | није била у кући            | није била у кући            | није била у кући             | није била у кући            | није била у кући            | није била у кући            | није била у кући            | није била у кући               | није била у кући               | није била у кући               | није била у кући               | није била у кући               | није била у кући               | није била у кући               | није била у кући               | није била у кући               | није била у кући               | није била у кући               | није била у кући               | није била у кући                             | није била у кући               | није била у кући            | није била у кући            | Александра Н.               | потрчко                     | нема номинације             | нема номинације             | Миљана                      | потрчко                     | нема номинације             | нема номинације             | Филип Ц.                    | Марко О.                    | МС Алекс                    | Филип Ц.                    | Филип Ц.                    | избачена (294. дан)         | избачена (294. дан)         | избачена (294. дан)         | избачена (294. дан)         | избачена (294. дан)         | избачена (294. дан)         | избачена (294. дан)         | избачена (294. дан)         | избачена (294. дан)         | избачена (294. дан)         | избачена (294. дан)         | избачена (294. дан)         | избачена (294. дан)         | избачена (294. дан)         | избачена (294. дан)         | избачена (294. дан)         | избачена (294. дан)         | избачена (294. дан)         | избачена (294. дан)         | избачена (294. дан)         | избачена (294. дан)         | избачена (294. дан)         | избачена (294. дан)         | избачена (294. дан)         | избачена (294. дан)         | избачена (294. дан)         | избачена (294. дан)         | избачена (294. дан)         | избачена (294. дан)         | избачена (294. дан)         | избачена (294. дан)         | избачена (294. дан)         | избачена (294. дан)         | избачена (294. дан)         | избачена (294. дан)         | избачена (294. дан)         | избачена (294. дан)         | избачена (294. дан)         | избачена (294. дан)         | избачена (294. дан)         | избачена (294. дан)         | избачена (294. дан)         | избачена (294. дан)         | избачена (294. дан)         | избачена (294. дан)         | избачена (294. дан)         | избачена (294. дан)         | избачена (294. дан)         | избачена (294. дан)         | избачена (294. дан)         | избачена (294. дан)         | избачена (294. дан)         | избачена (294. дан)         | избачена (294. дан)         | избачена (294. дан)         | избачена (294. дан)         | избачена (294. дан)         | избачена (294. дан)         | избачена (294. дан)         | избачена (294. дан)         | избачена (294. дан)         | избачена (294. дан)         | избачена (294. дан)         | избачена (294. дан)         | избачена (294. дан)         | избачена (294. дан)         | избачена (294. дан)         | избачена (294. дан)         | избачена (294. дан)         | избачена (294. дан)         | избачена (294. дан)         | избачена (294. дан)         | избачена (294. дан)         | избачена (294. дан)         | избачена (294. дан)         | избачена (294. дан)         | избачена (294. дан)         | избачена (294. дан)         | избачена (294. дан)         | избачена (294. дан)         | избачена (294. дан)         | избачена (294. дан)         | избачена (294. дан)         | избачена (294. дан)         | избачена (294. дан)         | избачена (294. дан)         | избачена (294. дан)         | избачена (294. дан)         | избачена (294. дан)         | избачена (294. дан)         | избачена (294. дан)         | избачена (294. дан)         | избачена (294. дан)         | избачена (294. дан)         | избачена (294. дан)         | избачена (294. дан) | избачена (294. дан) | избачена (294. дан) | избачена (294. дан) | избачена (294. дан) |                     |
| Дија                               | није била у кући     | није била у кући   | није била у кући   | није била у кући     | није била у кући   | није била у кући   | није била у кући            | није била у кући            | није била у кући             | није била у кући            | није била у кући            | није била у кући            | није била у кући            | није била у кући               | није била у кући               | није била у кући               | није била у кући               | није била у кући               | није била у кући               | није била у кући               | није била у кући               | није била у кући               | није била у кући               | није била у кући               | није била у кући               | није била у кући                             | није била у кући               | није била у кући            | није била у кући            | није била у кући            | није била у кући            | није била у кући            | није била у кући            | није била у кући            | није била у кући            | није била у кући            | нема номинације             | Филип Ц.                    | Мимас                       | МС Алекс                    | Филип Ц.                    | избачена (287. дан)         | избачена (287. дан)         | избачена (287. дан)         | избачена (287. дан)         | избачена (287. дан)         | избачена (287. дан)         | избачена (287. дан)         | избачена (287. дан)         | избачена (287. дан)         | избачена (287. дан)         | избачена (287. дан)         | избачена (287. дан)         | избачена (287. дан)         | избачена (287. дан)         | избачена (287. дан)         | избачена (287. дан)         | избачена (287. дан)         | избачена (287. дан)         | избачена (287. дан)         | избачена (287. дан)         | избачена (287. дан)         | избачена (287. дан)         | избачена (287. дан)         | избачена (287. дан)         | избачена (287. дан)         | избачена (287. дан)         | избачена (287. дан)         | избачена (287. дан)         | избачена (287. дан)         | избачена (287. дан)         | избачена (287. дан)         | избачена (287. дан)         | избачена (287. дан)         | избачена (287. дан)         | избачена (287. дан)         | избачена (287. дан)         | избачена (287. дан)         | избачена (287. дан)         | избачена (287. дан)         | избачена (287. дан)         | избачена (287. дан)         | избачена (287. дан)         | избачена (287. дан)         | избачена (287. дан)         | избачена (287. дан)         | избачена (287. дан)         | избачена (287. дан)         | избачена (287. дан)         | избачена (287. дан)         | избачена (287. дан)         | избачена (287. дан)         | избачена (287. дан)         | избачена (287. дан)         | избачена (287. дан)         | избачена (287. дан)         | избачена (287. дан)         | избачена (287. дан)         | избачена (287. дан)         | избачена (287. дан)         | избачена (287. дан)         | избачена (287. дан)         | избачена (287. дан)         | избачена (287. дан)         | избачена (287. дан)         | избачена (287. дан)         | избачена (287. дан)         | избачена (287. дан)         | избачена (287. дан)         | избачена (287. дан)         | избачена (287. дан)         | избачена (287. дан)         | избачена (287. дан)         | избачена (287. дан)         | избачена (287. дан)         | избачена (287. дан)         | избачена (287. дан)         | избачена (287. дан)         | избачена (287. дан)         | избачена (287. дан)         | избачена (287. дан)         | избачена (287. дан)         | избачена (287. дан)         | избачена (287. дан)         | избачена (287. дан)         | избачена (287. дан)         | избачена (287. дан)         | избачена (287. дан)         | избачена (287. дан)         | избачена (287. дан)         | избачена (287. дан)         | избачена (287. дан)         | избачена (287. дан)         | избачена (287. дан)         | избачена (287. дан)         | избачена (287. дан)         | избачена (287. дан)         | избачена (287. дан) | избачена (287. дан) | избачена (287. дан) | избачена (287. дан) |                     |                     |
| Дино                               | Марко О.             | Викторија          | Филип Ц.           | Менсур               | нема номинације    | Филип Ц.           | нема номинације             | Филип Ц.                    | потрчко                      | нема номинације             | Милица                      | Филип Ц.                    | Далила                      | Јањуш                          | Филип Ц.                       | Дејан                          | нема номинације                | нема номинације                | Филип Ц.                       | Филип Ц.                       | Ана Ј.                         | Александра Н.                  | Анђело                         | Sha                            | потрчко                        | Ана Ј.                                       | Ирма                           | Дениз Филип Ц.              | Далила                      | Јањуш                       | Филип Ц.                    | изашао (221–229. дан)       | изашао (221–229. дан)       | Миљана                      | Менсур                      | нема номинације             | нема номинације             | Филип Ц.                    | Марко О.                    | Матора                      | избачен (280. дан)          | избачен (280. дан)          | избачен (280. дан)          | избачен (280. дан)          | избачен (280. дан)          | избачен (280. дан)          | избачен (280. дан)          | избачен (280. дан)          | избачен (280. дан)          | избачен (280. дан)          | избачен (280. дан)          | избачен (280. дан)          | избачен (280. дан)          | избачен (280. дан)          | избачен (280. дан)          | избачен (280. дан)          | избачен (280. дан)          | избачен (280. дан)          | избачен (280. дан)          | избачен (280. дан)          | избачен (280. дан)          | избачен (280. дан)          | избачен (280. дан)          | избачен (280. дан)          | избачен (280. дан)          | избачен (280. дан)          | избачен (280. дан)          | избачен (280. дан)          | избачен (280. дан)          | избачен (280. дан)          | избачен (280. дан)          | избачен (280. дан)          | избачен (280. дан)          | избачен (280. дан)          | избачен (280. дан)          | избачен (280. дан)          | избачен (280. дан)          | избачен (280. дан)          | избачен (280. дан)          | избачен (280. дан)          | избачен (280. дан)          | избачен (280. дан)          | избачен (280. дан)          | избачен (280. дан)          | избачен (280. дан)          | избачен (280. дан)          | избачен (280. дан)          | избачен (280. дан)          | избачен (280. дан)          | избачен (280. дан)          | избачен (280. дан)          | избачен (280. дан)          | избачен (280. дан)          | избачен (280. дан)          | избачен (280. дан)          | избачен (280. дан)          | избачен (280. дан)          | избачен (280. дан)          | избачен (280. дан)          | избачен (280. дан)          | избачен (280. дан)          | избачен (280. дан)          | избачен (280. дан)          | избачен (280. дан)          | избачен (280. дан)          | избачен (280. дан)          | избачен (280. дан)          | избачен (280. дан)          | избачен (280. дан)          | избачен (280. дан)          | избачен (280. дан)          | избачен (280. дан)          | избачен (280. дан)          | избачен (280. дан)          | избачен (280. дан)          | избачен (280. дан)          | избачен (280. дан)          | избачен (280. дан)          | избачен (280. дан)          | избачен (280. дан)          | избачен (280. дан)          | избачен (280. дан)          | избачен (280. дан)          | избачен (280. дан)          | избачен (280. дан)          | избачен (280. дан)          | избачен (280. дан)          | избачен (280. дан)          | избачен (280. дан)          | избачен (280. дан)          | избачен (280. дан)          | избачен (280. дан)          | избачен (280. дан)          | избачен (280. дан)          | избачен (280. дан)          | избачен (280. дан)          | избачен (280. дан)          | избачен (280. дан)  | избачен (280. дан)  | избачен (280. дан)  |                     |                     |                     |
| Марко О.                           | потрчко              | Викторија          | Филип Ц.           | Менсур               | нема номинације    | Далила             | нема номинације             | Далила                      | Дино                         | нема номинације             | Милица                      | Филип Ц.                    | Дејан                       | Јањуш                          | Далила                         | Далила                         | нема номинације                | нема номинације                | Далила                         | Далила                         | Менсур                         | Александра Н.                  | Анђела                         | Моника                         | нема номинације                | Менсур                                       | Ирма                           | Ирма Ана Ј.                 | Дејан                       | Александра Н.               | Мина                        | нема номинације             | нема номинације             | Миљана                      | Менсур                      | нема номинације             | нема номинације             | Далила                      | потрчко                     | изашао (276. дан)           | изашао (276. дан)           | изашао (276. дан)           | изашао (276. дан)           | изашао (276. дан)           | изашао (276. дан)           | изашао (276. дан)           | изашао (276. дан)           | изашао (276. дан)           | изашао (276. дан)           | изашао (276. дан)           | изашао (276. дан)           | изашао (276. дан)           | изашао (276. дан)           | изашао (276. дан)           | изашао (276. дан)           | изашао (276. дан)           | изашао (276. дан)           | изашао (276. дан)           | изашао (276. дан)           | изашао (276. дан)           | изашао (276. дан)           | изашао (276. дан)           | изашао (276. дан)           | изашао (276. дан)           | изашао (276. дан)           | изашао (276. дан)           | изашао (276. дан)           | изашао (276. дан)           | изашао (276. дан)           | изашао (276. дан)           | изашао (276. дан)           | изашао (276. дан)           | изашао (276. дан)           | изашао (276. дан)           | изашао (276. дан)           | изашао (276. дан)           | изашао (276. дан)           | изашао (276. дан)           | изашао (276. дан)           | изашао (276. дан)           | изашао (276. дан)           | изашао (276. дан)           | изашао (276. дан)           | изашао (276. дан)           | изашао (276. дан)           | изашао (276. дан)           | изашао (276. дан)           | изашао (276. дан)           | изашао (276. дан)           | изашао (276. дан)           | изашао (276. дан)           | изашао (276. дан)           | изашао (276. дан)           | изашао (276. дан)           | изашао (276. дан)           | изашао (276. дан)           | изашао (276. дан)           | изашао (276. дан)           | изашао (276. дан)           | изашао (276. дан)           | изашао (276. дан)           | изашао (276. дан)           | изашао (276. дан)           | изашао (276. дан)           | изашао (276. дан)           | изашао (276. дан)           | изашао (276. дан)           | изашао (276. дан)           | изашао (276. дан)           | изашао (276. дан)           | изашао (276. дан)           | изашао (276. дан)           | изашао (276. дан)           | изашао (276. дан)           | изашао (276. дан)           | изашао (276. дан)           | изашао (276. дан)           | изашао (276. дан)           | изашао (276. дан)           | изашао (276. дан)           | изашао (276. дан)           | изашао (276. дан)           | изашао (276. дан)           | изашао (276. дан)           | изашао (276. дан)           | изашао (276. дан)           | изашао (276. дан)           | изашао (276. дан)           | изашао (276. дан)           | изашао (276. дан)           | изашао (276. дан)           | изашао (276. дан)           | изашао (276. дан)           | изашао (276. дан)           | изашао (276. дан)           | изашао (276. дан)           | изашао (276. дан)           | изашао (276. дан)   | изашао (276. дан)   |                     |                     |                     |                     |
|                                    | није био у кући      | није био у кући    | није био у кући    | није био у кући      | није био у кући    | није био у кући    | није био у кући             | није био у кући             | није био у кући              | није био у кући             | није био у кући             | није био у кући             | није био у кући             | није био у кући                | није био у кући                | није био у кући                | није био у кући                | није био у кући                | није био у кући                | Далила                         | Ана Ј.                         | Дејан                          | Анђело                         | потрчко                        | нема номинације                | Ана Ј.                                       | Ирма                           | Моника Ана Ј.               | Дејан                       | Јањуш                       | Филип Ц.                    | нема номинације             | нема номинације             | Зола                        | Менсур                      | нема номинације             | нема номинације             | Далила                      | Мимас                       | избачен (273. дан)          | избачен (273. дан)          | избачен (273. дан)          | избачен (273. дан)          | избачен (273. дан)          | избачен (273. дан)          | избачен (273. дан)          | избачен (273. дан)          | избачен (273. дан)          | избачен (273. дан)          | избачен (273. дан)          | избачен (273. дан)          | избачен (273. дан)          | избачен (273. дан)          | избачен (273. дан)          | избачен (273. дан)          | избачен (273. дан)          | избачен (273. дан)          | избачен (273. дан)          | избачен (273. дан)          | избачен (273. дан)          | избачен (273. дан)          | избачен (273. дан)          | избачен (273. дан)          | избачен (273. дан)          | избачен (273. дан)          | избачен (273. дан)          | избачен (273. дан)          | избачен (273. дан)          | избачен (273. дан)          | избачен (273. дан)          | избачен (273. дан)          | избачен (273. дан)          | избачен (273. дан)          | избачен (273. дан)          | избачен (273. дан)          | избачен (273. дан)          | избачен (273. дан)          | избачен (273. дан)          | избачен (273. дан)          | избачен (273. дан)          | избачен (273. дан)          | избачен (273. дан)          | избачен (273. дан)          | избачен (273. дан)          | избачен (273. дан)          | избачен (273. дан)          | избачен (273. дан)          | избачен (273. дан)          | избачен (273. дан)          | избачен (273. дан)          | избачен (273. дан)          | избачен (273. дан)          | избачен (273. дан)          | избачен (273. дан)          | избачен (273. дан)          | избачен (273. дан)          | избачен (273. дан)          | избачен (273. дан)          | избачен (273. дан)          | избачен (273. дан)          | избачен (273. дан)          | избачен (273. дан)          | избачен (273. дан)          | избачен (273. дан)          | избачен (273. дан)          | избачен (273. дан)          | избачен (273. дан)          | избачен (273. дан)          | избачен (273. дан)          | избачен (273. дан)          | избачен (273. дан)          | избачен (273. дан)          | избачен (273. дан)          | избачен (273. дан)          | избачен (273. дан)          | избачен (273. дан)          | избачен (273. дан)          | избачен (273. дан)          | избачен (273. дан)          | избачен (273. дан)          | избачен (273. дан)          | избачен (273. дан)          | избачен (273. дан)          | избачен (273. дан)          | избачен (273. дан)          | избачен (273. дан)          | избачен (273. дан)          | избачен (273. дан)          | избачен (273. дан)          | избачен (273. дан)          | избачен (273. дан)          | избачен (273. дан)          | избачен (273. дан)          | избачен (273. дан)          | избачен (273. дан)          | избачен (273. дан)          | избачен (273. дан)          | избачен (273. дан)  | избачен (273. дан)  |                     |                     |                     |                     |
| Фран                               | Марко О.             | Викторија          | Филип Ц.           | Милица               | нема номинације    | Филип Ц.           | нема номинације             | Далила                      | Миа                          | потрчко                     | потрчко                     | Филип Ц.                    | Далила                      | Маја Мари.                     | Далила                         | Далила                         | нема номинације                | нема номинације                | Филип Ц.                       | Далила                         | Ана Ј.                         | Александра Н.                  | Анђело                         | избачен (161–173. дан)         | избачен (161–173. дан)         | Ана Ј.                                       | Зола                           | Невена С. Ана Ј.            | Дејан                       | Александра Н.               | Мина                        | нема номинације             | нема номинације             | Зола                        | Мина                        | нема номинације             | нема номинације             | Далила                      | избачен (266. дан)          | избачен (266. дан)          | избачен (266. дан)          | избачен (266. дан)          | избачен (266. дан)          | избачен (266. дан)          | избачен (266. дан)          | избачен (266. дан)          | избачен (266. дан)          | избачен (266. дан)          | избачен (266. дан)          | избачен (266. дан)          | избачен (266. дан)          | избачен (266. дан)          | избачен (266. дан)          | избачен (266. дан)          | избачен (266. дан)          | избачен (266. дан)          | избачен (266. дан)          | избачен (266. дан)          | избачен (266. дан)          | избачен (266. дан)          | избачен (266. дан)          | избачен (266. дан)          | избачен (266. дан)          | избачен (266. дан)          | избачен (266. дан)          | избачен (266. дан)          | избачен (266. дан)          | избачен (266. дан)          | избачен (266. дан)          | избачен (266. дан)          | избачен (266. дан)          | избачен (266. дан)          | избачен (266. дан)          | избачен (266. дан)          | избачен (266. дан)          | избачен (266. дан)          | избачен (266. дан)          | избачен (266. дан)          | избачен (266. дан)          | избачен (266. дан)          | избачен (266. дан)          | избачен (266. дан)          | избачен (266. дан)          | избачен (266. дан)          | избачен (266. дан)          | избачен (266. дан)          | избачен (266. дан)          | избачен (266. дан)          | избачен (266. дан)          | избачен (266. дан)          | избачен (266. дан)          | избачен (266. дан)          | избачен (266. дан)          | избачен (266. дан)          | избачен (266. дан)          | избачен (266. дан)          | избачен (266. дан)          | избачен (266. дан)          | избачен (266. дан)          | избачен (266. дан)          | избачен (266. дан)          | избачен (266. дан)          | избачен (266. дан)          | избачен (266. дан)          | избачен (266. дан)          | избачен (266. дан)          | избачен (266. дан)          | избачен (266. дан)          | избачен (266. дан)          | избачен (266. дан)          | избачен (266. дан)          | избачен (266. дан)          | избачен (266. дан)          | избачен (266. дан)          | избачен (266. дан)          | избачен (266. дан)          | избачен (266. дан)          | избачен (266. дан)          | избачен (266. дан)          | избачен (266. дан)          | избачен (266. дан)          | избачен (266. дан)          | избачен (266. дан)          | избачен (266. дан)          | избачен (266. дан)          | избачен (266. дан)          | избачен (266. дан)          | избачен (266. дан)          | избачен (266. дан)          | избачен (266. дан)          | избачен (266. дан)          | избачен (266. дан)          | избачен (266. дан)          | избачен (266. дан)          | избачен (266. дан)          | избачен (266. дан)          | избачен (266. дан)          | избачен (266. дан)  |                     |                     |                     |                     |                     |
| Ненад                              | није био у кући      | није био у кући    | није био у кући    | није био у кући      | није био у кући    | није био у кући    | није био у кући             | није био у кући             | није био у кући              | није био у кући             | није био у кући             | није био у кући             | није био у кући             | није био у кући                | није био у кући                | није био у кући                | није био у кући                | није био у кући                | није био у кући                | није био у кући                | није био у кући                | није био у кући                | није био у кући                | није био у кући                | није био у кући                | није био у кући                              | није био у кући                | Зола Ана Ј.                 | Далила                      | Јањуш                       | Филип Ц.                    | нема номинације             | нема номинације             | Зола                        | Мина                        | нема номинације             | нема номинације             | дисквалификован (260. дан)  | дисквалификован (260. дан)  | дисквалификован (260. дан)  | дисквалификован (260. дан)  | дисквалификован (260. дан)  | дисквалификован (260. дан)  | дисквалификован (260. дан)  | дисквалификован (260. дан)  | дисквалификован (260. дан)  | дисквалификован (260. дан)  | дисквалификован (260. дан)  | дисквалификован (260. дан)  | дисквалификован (260. дан)  | дисквалификован (260. дан)  | дисквалификован (260. дан)  | дисквалификован (260. дан)  | дисквалификован (260. дан)  | дисквалификован (260. дан)  | дисквалификован (260. дан)  | дисквалификован (260. дан)  | дисквалификован (260. дан)  | дисквалификован (260. дан)  | дисквалификован (260. дан)  | дисквалификован (260. дан)  | дисквалификован (260. дан)  | дисквалификован (260. дан)  | дисквалификован (260. дан)  | дисквалификован (260. дан)  | дисквалификован (260. дан)  | дисквалификован (260. дан)  | дисквалификован (260. дан)  | дисквалификован (260. дан)  | дисквалификован (260. дан)  | дисквалификован (260. дан)  | дисквалификован (260. дан)  | дисквалификован (260. дан)  | дисквалификован (260. дан)  | дисквалификован (260. дан)  | дисквалификован (260. дан)  | дисквалификован (260. дан)  | дисквалификован (260. дан)  | дисквалификован (260. дан)  | дисквалификован (260. дан)  | дисквалификован (260. дан)  | дисквалификован (260. дан)  | дисквалификован (260. дан)  | дисквалификован (260. дан)  | дисквалификован (260. дан)  | дисквалификован (260. дан)  | дисквалификован (260. дан)  | дисквалификован (260. дан)  | дисквалификован (260. дан)  | дисквалификован (260. дан)  | дисквалификован (260. дан)  | дисквалификован (260. дан)  | дисквалификован (260. дан)  | дисквалификован (260. дан)  | дисквалификован (260. дан)  | дисквалификован (260. дан)  | дисквалификован (260. дан)  | дисквалификован (260. дан)  | дисквалификован (260. дан)  | дисквалификован (260. дан)  | дисквалификован (260. дан)  | дисквалификован (260. дан)  | дисквалификован (260. дан)  | дисквалификован (260. дан)  | дисквалификован (260. дан)  | дисквалификован (260. дан)  | дисквалификован (260. дан)  | дисквалификован (260. дан)  | дисквалификован (260. дан)  | дисквалификован (260. дан)  | дисквалификован (260. дан)  | дисквалификован (260. дан)  | дисквалификован (260. дан)  | дисквалификован (260. дан)  | дисквалификован (260. дан)  | дисквалификован (260. дан)  | дисквалификован (260. дан)  | дисквалификован (260. дан)  | дисквалификован (260. дан)  | дисквалификован (260. дан)  | дисквалификован (260. дан)  | дисквалификован (260. дан)  | дисквалификован (260. дан)  | дисквалификован (260. дан)  | дисквалификован (260. дан)  | дисквалификован (260. дан)  | дисквалификован (260. дан)  | дисквалификован (260. дан)  | дисквалификован (260. дан)  | дисквалификован (260. дан)  | дисквалификован (260. дан)  | дисквалификован (260. дан)  | дисквалификован (260. дан)  | дисквалификован (260. дан)  | дисквалификован (260. дан)  | дисквалификован (260. дан)  | дисквалификован (260. дан)  |                     |                     |                     |                     |                     |                     |
| Миљана                             | Марко О.             | изашла (6–26. дан) | изашла (6–26. дан) | изашла (6–26. дан)   | нема номинације    | Филип Ц.           | нема номинације             | Далила                      | Дино                         | нема номинације             | Фран                        | Филип Ц.                    | Далила                      | дисквалификована (93–187. дан) | дисквалификована (93–187. дан) | дисквалификована (93–187. дан) | дисквалификована (93–187. дан) | дисквалификована (93–187. дан) | дисквалификована (93–187. дан) | дисквалификована (93–187. дан) | дисквалификована (93–187. дан) | дисквалификована (93–187. дан) | дисквалификована (93–187. дан) | дисквалификована (93–187. дан) | дисквалификована (93–187. дан) | дисквалификована (93–187. дан)               | дисквалификована (93–187. дан) | Зола Ана Ј.                 | Далила                      | Јањуш                       | Мина                        | потрчко                     | потрчко                     | потрчко                     | Мина                        | нема номинације             | нема номинације             | дисквалификована (260. дан) | дисквалификована (260. дан) | дисквалификована (260. дан) | дисквалификована (260. дан) | дисквалификована (260. дан) | дисквалификована (260. дан) | дисквалификована (260. дан) | дисквалификована (260. дан) | дисквалификована (260. дан) | дисквалификована (260. дан) | дисквалификована (260. дан) | дисквалификована (260. дан) | дисквалификована (260. дан) | дисквалификована (260. дан) | дисквалификована (260. дан) | дисквалификована (260. дан) | дисквалификована (260. дан) | дисквалификована (260. дан) | дисквалификована (260. дан) | дисквалификована (260. дан) | дисквалификована (260. дан) | дисквалификована (260. дан) | дисквалификована (260. дан) | дисквалификована (260. дан) | дисквалификована (260. дан) | дисквалификована (260. дан) | дисквалификована (260. дан) | дисквалификована (260. дан) | дисквалификована (260. дан) | дисквалификована (260. дан) | дисквалификована (260. дан) | дисквалификована (260. дан) | дисквалификована (260. дан) | дисквалификована (260. дан) | дисквалификована (260. дан) | дисквалификована (260. дан) | дисквалификована (260. дан) | дисквалификована (260. дан) | дисквалификована (260. дан) | дисквалификована (260. дан) | дисквалификована (260. дан) | дисквалификована (260. дан) | дисквалификована (260. дан) | дисквалификована (260. дан) | дисквалификована (260. дан) | дисквалификована (260. дан) | дисквалификована (260. дан) | дисквалификована (260. дан) | дисквалификована (260. дан) | дисквалификована (260. дан) | дисквалификована (260. дан) | дисквалификована (260. дан) | дисквалификована (260. дан) | дисквалификована (260. дан) | дисквалификована (260. дан) | дисквалификована (260. дан) | дисквалификована (260. дан) | дисквалификована (260. дан) | дисквалификована (260. дан) | дисквалификована (260. дан) | дисквалификована (260. дан) | дисквалификована (260. дан) | дисквалификована (260. дан) | дисквалификована (260. дан) | дисквалификована (260. дан) | дисквалификована (260. дан) | дисквалификована (260. дан) | дисквалификована (260. дан) | дисквалификована (260. дан) | дисквалификована (260. дан) | дисквалификована (260. дан) | дисквалификована (260. дан) | дисквалификована (260. дан) | дисквалификована (260. дан) | дисквалификована (260. дан) | дисквалификована (260. дан) | дисквалификована (260. дан) | дисквалификована (260. дан) | дисквалификована (260. дан) | дисквалификована (260. дан) | дисквалификована (260. дан) | дисквалификована (260. дан) | дисквалификована (260. дан) | дисквалификована (260. дан) | дисквалификована (260. дан) | дисквалификована (260. дан) | дисквалификована (260. дан) | дисквалификована (260. дан) | дисквалификована (260. дан) | дисквалификована (260. дан) | дисквалификована (260. дан) | дисквалификована (260. дан) | дисквалификована (260. дан) | дисквалификована (260. дан) | дисквалификована (260. дан) | дисквалификована (260. дан) | дисквалификована (260. дан) | дисквалификована (260. дан) | дисквалификована (260. дан) | дисквалификована (260. дан) |                     |                     |                     |                     |                     |                     |
| Санди                              | Станија              | Викторија          | Сандра Ч.          | Милица               | нема номинације    | Филип Ц.           | нема номинације             | нема номинације             | Дино                         | нема номинације             | Милица                      | Филип Ц.                    | Далила                      | Јањуш                          | Далила                         | Дејан                          | нема номинације                | нема номинације                | Филип Ц.                       | Филип Ц.                       | Ана Ј.                         | Дејан                          | Анђело                         | Моника                         | нема номинације                | Ана Ј.                                       | Ирма                           | Дино Ана Ј.                 | Далила                      | Јањуш                       | Филип Ц.                    | нема номинације             | нема номинације             | Зола                        | Мина                        | избачен (245. дан)          | избачен (245. дан)          | избачен (245. дан)          | избачен (245. дан)          | избачен (245. дан)          | избачен (245. дан)          | избачен (245. дан)          | избачен (245. дан)          | избачен (245. дан)          | избачен (245. дан)          | избачен (245. дан)          | избачен (245. дан)          | избачен (245. дан)          | избачен (245. дан)          | избачен (245. дан)          | избачен (245. дан)          | избачен (245. дан)          | избачен (245. дан)          | избачен (245. дан)          | избачен (245. дан)          | избачен (245. дан)          | избачен (245. дан)          | избачен (245. дан)          | избачен (245. дан)          | избачен (245. дан)          | избачен (245. дан)          | избачен (245. дан)          | избачен (245. дан)          | избачен (245. дан)          | избачен (245. дан)          | избачен (245. дан)          | избачен (245. дан)          | избачен (245. дан)          | избачен (245. дан)          | избачен (245. дан)          | избачен (245. дан)          | избачен (245. дан)          | избачен (245. дан)          | избачен (245. дан)          | избачен (245. дан)          | избачен (245. дан)          | избачен (245. дан)          | избачен (245. дан)          | избачен (245. дан)          | избачен (245. дан)          | избачен (245. дан)          | избачен (245. дан)          | избачен (245. дан)          | избачен (245. дан)          | избачен (245. дан)          | избачен (245. дан)          | избачен (245. дан)          | избачен (245. дан)          | избачен (245. дан)          | избачен (245. дан)          | избачен (245. дан)          | избачен (245. дан)          | избачен (245. дан)          | избачен (245. дан)          | избачен (245. дан)          | избачен (245. дан)          | избачен (245. дан)          | избачен (245. дан)          | избачен (245. дан)          | избачен (245. дан)          | избачен (245. дан)          | избачен (245. дан)          | избачен (245. дан)          | избачен (245. дан)          | избачен (245. дан)          | избачен (245. дан)          | избачен (245. дан)          | избачен (245. дан)          | избачен (245. дан)          | избачен (245. дан)          | избачен (245. дан)          | избачен (245. дан)          | избачен (245. дан)          | избачен (245. дан)          | избачен (245. дан)          | избачен (245. дан)          | избачен (245. дан)          | избачен (245. дан)          | избачен (245. дан)          | избачен (245. дан)          | избачен (245. дан)          | избачен (245. дан)          | избачен (245. дан)          | избачен (245. дан)          | избачен (245. дан)          | избачен (245. дан)          | избачен (245. дан)          | избачен (245. дан)          | избачен (245. дан)          | избачен (245. дан)          | избачен (245. дан)          | избачен (245. дан)          | избачен (245. дан)          | избачен (245. дан)          | избачен (245. дан)          |                             |                             |                     |                     |                     |                     |                     |                     |
| Мартина                            | није била у кући     | није била у кући   | Филип Ц.           | Менсур               | нема номинације    | Далила             | нема номинације             | Далила                      | Дино                         | нема номинације             | Фран                        | Филип Ц.                    | Далила                      | Јањуш                          | Далила                         | Далила                         | избачена (112–173. дан)        | избачена (112–173. дан)        | избачена (112–173. дан)        | избачена (112–173. дан)        | избачена (112–173. дан)        | избачена (112–173. дан)        | избачена (112–173. дан)        | избачена (112–173. дан)        | избачена (112–173. дан)        | Ана Ј.                                       | Ирма                           | Ирма Ана Ј.                 | Дејан                       | Јањуш                       | Мина                        | нема номинације             | нема номинације             | Зола                        | избачена (238. дан)         | избачена (238. дан)         | избачена (238. дан)         | избачена (238. дан)         | избачена (238. дан)         | избачена (238. дан)         | избачена (238. дан)         | избачена (238. дан)         | избачена (238. дан)         | избачена (238. дан)         | избачена (238. дан)         | избачена (238. дан)         | избачена (238. дан)         | избачена (238. дан)         | избачена (238. дан)         | избачена (238. дан)         | избачена (238. дан)         | избачена (238. дан)         | избачена (238. дан)         | избачена (238. дан)         | избачена (238. дан)         | избачена (238. дан)         | избачена (238. дан)         | избачена (238. дан)         | избачена (238. дан)         | избачена (238. дан)         | избачена (238. дан)         | избачена (238. дан)         | избачена (238. дан)         | избачена (238. дан)         | избачена (238. дан)         | избачена (238. дан)         | избачена (238. дан)         | избачена (238. дан)         | избачена (238. дан)         | избачена (238. дан)         | избачена (238. дан)         | избачена (238. дан)         | избачена (238. дан)         | избачена (238. дан)         | избачена (238. дан)         | избачена (238. дан)         | избачена (238. дан)         | избачена (238. дан)         | избачена (238. дан)         | избачена (238. дан)         | избачена (238. дан)         | избачена (238. дан)         | избачена (238. дан)         | избачена (238. дан)         | избачена (238. дан)         | избачена (238. дан)         | избачена (238. дан)         | избачена (238. дан)         | избачена (238. дан)         | избачена (238. дан)         | избачена (238. дан)         | избачена (238. дан)         | избачена (238. дан)         | избачена (238. дан)         | избачена (238. дан)         | избачена (238. дан)         | избачена (238. дан)         | избачена (238. дан)         | избачена (238. дан)         | избачена (238. дан)         | избачена (238. дан)         | избачена (238. дан)         | избачена (238. дан)         | избачена (238. дан)         | избачена (238. дан)         | избачена (238. дан)         | избачена (238. дан)         | избачена (238. дан)         | избачена (238. дан)         | избачена (238. дан)         | избачена (238. дан)         | избачена (238. дан)         | избачена (238. дан)         | избачена (238. дан)         | избачена (238. дан)         | избачена (238. дан)         | избачена (238. дан)         | избачена (238. дан)         | избачена (238. дан)         | избачена (238. дан)         | избачена (238. дан)         | избачена (238. дан)         | избачена (238. дан)         | избачена (238. дан)         | избачена (238. дан)         | избачена (238. дан)         | избачена (238. дан)         | избачена (238. дан)         | избачена (238. дан)         | избачена (238. дан)         | избачена (238. дан)         | избачена (238. дан)         | избачена (238. дан)         | избачена (238. дан)         |                             |                             |                             |                     |                     |                     |                     |                     |                     |
| Стефан М.                          | Марко О.             | Викторија          | Сандра Ч.          | Менсур               | нема номинације    | Филип Ц.           | нема номинације             | Филип Ц.                    | Дино                         | нема номинације             | Милица                      | Филип Ц.                    | Дејан                       | Маја Мари.                     | Далила                         | Дејан                          | нема номинације                | нема номинације                | Далила                         | Далила                         | Менсур                         | Дејан                          | Анђела                         | Моника                         | нема номинације                | Ана Ј.                                       | Ирма                           | Ирма Ана Ј.                 | Дејан                       | Александра Н.               | Мина                        | дисквалификован (217. дан)  | дисквалификован (217. дан)  | дисквалификован (217. дан)  | дисквалификован (217. дан)  | дисквалификован (217. дан)  | дисквалификован (217. дан)  | дисквалификован (217. дан)  | дисквалификован (217. дан)  | дисквалификован (217. дан)  | дисквалификован (217. дан)  | дисквалификован (217. дан)  | дисквалификован (217. дан)  | дисквалификован (217. дан)  | дисквалификован (217. дан)  | дисквалификован (217. дан)  | дисквалификован (217. дан)  | дисквалификован (217. дан)  | дисквалификован (217. дан)  | дисквалификован (217. дан)  | дисквалификован (217. дан)  | дисквалификован (217. дан)  | дисквалификован (217. дан)  | дисквалификован (217. дан)  | дисквалификован (217. дан)  | дисквалификован (217. дан)  | дисквалификован (217. дан)  | дисквалификован (217. дан)  | дисквалификован (217. дан)  | дисквалификован (217. дан)  | дисквалификован (217. дан)  | дисквалификован (217. дан)  | дисквалификован (217. дан)  | дисквалификован (217. дан)  | дисквалификован (217. дан)  | дисквалификован (217. дан)  | дисквалификован (217. дан)  | дисквалификован (217. дан)  | дисквалификован (217. дан)  | дисквалификован (217. дан)  | дисквалификован (217. дан)  | дисквалификован (217. дан)  | дисквалификован (217. дан)  | дисквалификован (217. дан)  | дисквалификован (217. дан)  | дисквалификован (217. дан)  | дисквалификован (217. дан)  | дисквалификован (217. дан)  | дисквалификован (217. дан)  | дисквалификован (217. дан)  | дисквалификован (217. дан)  | дисквалификован (217. дан)  | дисквалификован (217. дан)  | дисквалификован (217. дан)  | дисквалификован (217. дан)  | дисквалификован (217. дан)  | дисквалификован (217. дан)  | дисквалификован (217. дан)  | дисквалификован (217. дан)  | дисквалификован (217. дан)  | дисквалификован (217. дан)  | дисквалификован (217. дан)  | дисквалификован (217. дан)  | дисквалификован (217. дан)  | дисквалификован (217. дан)  | дисквалификован (217. дан)  | дисквалификован (217. дан)  | дисквалификован (217. дан)  | дисквалификован (217. дан)  | дисквалификован (217. дан)  | дисквалификован (217. дан)  | дисквалификован (217. дан)  | дисквалификован (217. дан)  | дисквалификован (217. дан)  | дисквалификован (217. дан)  | дисквалификован (217. дан)  | дисквалификован (217. дан)  | дисквалификован (217. дан)  | дисквалификован (217. дан)  | дисквалификован (217. дан)  | дисквалификован (217. дан)  | дисквалификован (217. дан)  | дисквалификован (217. дан)  | дисквалификован (217. дан)  | дисквалификован (217. дан)  | дисквалификован (217. дан)  | дисквалификован (217. дан)  | дисквалификован (217. дан)  | дисквалификован (217. дан)  | дисквалификован (217. дан)  | дисквалификован (217. дан)  | дисквалификован (217. дан)  | дисквалификован (217. дан)  | дисквалификован (217. дан)  | дисквалификован (217. дан)  | дисквалификован (217. дан)  | дисквалификован (217. дан)  | дисквалификован (217. дан)  | дисквалификован (217. дан)  | дисквалификован (217. дан)  | дисквалификован (217. дан)  |                             |                             |                             |                             |                             |                             |                     |                     |                     |                     |                     |                     |
| Ана С.                             | Марко О.             | Викторија          | Филип Ц.           | Менсур               | нема номинације    | Филип Ц.           | нема номинације             | Филип Ц.                    | Дино                         | нема номинације             | Милица                      | Филип Ц.                    | Далила                      | Маја Мари.                     | Далила                         | Дејан                          | нема номинације                | нема номинације                | Филип Ц.                       | Филип Ц.                       | Менсур                         | Александра Н.                  | Анђела                         | Моника                         | нема номинације                | Менсур                                       | Ирма                           | Менсур Ана Ј.               | Дејан                       | Јањуш                       | Филип Ц.                    | избачена (217. дан)         | избачена (217. дан)         | избачена (217. дан)         | избачена (217. дан)         | избачена (217. дан)         | избачена (217. дан)         | избачена (217. дан)         | избачена (217. дан)         | избачена (217. дан)         | избачена (217. дан)         | избачена (217. дан)         | избачена (217. дан)         | избачена (217. дан)         | избачена (217. дан)         | избачена (217. дан)         | избачена (217. дан)         | избачена (217. дан)         | избачена (217. дан)         | избачена (217. дан)         | избачена (217. дан)         | избачена (217. дан)         | избачена (217. дан)         | избачена (217. дан)         | избачена (217. дан)         | избачена (217. дан)         | избачена (217. дан)         | избачена (217. дан)         | избачена (217. дан)         | избачена (217. дан)         | избачена (217. дан)         | избачена (217. дан)         | избачена (217. дан)         | избачена (217. дан)         | избачена (217. дан)         | избачена (217. дан)         | избачена (217. дан)         | избачена (217. дан)         | избачена (217. дан)         | избачена (217. дан)         | избачена (217. дан)         | избачена (217. дан)         | избачена (217. дан)         | избачена (217. дан)         | избачена (217. дан)         | избачена (217. дан)         | избачена (217. дан)         | избачена (217. дан)         | избачена (217. дан)         | избачена (217. дан)         | избачена (217. дан)         | избачена (217. дан)         | избачена (217. дан)         | избачена (217. дан)         | избачена (217. дан)         | избачена (217. дан)         | избачена (217. дан)         | избачена (217. дан)         | избачена (217. дан)         | избачена (217. дан)         | избачена (217. дан)         | избачена (217. дан)         | избачена (217. дан)         | избачена (217. дан)         | избачена (217. дан)         | избачена (217. дан)         | избачена (217. дан)         | избачена (217. дан)         | избачена (217. дан)         | избачена (217. дан)         | избачена (217. дан)         | избачена (217. дан)         | избачена (217. дан)         | избачена (217. дан)         | избачена (217. дан)         | избачена (217. дан)         | избачена (217. дан)         | избачена (217. дан)         | избачена (217. дан)         | избачена (217. дан)         | избачена (217. дан)         | избачена (217. дан)         | избачена (217. дан)         | избачена (217. дан)         | избачена (217. дан)         | избачена (217. дан)         | избачена (217. дан)         | избачена (217. дан)         | избачена (217. дан)         | избачена (217. дан)         | избачена (217. дан)         | избачена (217. дан)         | избачена (217. дан)         | избачена (217. дан)         | избачена (217. дан)         | избачена (217. дан)         | избачена (217. дан)         | избачена (217. дан)         | избачена (217. дан)         | избачена (217. дан)         | избачена (217. дан)         |                             |                             |                             |                             |                             |                             |                     |                     |                     |                     |                     |                     |
| Јањуш                              | Марко О.             | потрчко            | Сандра Ч.          | Менсур               | нема номинације    | Далила             | нема номинације             | Далила                      | Дино                         | нема номинације             | Милица                      | Филип Ц.                    | Дејан                       | потрчко                        | Филип Ц.                       | Дејан                          | нема номинације                | нема номинације                | Далила                         | Далила                         | Ана Ј.                         | Дејан                          | Анђело                         | Моника                         | нема номинације                | Менсур                                       | Ирма                           | Маријана Ана Ј.             | Дејан                       | потрчко                     | изашао (210. дан)           | изашао (210. дан)           | изашао (210. дан)           | изашао (210. дан)           | изашао (210. дан)           | изашао (210. дан)           | изашао (210. дан)           | изашао (210. дан)           | изашао (210. дан)           | изашао (210. дан)           | изашао (210. дан)           | изашао (210. дан)           | изашао (210. дан)           | изашао (210. дан)           | изашао (210. дан)           | изашао (210. дан)           | изашао (210. дан)           | изашао (210. дан)           | изашао (210. дан)           | изашао (210. дан)           | изашао (210. дан)           | изашао (210. дан)           | изашао (210. дан)           | изашао (210. дан)           | изашао (210. дан)           | изашао (210. дан)           | изашао (210. дан)           | изашао (210. дан)           | изашао (210. дан)           | изашао (210. дан)           | изашао (210. дан)           | изашао (210. дан)           | изашао (210. дан)           | изашао (210. дан)           | изашао (210. дан)           | изашао (210. дан)           | изашао (210. дан)           | изашао (210. дан)           | изашао (210. дан)           | изашао (210. дан)           | изашао (210. дан)           | изашао (210. дан)           | изашао (210. дан)           | изашао (210. дан)           | изашао (210. дан)           | изашао (210. дан)           | изашао (210. дан)           | изашао (210. дан)           | изашао (210. дан)           | изашао (210. дан)           | изашао (210. дан)           | изашао (210. дан)           | изашао (210. дан)           | изашао (210. дан)           | изашао (210. дан)           | изашао (210. дан)           | изашао (210. дан)           | изашао (210. дан)           | изашао (210. дан)           | изашао (210. дан)           | изашао (210. дан)           | изашао (210. дан)           | изашао (210. дан)           | изашао (210. дан)           | изашао (210. дан)           | изашао (210. дан)           | изашао (210. дан)           | изашао (210. дан)           | изашао (210. дан)           | изашао (210. дан)           | изашао (210. дан)           | изашао (210. дан)           | изашао (210. дан)           | изашао (210. дан)           | изашао (210. дан)           | изашао (210. дан)           | изашао (210. дан)           | изашао (210. дан)           | изашао (210. дан)           | изашао (210. дан)           | изашао (210. дан)           | изашао (210. дан)           | изашао (210. дан)           | изашао (210. дан)           | изашао (210. дан)           | изашао (210. дан)           | изашао (210. дан)           | изашао (210. дан)           | изашао (210. дан)           | изашао (210. дан)           | изашао (210. дан)           | изашао (210. дан)           | изашао (210. дан)           | изашао (210. дан)           | изашао (210. дан)           | изашао (210. дан)           | изашао (210. дан)           | изашао (210. дан)           | изашао (210. дан)           | изашао (210. дан)           |                             |                             |                             |                             |                             |                             |                             |                     |                     |                     |                     |                     |                     |
| Дениз                              | Марко О.             | Јањуш              | Филип Ц.           | Менсур               | нема номинације    | Филип Ц.           | нема номинације             | Далила                      | Дино                         | нема номинације             | Фран                        | Филип Ц.                    | Дејан                       | Јањуш                          | Филип Ц.                       | Дејан                          | нема номинације                | нема номинације                | Далила                         | Далила                         | Менсур                         | Александра Н.                  | Анђело                         | Sha                            | нема номинације                | Менсур                                       | Зола                           | Миљана Ана Ј.               | Далила                      | Александра Н.               | избачена (210. дан)         | избачена (210. дан)         | избачена (210. дан)         | избачена (210. дан)         | избачена (210. дан)         | избачена (210. дан)         | избачена (210. дан)         | избачена (210. дан)         | избачена (210. дан)         | избачена (210. дан)         | избачена (210. дан)         | избачена (210. дан)         | избачена (210. дан)         | избачена (210. дан)         | избачена (210. дан)         | избачена (210. дан)         | избачена (210. дан)         | избачена (210. дан)         | избачена (210. дан)         | избачена (210. дан)         | избачена (210. дан)         | избачена (210. дан)         | избачена (210. дан)         | избачена (210. дан)         | избачена (210. дан)         | избачена (210. дан)         | избачена (210. дан)         | избачена (210. дан)         | избачена (210. дан)         | избачена (210. дан)         | избачена (210. дан)         | избачена (210. дан)         | избачена (210. дан)         | избачена (210. дан)         | избачена (210. дан)         | избачена (210. дан)         | избачена (210. дан)         | избачена (210. дан)         | избачена (210. дан)         | избачена (210. дан)         | избачена (210. дан)         | избачена (210. дан)         | избачена (210. дан)         | избачена (210. дан)         | избачена (210. дан)         | избачена (210. дан)         | избачена (210. дан)         | избачена (210. дан)         | избачена (210. дан)         | избачена (210. дан)         | избачена (210. дан)         | избачена (210. дан)         | избачена (210. дан)         | избачена (210. дан)         | избачена (210. дан)         | избачена (210. дан)         | избачена (210. дан)         | избачена (210. дан)         | избачена (210. дан)         | избачена (210. дан)         | избачена (210. дан)         | избачена (210. дан)         | избачена (210. дан)         | избачена (210. дан)         | избачена (210. дан)         | избачена (210. дан)         | избачена (210. дан)         | избачена (210. дан)         | избачена (210. дан)         | избачена (210. дан)         | избачена (210. дан)         | избачена (210. дан)         | избачена (210. дан)         | избачена (210. дан)         | избачена (210. дан)         | избачена (210. дан)         | избачена (210. дан)         | избачена (210. дан)         | избачена (210. дан)         | избачена (210. дан)         | избачена (210. дан)         | избачена (210. дан)         | избачена (210. дан)         | избачена (210. дан)         | избачена (210. дан)         | избачена (210. дан)         | избачена (210. дан)         | избачена (210. дан)         | избачена (210. дан)         | избачена (210. дан)         | избачена (210. дан)         | избачена (210. дан)         | избачена (210. дан)         | избачена (210. дан)         | избачена (210. дан)         | избачена (210. дан)         | избачена (210. дан)         | избачена (210. дан)         | избачена (210. дан)         | избачена (210. дан)         |                             |                             |                             |                             |                             |                             |                             |                     |                     |                     |                     |                     |                     |
| Ђоле                               | Станија              | Јањуш              | Филип Ц.           | Менсур               | нема номинације    | Филип Ц.           | нема номинације             | Далила                      | Дино                         | нема номинације             | Фран                        | Филип Ц.                    | Далила                      | Јањуш                          | Филип Ц.                       | Дејан                          | нема номинације                | нема номинације                | Далила                         | Филип Ц.                       | Ана Ј.                         | Дејан                          | Анђело                         | Моника                         | нема номинације                | Ана Ј.                                       | Зола                           | Стефан М. Ана Ј.            | Дејан                       | избачен (203. дан)          | избачен (203. дан)          | избачен (203. дан)          | избачен (203. дан)          | избачен (203. дан)          | избачен (203. дан)          | избачен (203. дан)          | избачен (203. дан)          | избачен (203. дан)          | избачен (203. дан)          | избачен (203. дан)          | избачен (203. дан)          | избачен (203. дан)          | избачен (203. дан)          | избачен (203. дан)          | избачен (203. дан)          | избачен (203. дан)          | избачен (203. дан)          | избачен (203. дан)          | избачен (203. дан)          | избачен (203. дан)          | избачен (203. дан)          | избачен (203. дан)          | избачен (203. дан)          | избачен (203. дан)          | избачен (203. дан)          | избачен (203. дан)          | избачен (203. дан)          | избачен (203. дан)          | избачен (203. дан)          | избачен (203. дан)          | избачен (203. дан)          | избачен (203. дан)          | избачен (203. дан)          | избачен (203. дан)          | избачен (203. дан)          | избачен (203. дан)          | избачен (203. дан)          | избачен (203. дан)          | избачен (203. дан)          | избачен (203. дан)          | избачен (203. дан)          | избачен (203. дан)          | избачен (203. дан)          | избачен (203. дан)          | избачен (203. дан)          | избачен (203. дан)          | избачен (203. дан)          | избачен (203. дан)          | избачен (203. дан)          | избачен (203. дан)          | избачен (203. дан)          | избачен (203. дан)          | избачен (203. дан)          | избачен (203. дан)          | избачен (203. дан)          | избачен (203. дан)          | избачен (203. дан)          | избачен (203. дан)          | избачен (203. дан)          | избачен (203. дан)          | избачен (203. дан)          | избачен (203. дан)          | избачен (203. дан)          | избачен (203. дан)          | избачен (203. дан)          | избачен (203. дан)          | избачен (203. дан)          | избачен (203. дан)          | избачен (203. дан)          | избачен (203. дан)          | избачен (203. дан)          | избачен (203. дан)          | избачен (203. дан)          | избачен (203. дан)          | избачен (203. дан)          | избачен (203. дан)          | избачен (203. дан)          | избачен (203. дан)          | избачен (203. дан)          | избачен (203. дан)          | избачен (203. дан)          | избачен (203. дан)          | избачен (203. дан)          | избачен (203. дан)          | избачен (203. дан)          | избачен (203. дан)          | избачен (203. дан)          | избачен (203. дан)          | избачен (203. дан)          | избачен (203. дан)          | избачен (203. дан)          | избачен (203. дан)          | избачен (203. дан)          | избачен (203. дан)          | избачен (203. дан)          | избачен (203. дан)          | избачен (203. дан)          | избачен (203. дан)          | избачен (203. дан)          |                             |                             |                             |                             |                             |                             |                             |                             |                     |                     |                     |                     |                     |                     |
| Моника                             | није била у кући     | није била у кући   | није била у кући   | није била у кући     | није била у кући   | није била у кући   | није била у кући            | није била у кући            | није била у кући             | није била у кући            | није била у кући            | није била у кући            | није била у кући            | није била у кући               | није била у кући               | није била у кући               | није била у кући               | није била у кући               | није била у кући               | није била у кући               | није била у кући               | није била у кући               | није била у кући               | потрчко                        | нема номинације                | Ана Ј.                                       | Зола                           | Ана Ј. Ана Ј.               | избачена (196. дан)         | избачена (196. дан)         | избачена (196. дан)         | избачена (196. дан)         | избачена (196. дан)         | избачена (196. дан)         | избачена (196. дан)         | избачена (196. дан)         | избачена (196. дан)         | избачена (196. дан)         | избачена (196. дан)         | избачена (196. дан)         | избачена (196. дан)         | избачена (196. дан)         | избачена (196. дан)         | избачена (196. дан)         | избачена (196. дан)         | избачена (196. дан)         | избачена (196. дан)         | избачена (196. дан)         | избачена (196. дан)         | избачена (196. дан)         | избачена (196. дан)         | избачена (196. дан)         | избачена (196. дан)         | избачена (196. дан)         | избачена (196. дан)         | избачена (196. дан)         | избачена (196. дан)         | избачена (196. дан)         | избачена (196. дан)         | избачена (196. дан)         | избачена (196. дан)         | избачена (196. дан)         | избачена (196. дан)         | избачена (196. дан)         | избачена (196. дан)         | избачена (196. дан)         | избачена (196. дан)         | избачена (196. дан)         | избачена (196. дан)         | избачена (196. дан)         | избачена (196. дан)         | избачена (196. дан)         | избачена (196. дан)         | избачена (196. дан)         | избачена (196. дан)         | избачена (196. дан)         | избачена (196. дан)         | избачена (196. дан)         | избачена (196. дан)         | избачена (196. дан)         | избачена (196. дан)         | избачена (196. дан)         | избачена (196. дан)         | избачена (196. дан)         | избачена (196. дан)         | избачена (196. дан)         | избачена (196. дан)         | избачена (196. дан)         | избачена (196. дан)         | избачена (196. дан)         | избачена (196. дан)         | избачена (196. дан)         | избачена (196. дан)         | избачена (196. дан)         | избачена (196. дан)         | избачена (196. дан)         | избачена (196. дан)         | избачена (196. дан)         | избачена (196. дан)         | избачена (196. дан)         | избачена (196. дан)         | избачена (196. дан)         | избачена (196. дан)         | избачена (196. дан)         | избачена (196. дан)         | избачена (196. дан)         | избачена (196. дан)         | избачена (196. дан)         | избачена (196. дан)         | избачена (196. дан)         | избачена (196. дан)         | избачена (196. дан)         | избачена (196. дан)         | избачена (196. дан)         | избачена (196. дан)         | избачена (196. дан)         | избачена (196. дан)         | избачена (196. дан)         | избачена (196. дан)         | избачена (196. дан)         | избачена (196. дан)         | избачена (196. дан)         | избачена (196. дан)         | избачена (196. дан)         | избачена (196. дан)         | избачена (196. дан)         | избачена (196. дан)         | избачена (196. дан)         |                             |                             |                             |                             |                             |                             |                             |                             |                             |                     |                     |                     |                     |                     |                     |
| Стефан Кр.                         | Станија              | Викторија          | Сандра Ч.          | Милица               | нема номинације    | Далила             | нема номинације             | Далила                      | Дино                         | нема номинације             | Фран                        | Маја Мари.                  | Дејан                       | Јањуш                          | Далила                         | Дејан                          | нема номинације                | нема номинације                | Филип Ц.                       | Далила                         | Ана Ј.                         | Дејан                          | Анђело                         | Sha                            | нема номинације                | Ана Ј.                                       | Ирма                           | избачен (189. дан)          | избачен (189. дан)          | избачен (189. дан)          | избачен (189. дан)          | избачен (189. дан)          | избачен (189. дан)          | избачен (189. дан)          | избачен (189. дан)          | избачен (189. дан)          | избачен (189. дан)          | избачен (189. дан)          | избачен (189. дан)          | избачен (189. дан)          | избачен (189. дан)          | избачен (189. дан)          | избачен (189. дан)          | избачен (189. дан)          | избачен (189. дан)          | избачен (189. дан)          | избачен (189. дан)          | избачен (189. дан)          | избачен (189. дан)          | избачен (189. дан)          | избачен (189. дан)          | избачен (189. дан)          | избачен (189. дан)          | избачен (189. дан)          | избачен (189. дан)          | избачен (189. дан)          | избачен (189. дан)          | избачен (189. дан)          | избачен (189. дан)          | избачен (189. дан)          | избачен (189. дан)          | избачен (189. дан)          | избачен (189. дан)          | избачен (189. дан)          | избачен (189. дан)          | избачен (189. дан)          | избачен (189. дан)          | избачен (189. дан)          | избачен (189. дан)          | избачен (189. дан)          | избачен (189. дан)          | избачен (189. дан)          | избачен (189. дан)          | избачен (189. дан)          | избачен (189. дан)          | избачен (189. дан)          | избачен (189. дан)          | избачен (189. дан)          | избачен (189. дан)          | избачен (189. дан)          | избачен (189. дан)          | избачен (189. дан)          | избачен (189. дан)          | избачен (189. дан)          | избачен (189. дан)          | избачен (189. дан)          | избачен (189. дан)          | избачен (189. дан)          | избачен (189. дан)          | избачен (189. дан)          | избачен (189. дан)          | избачен (189. дан)          | избачен (189. дан)          | избачен (189. дан)          | избачен (189. дан)          | избачен (189. дан)          | избачен (189. дан)          | избачен (189. дан)          | избачен (189. дан)          | избачен (189. дан)          | избачен (189. дан)          | избачен (189. дан)          | избачен (189. дан)          | избачен (189. дан)          | избачен (189. дан)          | избачен (189. дан)          | избачен (189. дан)          | избачен (189. дан)          | избачен (189. дан)          | избачен (189. дан)          | избачен (189. дан)          | избачен (189. дан)          | избачен (189. дан)          | избачен (189. дан)          | избачен (189. дан)          | избачен (189. дан)          | избачен (189. дан)          | избачен (189. дан)          | избачен (189. дан)          | избачен (189. дан)          | избачен (189. дан)          | избачен (189. дан)          | избачен (189. дан)          | избачен (189. дан)          | избачен (189. дан)          | избачен (189. дан)          | избачен (189. дан)          |                             |                             |                             |                             |                             |                             |                             |                             |                             |                             |                     |                     |                     |                     |                     |                     |
| Тара                               | није била у кући     | није била у кући   | није била у кући   | није била у кући     | није била у кући   | није била у кући   | нема номинације             | Далила                      | Дино                         | нема номинације             | Милица                      | Филип Ц.                    | Далила                      | Јањуш                          | Далила                         | Далила                         | нема номинације                | нема номинације                | Далила                         | Далила                         | Менсур                         | Александра Н.                  | Анђела                         | Моника                         | нема номинације                | Ана Ј.                                       | дисквалификована (182. дан)    | дисквалификована (182. дан) | дисквалификована (182. дан) | дисквалификована (182. дан) | дисквалификована (182. дан) | дисквалификована (182. дан) | дисквалификована (182. дан) | дисквалификована (182. дан) | дисквалификована (182. дан) | дисквалификована (182. дан) | дисквалификована (182. дан) | дисквалификована (182. дан) | дисквалификована (182. дан) | дисквалификована (182. дан) | дисквалификована (182. дан) | дисквалификована (182. дан) | дисквалификована (182. дан) | дисквалификована (182. дан) | дисквалификована (182. дан) | дисквалификована (182. дан) | дисквалификована (182. дан) | дисквалификована (182. дан) | дисквалификована (182. дан) | дисквалификована (182. дан) | дисквалификована (182. дан) | дисквалификована (182. дан) | дисквалификована (182. дан) | дисквалификована (182. дан) | дисквалификована (182. дан) | дисквалификована (182. дан) | дисквалификована (182. дан) | дисквалификована (182. дан) | дисквалификована (182. дан) | дисквалификована (182. дан) | дисквалификована (182. дан) | дисквалификована (182. дан) | дисквалификована (182. дан) | дисквалификована (182. дан) | дисквалификована (182. дан) | дисквалификована (182. дан) | дисквалификована (182. дан) | дисквалификована (182. дан) | дисквалификована (182. дан) | дисквалификована (182. дан) | дисквалификована (182. дан) | дисквалификована (182. дан) | дисквалификована (182. дан) | дисквалификована (182. дан) | дисквалификована (182. дан) | дисквалификована (182. дан) | дисквалификована (182. дан) | дисквалификована (182. дан) | дисквалификована (182. дан) | дисквалификована (182. дан) | дисквалификована (182. дан) | дисквалификована (182. дан) | дисквалификована (182. дан) | дисквалификована (182. дан) | дисквалификована (182. дан) | дисквалификована (182. дан) | дисквалификована (182. дан) | дисквалификована (182. дан) | дисквалификована (182. дан) | дисквалификована (182. дан) | дисквалификована (182. дан) | дисквалификована (182. дан) | дисквалификована (182. дан) | дисквалификована (182. дан) | дисквалификована (182. дан) | дисквалификована (182. дан) | дисквалификована (182. дан) | дисквалификована (182. дан) | дисквалификована (182. дан) | дисквалификована (182. дан) | дисквалификована (182. дан) | дисквалификована (182. дан) | дисквалификована (182. дан) | дисквалификована (182. дан) | дисквалификована (182. дан) | дисквалификована (182. дан) | дисквалификована (182. дан) | дисквалификована (182. дан) | дисквалификована (182. дан) | дисквалификована (182. дан) | дисквалификована (182. дан) | дисквалификована (182. дан) | дисквалификована (182. дан) | дисквалификована (182. дан) | дисквалификована (182. дан) | дисквалификована (182. дан) | дисквалификована (182. дан) | дисквалификована (182. дан) | дисквалификована (182. дан) | дисквалификована (182. дан) | дисквалификована (182. дан) | дисквалификована (182. дан) | дисквалификована (182. дан) | дисквалификована (182. дан) | дисквалификована (182. дан) | дисквалификована (182. дан) |                             |                             |                             |                             |                             |                             |                             |                             |                             |                             |                             |                     |                     |                     |                     |                     |                     |
| Тања                               | Марко О.             | Викторија          | Сандра Ч.          | Милица               | нема номинације    | Далила             | нема номинације             | Филип Ц.                    | Дино                         | нема номинације             | Милица                      | Маја Мари.                  | Дејан                       | Маја Мари.                     | Далила                         | Дејан                          | нема номинације                | нема номинације                | Филип Ц.                       | Далила                         | Ана Ј.                         | Александра Н.                  | Анђело                         | Моника                         | избачена (168. дан)            | избачена (168. дан)                          | избачена (168. дан)            | избачена (168. дан)         | избачена (168. дан)         | избачена (168. дан)         | избачена (168. дан)         | избачена (168. дан)         | избачена (168. дан)         | избачена (168. дан)         | избачена (168. дан)         | избачена (168. дан)         | избачена (168. дан)         | избачена (168. дан)         | избачена (168. дан)         | избачена (168. дан)         | избачена (168. дан)         | избачена (168. дан)         | избачена (168. дан)         | избачена (168. дан)         | избачена (168. дан)         | избачена (168. дан)         | избачена (168. дан)         | избачена (168. дан)         | избачена (168. дан)         | избачена (168. дан)         | избачена (168. дан)         | избачена (168. дан)         | избачена (168. дан)         | избачена (168. дан)         | избачена (168. дан)         | избачена (168. дан)         | избачена (168. дан)         | избачена (168. дан)         | избачена (168. дан)         | избачена (168. дан)         | избачена (168. дан)         | избачена (168. дан)         | избачена (168. дан)         | избачена (168. дан)         | избачена (168. дан)         | избачена (168. дан)         | избачена (168. дан)         | избачена (168. дан)         | избачена (168. дан)         | избачена (168. дан)         | избачена (168. дан)         | избачена (168. дан)         | избачена (168. дан)         | избачена (168. дан)         | избачена (168. дан)         | избачена (168. дан)         | избачена (168. дан)         | избачена (168. дан)         | избачена (168. дан)         | избачена (168. дан)         | избачена (168. дан)         | избачена (168. дан)         | избачена (168. дан)         | избачена (168. дан)         | избачена (168. дан)         | избачена (168. дан)         | избачена (168. дан)         | избачена (168. дан)         | избачена (168. дан)         | избачена (168. дан)         | избачена (168. дан)         | избачена (168. дан)         | избачена (168. дан)         | избачена (168. дан)         | избачена (168. дан)         | избачена (168. дан)         | избачена (168. дан)         | избачена (168. дан)         | избачена (168. дан)         | избачена (168. дан)         | избачена (168. дан)         | избачена (168. дан)         | избачена (168. дан)         | избачена (168. дан)         | избачена (168. дан)         | избачена (168. дан)         | избачена (168. дан)         | избачена (168. дан)         | избачена (168. дан)         | избачена (168. дан)         | избачена (168. дан)         | избачена (168. дан)         | избачена (168. дан)         | избачена (168. дан)         | избачена (168. дан)         | избачена (168. дан)         | избачена (168. дан)         | избачена (168. дан)         | избачена (168. дан)         | избачена (168. дан)         | избачена (168. дан)         | избачена (168. дан)         | избачена (168. дан)         | избачена (168. дан)         |                             |                             |                             |                             |                             |                             |                             |                             |                             |                             |                             |                             |                             |                     |                     |                     |                     |                     |                     |
| Александар                         | Марко О.             | Јањуш              | Филип Ц.           | Менсур               | нема номинације    | Далила             | нема номинације             | Филип Ц.                    | Дино                         | нема номинације             | Милица                      | Филип Ц.                    | Далила                      | Маја Мари.                     | Далила                         | Далила                         | нема номинације                | нема номинације                | Далила                         | Далила                         | Ана Ј.                         | Александра Н.                  | избачен (154. дан)             | избачен (154. дан)             | избачен (154. дан)             | избачен (154. дан)                           | избачен (154. дан)             | избачен (154. дан)          | избачен (154. дан)          | избачен (154. дан)          | избачен (154. дан)          | избачен (154. дан)          | избачен (154. дан)          | избачен (154. дан)          | избачен (154. дан)          | избачен (154. дан)          | избачен (154. дан)          | избачен (154. дан)          | избачен (154. дан)          | избачен (154. дан)          | избачен (154. дан)          | избачен (154. дан)          | избачен (154. дан)          | избачен (154. дан)          | избачен (154. дан)          | избачен (154. дан)          | избачен (154. дан)          | избачен (154. дан)          | избачен (154. дан)          | избачен (154. дан)          | избачен (154. дан)          | избачен (154. дан)          | избачен (154. дан)          | избачен (154. дан)          | избачен (154. дан)          | избачен (154. дан)          | избачен (154. дан)          | избачен (154. дан)          | избачен (154. дан)          | избачен (154. дан)          | избачен (154. дан)          | избачен (154. дан)          | избачен (154. дан)          | избачен (154. дан)          | избачен (154. дан)          | избачен (154. дан)          | избачен (154. дан)          | избачен (154. дан)          | избачен (154. дан)          | избачен (154. дан)          | избачен (154. дан)          | избачен (154. дан)          | избачен (154. дан)          | избачен (154. дан)          | избачен (154. дан)          | избачен (154. дан)          | избачен (154. дан)          | избачен (154. дан)          | избачен (154. дан)          | избачен (154. дан)          | избачен (154. дан)          | избачен (154. дан)          | избачен (154. дан)          | избачен (154. дан)          | избачен (154. дан)          | избачен (154. дан)          | избачен (154. дан)          | избачен (154. дан)          | избачен (154. дан)          | избачен (154. дан)          | избачен (154. дан)          | избачен (154. дан)          | избачен (154. дан)          | избачен (154. дан)          | избачен (154. дан)          | избачен (154. дан)          | избачен (154. дан)          | избачен (154. дан)          | избачен (154. дан)          | избачен (154. дан)          | избачен (154. дан)          | избачен (154. дан)          | избачен (154. дан)          | избачен (154. дан)          | избачен (154. дан)          | избачен (154. дан)          | избачен (154. дан)          | избачен (154. дан)          | избачен (154. дан)          | избачен (154. дан)          | избачен (154. дан)          | избачен (154. дан)          | избачен (154. дан)          | избачен (154. дан)          | избачен (154. дан)          | избачен (154. дан)          | избачен (154. дан)          | избачен (154. дан)          | избачен (154. дан)          | избачен (154. дан)          | избачен (154. дан)          | избачен (154. дан)          |                             |                             |                             |                             |                             |                             |                             |                             |                             |                             |                             |                             |                             |                             |                             |                     |                     |                     |                     |                     |                     |
| Бане Ч.                            | Марко О.             | Викторија          | Сандра Ч.          | Менсур               | нема номинације    | Филип Ц.           | нема номинације             | Филип Ц.                    | Дино                         | нема номинације             | Милица                      | Филип Ц.                    | Дејан                       | Јањуш                          | Далила                         | Далила                         | нема номинације                | нема номинације                | Далила                         | Далила                         | Менсур                         | изашао (149. дан)              | изашао (149. дан)              | изашао (149. дан)              | изашао (149. дан)              | изашао (149. дан)                            | изашао (149. дан)              | изашао (149. дан)           | изашао (149. дан)           | изашао (149. дан)           | изашао (149. дан)           | изашао (149. дан)           | изашао (149. дан)           | изашао (149. дан)           | изашао (149. дан)           | изашао (149. дан)           | изашао (149. дан)           | изашао (149. дан)           | изашао (149. дан)           | изашао (149. дан)           | изашао (149. дан)           | изашао (149. дан)           | изашао (149. дан)           | изашао (149. дан)           | изашао (149. дан)           | изашао (149. дан)           | изашао (149. дан)           | изашао (149. дан)           | изашао (149. дан)           | изашао (149. дан)           | изашао (149. дан)           | изашао (149. дан)           | изашао (149. дан)           | изашао (149. дан)           | изашао (149. дан)           | изашао (149. дан)           | изашао (149. дан)           | изашао (149. дан)           | изашао (149. дан)           | изашао (149. дан)           | изашао (149. дан)           | изашао (149. дан)           | изашао (149. дан)           | изашао (149. дан)           | изашао (149. дан)           | изашао (149. дан)           | изашао (149. дан)           | изашао (149. дан)           | изашао (149. дан)           | изашао (149. дан)           | изашао (149. дан)           | изашао (149. дан)           | изашао (149. дан)           | изашао (149. дан)           | изашао (149. дан)           | изашао (149. дан)           | изашао (149. дан)           | изашао (149. дан)           | изашао (149. дан)           | изашао (149. дан)           | изашао (149. дан)           | изашао (149. дан)           | изашао (149. дан)           | изашао (149. дан)           | изашао (149. дан)           | изашао (149. дан)           | изашао (149. дан)           | изашао (149. дан)           | изашао (149. дан)           | изашао (149. дан)           | изашао (149. дан)           | изашао (149. дан)           | изашао (149. дан)           | изашао (149. дан)           | изашао (149. дан)           | изашао (149. дан)           | изашао (149. дан)           | изашао (149. дан)           | изашао (149. дан)           | изашао (149. дан)           | изашао (149. дан)           | изашао (149. дан)           | изашао (149. дан)           | изашао (149. дан)           | изашао (149. дан)           | изашао (149. дан)           | изашао (149. дан)           | изашао (149. дан)           | изашао (149. дан)           | изашао (149. дан)           | изашао (149. дан)           | изашао (149. дан)           | изашао (149. дан)           | изашао (149. дан)           | изашао (149. дан)           | изашао (149. дан)           | изашао (149. дан)           | изашао (149. дан)           | изашао (149. дан)           | изашао (149. дан)           | изашао (149. дан)           |                             |                             |                             |                             |                             |                             |                             |                             |                             |                             |                             |                             |                             |                             |                             |                             |                     |                     |                     |                     |                     |                     |
| Сандра Ч.                          | Марко О.             | Викторија          | потрчко            | Менсур               | нема номинације    | Далила             | нема номинације             | Далила                      | Миа                          | нема номинације             | Милица                      | Филип Ц.                    | Далила                      | Маја Мари.                     | Филип Ц.                       | Далила                         | нема номинације                | нема номинације                | Филип Ц.                       | Далила                         | Ана Ј.                         | избачена (147. дан)            | избачена (147. дан)            | избачена (147. дан)            | избачена (147. дан)            | избачена (147. дан)                          | избачена (147. дан)            | избачена (147. дан)         | избачена (147. дан)         | избачена (147. дан)         | избачена (147. дан)         | избачена (147. дан)         | избачена (147. дан)         | избачена (147. дан)         | избачена (147. дан)         | избачена (147. дан)         | избачена (147. дан)         | избачена (147. дан)         | избачена (147. дан)         | избачена (147. дан)         | избачена (147. дан)         | избачена (147. дан)         | избачена (147. дан)         | избачена (147. дан)         | избачена (147. дан)         | избачена (147. дан)         | избачена (147. дан)         | избачена (147. дан)         | избачена (147. дан)         | избачена (147. дан)         | избачена (147. дан)         | избачена (147. дан)         | избачена (147. дан)         | избачена (147. дан)         | избачена (147. дан)         | избачена (147. дан)         | избачена (147. дан)         | избачена (147. дан)         | избачена (147. дан)         | избачена (147. дан)         | избачена (147. дан)         | избачена (147. дан)         | избачена (147. дан)         | избачена (147. дан)         | избачена (147. дан)         | избачена (147. дан)         | избачена (147. дан)         | избачена (147. дан)         | избачена (147. дан)         | избачена (147. дан)         | избачена (147. дан)         | избачена (147. дан)         | избачена (147. дан)         | избачена (147. дан)         | избачена (147. дан)         | избачена (147. дан)         | избачена (147. дан)         | избачена (147. дан)         | избачена (147. дан)         | избачена (147. дан)         | избачена (147. дан)         | избачена (147. дан)         | избачена (147. дан)         | избачена (147. дан)         | избачена (147. дан)         | избачена (147. дан)         | избачена (147. дан)         | избачена (147. дан)         | избачена (147. дан)         | избачена (147. дан)         | избачена (147. дан)         | избачена (147. дан)         | избачена (147. дан)         | избачена (147. дан)         | избачена (147. дан)         | избачена (147. дан)         | избачена (147. дан)         | избачена (147. дан)         | избачена (147. дан)         | избачена (147. дан)         | избачена (147. дан)         | избачена (147. дан)         | избачена (147. дан)         | избачена (147. дан)         | избачена (147. дан)         | избачена (147. дан)         | избачена (147. дан)         | избачена (147. дан)         | избачена (147. дан)         | избачена (147. дан)         | избачена (147. дан)         | избачена (147. дан)         | избачена (147. дан)         | избачена (147. дан)         | избачена (147. дан)         | избачена (147. дан)         | избачена (147. дан)         | избачена (147. дан)         | избачена (147. дан)         | избачена (147. дан)         | избачена (147. дан)         |                             |                             |                             |                             |                             |                             |                             |                             |                             |                             |                             |                             |                             |                             |                             |                             |                     |                     |                     |                     |                     |                     |
| Невена М.                          | није била у кући     | није била у кући   | није била у кући   | није била у кући     | није била у кући   | није била у кући   | није била у кући            | није била у кући            | није била у кући             | није била у кући            | није била у кући            | није била у кући            | није била у кући            | није била у кући               | Филип Ц.                       | Дејан                          | нема номинације                | нема номинације                | Филип Ц.                       | Далила                         | избачена (140. дан)            | избачена (140. дан)            | избачена (140. дан)            | избачена (140. дан)            | избачена (140. дан)            | избачена (140. дан)                          | избачена (140. дан)            | избачена (140. дан)         | избачена (140. дан)         | избачена (140. дан)         | избачена (140. дан)         | избачена (140. дан)         | избачена (140. дан)         | избачена (140. дан)         | избачена (140. дан)         | избачена (140. дан)         | избачена (140. дан)         | избачена (140. дан)         | избачена (140. дан)         | избачена (140. дан)         | избачена (140. дан)         | избачена (140. дан)         | избачена (140. дан)         | избачена (140. дан)         | избачена (140. дан)         | избачена (140. дан)         | избачена (140. дан)         | избачена (140. дан)         | избачена (140. дан)         | избачена (140. дан)         | избачена (140. дан)         | избачена (140. дан)         | избачена (140. дан)         | избачена (140. дан)         | избачена (140. дан)         | избачена (140. дан)         | избачена (140. дан)         | избачена (140. дан)         | избачена (140. дан)         | избачена (140. дан)         | избачена (140. дан)         | избачена (140. дан)         | избачена (140. дан)         | избачена (140. дан)         | избачена (140. дан)         | избачена (140. дан)         | избачена (140. дан)         | избачена (140. дан)         | избачена (140. дан)         | избачена (140. дан)         | избачена (140. дан)         | избачена (140. дан)         | избачена (140. дан)         | избачена (140. дан)         | избачена (140. дан)         | избачена (140. дан)         | избачена (140. дан)         | избачена (140. дан)         | избачена (140. дан)         | избачена (140. дан)         | избачена (140. дан)         | избачена (140. дан)         | избачена (140. дан)         | избачена (140. дан)         | избачена (140. дан)         | избачена (140. дан)         | избачена (140. дан)         | избачена (140. дан)         | избачена (140. дан)         | избачена (140. дан)         | избачена (140. дан)         | избачена (140. дан)         | избачена (140. дан)         | избачена (140. дан)         | избачена (140. дан)         | избачена (140. дан)         | избачена (140. дан)         | избачена (140. дан)         | избачена (140. дан)         | избачена (140. дан)         | избачена (140. дан)         | избачена (140. дан)         | избачена (140. дан)         | избачена (140. дан)         | избачена (140. дан)         | избачена (140. дан)         | избачена (140. дан)         | избачена (140. дан)         | избачена (140. дан)         | избачена (140. дан)         | избачена (140. дан)         | избачена (140. дан)         | избачена (140. дан)         | избачена (140. дан)         | избачена (140. дан)         | избачена (140. дан)         | избачена (140. дан)         | избачена (140. дан)         | избачена (140. дан)         | избачена (140. дан)         |                             |                             |                             |                             |                             |                             |                             |                             |                             |                             |                             |                             |                             |                             |                             |                             |                             |                     |                     |                     |                     |                     |                     |
| Бане Ђ.                            | Марко О.             | Викторија          | Филип Ц.           | Менсур               | нема номинације    | Филип Ц.           | нема номинације             | Филип Ц.                    | Дино                         | нема номинације             | Милица                      | Филип Ц.                    | Далила                      | Маја Мари.                     | Филип Ц.                       | Дејан                          | нема номинације                | нема номинације                | Филип Ц.                       | избачен (133. дан)             | избачен (133. дан)             | избачен (133. дан)             | избачен (133. дан)             | избачен (133. дан)             | избачен (133. дан)             | избачен (133. дан)                           | избачен (133. дан)             | избачен (133. дан)          | избачен (133. дан)          | избачен (133. дан)          | избачен (133. дан)          | избачен (133. дан)          | избачен (133. дан)          | избачен (133. дан)          | избачен (133. дан)          | избачен (133. дан)          | избачен (133. дан)          | избачен (133. дан)          | избачен (133. дан)          | избачен (133. дан)          | избачен (133. дан)          | избачен (133. дан)          | избачен (133. дан)          | избачен (133. дан)          | избачен (133. дан)          | избачен (133. дан)          | избачен (133. дан)          | избачен (133. дан)          | избачен (133. дан)          | избачен (133. дан)          | избачен (133. дан)          | избачен (133. дан)          | избачен (133. дан)          | избачен (133. дан)          | избачен (133. дан)          | избачен (133. дан)          | избачен (133. дан)          | избачен (133. дан)          | избачен (133. дан)          | избачен (133. дан)          | избачен (133. дан)          | избачен (133. дан)          | избачен (133. дан)          | избачен (133. дан)          | избачен (133. дан)          | избачен (133. дан)          | избачен (133. дан)          | избачен (133. дан)          | избачен (133. дан)          | избачен (133. дан)          | избачен (133. дан)          | избачен (133. дан)          | избачен (133. дан)          | избачен (133. дан)          | избачен (133. дан)          | избачен (133. дан)          | избачен (133. дан)          | избачен (133. дан)          | избачен (133. дан)          | избачен (133. дан)          | избачен (133. дан)          | избачен (133. дан)          | избачен (133. дан)          | избачен (133. дан)          | избачен (133. дан)          | избачен (133. дан)          | избачен (133. дан)          | избачен (133. дан)          | избачен (133. дан)          | избачен (133. дан)          | избачен (133. дан)          | избачен (133. дан)          | избачен (133. дан)          | избачен (133. дан)          | избачен (133. дан)          | избачен (133. дан)          | избачен (133. дан)          | избачен (133. дан)          | избачен (133. дан)          | избачен (133. дан)          | избачен (133. дан)          | избачен (133. дан)          | избачен (133. дан)          | избачен (133. дан)          | избачен (133. дан)          | избачен (133. дан)          | избачен (133. дан)          | избачен (133. дан)          | избачен (133. дан)          | избачен (133. дан)          | избачен (133. дан)          | избачен (133. дан)          | избачен (133. дан)          | избачен (133. дан)          | избачен (133. дан)          | избачен (133. дан)          | избачен (133. дан)          | избачен (133. дан)          | избачен (133. дан)          |                             |                             |                             |                             |                             |                             |                             |                             |                             |                             |                             |                             |                             |                             |                             |                             |                             |                             |                     |                     |                     |                     |                     |                     |
| Чорба                              | није био у кући      | није био у кући    | није био у кући    | није био у кући      | није био у кући    | није био у кући    | није био у кући             | није био у кући             | није био у кући              | није био у кући             | није био у кући             | није био у кући             | није био у кући             | није био у кући                | Филип Ц.                       | Далила                         | потрчко                        | нема номинације                | изашао (127. дан)              | изашао (127. дан)              | изашао (127. дан)              | изашао (127. дан)              | изашао (127. дан)              | изашао (127. дан)              | изашао (127. дан)              | изашао (127. дан)                            | изашао (127. дан)              | изашао (127. дан)           | изашао (127. дан)           | изашао (127. дан)           | изашао (127. дан)           | изашао (127. дан)           | изашао (127. дан)           | изашао (127. дан)           | изашао (127. дан)           | изашао (127. дан)           | изашао (127. дан)           | изашао (127. дан)           | изашао (127. дан)           | изашао (127. дан)           | изашао (127. дан)           | изашао (127. дан)           | изашао (127. дан)           | изашао (127. дан)           | изашао (127. дан)           | изашао (127. дан)           | изашао (127. дан)           | изашао (127. дан)           | изашао (127. дан)           | изашао (127. дан)           | изашао (127. дан)           | изашао (127. дан)           | изашао (127. дан)           | изашао (127. дан)           | изашао (127. дан)           | изашао (127. дан)           | изашао (127. дан)           | изашао (127. дан)           | изашао (127. дан)           | изашао (127. дан)           | изашао (127. дан)           | изашао (127. дан)           | изашао (127. дан)           | изашао (127. дан)           | изашао (127. дан)           | изашао (127. дан)           | изашао (127. дан)           | изашао (127. дан)           | изашао (127. дан)           | изашао (127. дан)           | изашао (127. дан)           | изашао (127. дан)           | изашао (127. дан)           | изашао (127. дан)           | изашао (127. дан)           | изашао (127. дан)           | изашао (127. дан)           | изашао (127. дан)           | изашао (127. дан)           | изашао (127. дан)           | изашао (127. дан)           | изашао (127. дан)           | изашао (127. дан)           | изашао (127. дан)           | изашао (127. дан)           | изашао (127. дан)           | изашао (127. дан)           | изашао (127. дан)           | изашао (127. дан)           | изашао (127. дан)           | изашао (127. дан)           | изашао (127. дан)           | изашао (127. дан)           | изашао (127. дан)           | изашао (127. дан)           | изашао (127. дан)           | изашао (127. дан)           | изашао (127. дан)           | изашао (127. дан)           | изашао (127. дан)           | изашао (127. дан)           | изашао (127. дан)           | изашао (127. дан)           | изашао (127. дан)           | изашао (127. дан)           | изашао (127. дан)           | изашао (127. дан)           | изашао (127. дан)           | изашао (127. дан)           | изашао (127. дан)           | изашао (127. дан)           | изашао (127. дан)           | изашао (127. дан)           | изашао (127. дан)           | изашао (127. дан)           | изашао (127. дан)           | изашао (127. дан)           | изашао (127. дан)           |                             |                             |                             |                             |                             |                             |                             |                             |                             |                             |                             |                             |                             |                             |                             |                             |                             |                             |                             |                     |                     |                     |                     |                     |                     |
| Маја Мари.                         | није била у кући     | није била у кући   | није била у кући   | није била у кући     | није била у кући   | није била у кући   | није била у кући            | није била у кући            | није била у кући             | није била у кући            | није била у кући            | потрчко                     | Далила                      | потрчко                        | Далила                         | Дејан                          | потрчко                        | дисквалификована (118. дан)    | дисквалификована (118. дан)    | дисквалификована (118. дан)    | дисквалификована (118. дан)    | дисквалификована (118. дан)    | дисквалификована (118. дан)    | дисквалификована (118. дан)    | дисквалификована (118. дан)    | дисквалификована (118. дан)                  | дисквалификована (118. дан)    | дисквалификована (118. дан) | дисквалификована (118. дан) | дисквалификована (118. дан) | дисквалификована (118. дан) | дисквалификована (118. дан) | дисквалификована (118. дан) | дисквалификована (118. дан) | дисквалификована (118. дан) | дисквалификована (118. дан) | дисквалификована (118. дан) | дисквалификована (118. дан) | дисквалификована (118. дан) | дисквалификована (118. дан) | дисквалификована (118. дан) | дисквалификована (118. дан) | дисквалификована (118. дан) | дисквалификована (118. дан) | дисквалификована (118. дан) | дисквалификована (118. дан) | дисквалификована (118. дан) | дисквалификована (118. дан) | дисквалификована (118. дан) | дисквалификована (118. дан) | дисквалификована (118. дан) | дисквалификована (118. дан) | дисквалификована (118. дан) | дисквалификована (118. дан) | дисквалификована (118. дан) | дисквалификована (118. дан) | дисквалификована (118. дан) | дисквалификована (118. дан) | дисквалификована (118. дан) | дисквалификована (118. дан) | дисквалификована (118. дан) | дисквалификована (118. дан) | дисквалификована (118. дан) | дисквалификована (118. дан) | дисквалификована (118. дан) | дисквалификована (118. дан) | дисквалификована (118. дан) | дисквалификована (118. дан) | дисквалификована (118. дан) | дисквалификована (118. дан) | дисквалификована (118. дан) | дисквалификована (118. дан) | дисквалификована (118. дан) | дисквалификована (118. дан) | дисквалификована (118. дан) | дисквалификована (118. дан) | дисквалификована (118. дан) | дисквалификована (118. дан) | дисквалификована (118. дан) | дисквалификована (118. дан) | дисквалификована (118. дан) | дисквалификована (118. дан) | дисквалификована (118. дан) | дисквалификована (118. дан) | дисквалификована (118. дан) | дисквалификована (118. дан) | дисквалификована (118. дан) | дисквалификована (118. дан) | дисквалификована (118. дан) | дисквалификована (118. дан) | дисквалификована (118. дан) | дисквалификована (118. дан) | дисквалификована (118. дан) | дисквалификована (118. дан) | дисквалификована (118. дан) | дисквалификована (118. дан) | дисквалификована (118. дан) | дисквалификована (118. дан) | дисквалификована (118. дан) | дисквалификована (118. дан) | дисквалификована (118. дан) | дисквалификована (118. дан) | дисквалификована (118. дан) | дисквалификована (118. дан) | дисквалификована (118. дан) | дисквалификована (118. дан) | дисквалификована (118. дан) | дисквалификована (118. дан) | дисквалификована (118. дан) | дисквалификована (118. дан) | дисквалификована (118. дан) | дисквалификована (118. дан) | дисквалификована (118. дан) | дисквалификована (118. дан) | дисквалификована (118. дан) | дисквалификована (118. дан) | дисквалификована (118. дан) |                             |                             |                             |                             |                             |                             |                             |                             |                             |                             |                             |                             |                             |                             |                             |                             |                             |                             |                             |                             |                     |                     |                     |                     |                     |                     |
| Миа                                | Марко О.             | Јањуш              | Филип Ц.           | Менсур               | нема номинације    | Далила             | нема номинације             | Далила                      | потрчко                      | нема номинације             | Фран                        | Филип Ц.                    | Дејан                       | Јањуш                          | Филип Ц.                       | избачена (105. дан)            | избачена (105. дан)            | избачена (105. дан)            | избачена (105. дан)            | избачена (105. дан)            | избачена (105. дан)            | избачена (105. дан)            | избачена (105. дан)            | избачена (105. дан)            | избачена (105. дан)            | избачена (105. дан)                          | избачена (105. дан)            | избачена (105. дан)         | избачена (105. дан)         | избачена (105. дан)         | избачена (105. дан)         | избачена (105. дан)         | избачена (105. дан)         | избачена (105. дан)         | избачена (105. дан)         | избачена (105. дан)         | избачена (105. дан)         | избачена (105. дан)         | избачена (105. дан)         | избачена (105. дан)         | избачена (105. дан)         | избачена (105. дан)         | избачена (105. дан)         | избачена (105. дан)         | избачена (105. дан)         | избачена (105. дан)         | избачена (105. дан)         | избачена (105. дан)         | избачена (105. дан)         | избачена (105. дан)         | избачена (105. дан)         | избачена (105. дан)         | избачена (105. дан)         | избачена (105. дан)         | избачена (105. дан)         | избачена (105. дан)         | избачена (105. дан)         | избачена (105. дан)         | избачена (105. дан)         | избачена (105. дан)         | избачена (105. дан)         | избачена (105. дан)         | избачена (105. дан)         | избачена (105. дан)         | избачена (105. дан)         | избачена (105. дан)         | избачена (105. дан)         | избачена (105. дан)         | избачена (105. дан)         | избачена (105. дан)         | избачена (105. дан)         | избачена (105. дан)         | избачена (105. дан)         | избачена (105. дан)         | избачена (105. дан)         | избачена (105. дан)         | избачена (105. дан)         | избачена (105. дан)         | избачена (105. дан)         | избачена (105. дан)         | избачена (105. дан)         | избачена (105. дан)         | избачена (105. дан)         | избачена (105. дан)         | избачена (105. дан)         | избачена (105. дан)         | избачена (105. дан)         | избачена (105. дан)         | избачена (105. дан)         | избачена (105. дан)         | избачена (105. дан)         | избачена (105. дан)         | избачена (105. дан)         | избачена (105. дан)         | избачена (105. дан)         | избачена (105. дан)         | избачена (105. дан)         | избачена (105. дан)         | избачена (105. дан)         | избачена (105. дан)         | избачена (105. дан)         | избачена (105. дан)         | избачена (105. дан)         | избачена (105. дан)         | избачена (105. дан)         | избачена (105. дан)         | избачена (105. дан)         | избачена (105. дан)         | избачена (105. дан)         | избачена (105. дан)         | избачена (105. дан)         | избачена (105. дан)         | избачена (105. дан)         | избачена (105. дан)         | избачена (105. дан)         |                             |                             |                             |                             |                             |                             |                             |                             |                             |                             |                             |                             |                             |                             |                             |                             |                             |                             |                             |                             |                             |                             |                     |                     |                     |                     |                     |                     |
| Петар                              | Станија              | Јањуш              | Филип Ц.           | Менсур               | нема номинације    | Филип Ц.           | нема номинације             | Филип Ц.                    | Дино                         | нема номинације             | Милица                      | Филип Ц.                    | Дејан                       | Маја Мари.                     | избачен (98. дан)              | избачен (98. дан)              | избачен (98. дан)              | избачен (98. дан)              | избачен (98. дан)              | избачен (98. дан)              | избачен (98. дан)              | избачен (98. дан)              | избачен (98. дан)              | избачен (98. дан)              | избачен (98. дан)              | избачен (98. дан)                            | избачен (98. дан)              | избачен (98. дан)           | избачен (98. дан)           | избачен (98. дан)           | избачен (98. дан)           | избачен (98. дан)           | избачен (98. дан)           | избачен (98. дан)           | избачен (98. дан)           | избачен (98. дан)           | избачен (98. дан)           | избачен (98. дан)           | избачен (98. дан)           | избачен (98. дан)           | избачен (98. дан)           | избачен (98. дан)           | избачен (98. дан)           | избачен (98. дан)           | избачен (98. дан)           | избачен (98. дан)           | избачен (98. дан)           | избачен (98. дан)           | избачен (98. дан)           | избачен (98. дан)           | избачен (98. дан)           | избачен (98. дан)           | избачен (98. дан)           | избачен (98. дан)           | избачен (98. дан)           | избачен (98. дан)           | избачен (98. дан)           | избачен (98. дан)           | избачен (98. дан)           | избачен (98. дан)           | избачен (98. дан)           | избачен (98. дан)           | избачен (98. дан)           | избачен (98. дан)           | избачен (98. дан)           | избачен (98. дан)           | избачен (98. дан)           | избачен (98. дан)           | избачен (98. дан)           | избачен (98. дан)           | избачен (98. дан)           | избачен (98. дан)           | избачен (98. дан)           | избачен (98. дан)           | избачен (98. дан)           | избачен (98. дан)           | избачен (98. дан)           | избачен (98. дан)           | избачен (98. дан)           | избачен (98. дан)           | избачен (98. дан)           | избачен (98. дан)           | избачен (98. дан)           | избачен (98. дан)           | избачен (98. дан)           | избачен (98. дан)           | избачен (98. дан)           | избачен (98. дан)           | избачен (98. дан)           | избачен (98. дан)           | избачен (98. дан)           | избачен (98. дан)           | избачен (98. дан)           | избачен (98. дан)           | избачен (98. дан)           | избачен (98. дан)           | избачен (98. дан)           | избачен (98. дан)           | избачен (98. дан)           | избачен (98. дан)           | избачен (98. дан)           | избачен (98. дан)           | избачен (98. дан)           | избачен (98. дан)           | избачен (98. дан)           | избачен (98. дан)           | избачен (98. дан)           | избачен (98. дан)           | избачен (98. дан)           | избачен (98. дан)           | избачен (98. дан)           | избачен (98. дан)           | избачен (98. дан)           | избачен (98. дан)           |                             |                             |                             |                             |                             |                             |                             |                             |                             |                             |                             |                             |                             |                             |                             |                             |                             |                             |                             |                             |                             |                             |                             |                     |                     |                     |                     |                     |                     |
| Лорна                              | Марко О.             | Јањуш              | Филип Ц.           | Менсур               | нема номинације    | Филип Ц.           | нема номинације             | Далила                      | Дино                         | нема номинације             | Милица                      | Маја Мари.                  | Далила                      | избачена (91. дан)             | избачена (91. дан)             | избачена (91. дан)             | избачена (91. дан)             | избачена (91. дан)             | избачена (91. дан)             | избачена (91. дан)             | избачена (91. дан)             | избачена (91. дан)             | избачена (91. дан)             | избачена (91. дан)             | избачена (91. дан)             | избачена (91. дан)                           | избачена (91. дан)             | избачена (91. дан)          | избачена (91. дан)          | избачена (91. дан)          | избачена (91. дан)          | избачена (91. дан)          | избачена (91. дан)          | избачена (91. дан)          | избачена (91. дан)          | избачена (91. дан)          | избачена (91. дан)          | избачена (91. дан)          | избачена (91. дан)          | избачена (91. дан)          | избачена (91. дан)          | избачена (91. дан)          | избачена (91. дан)          | избачена (91. дан)          | избачена (91. дан)          | избачена (91. дан)          | избачена (91. дан)          | избачена (91. дан)          | избачена (91. дан)          | избачена (91. дан)          | избачена (91. дан)          | избачена (91. дан)          | избачена (91. дан)          | избачена (91. дан)          | избачена (91. дан)          | избачена (91. дан)          | избачена (91. дан)          | избачена (91. дан)          | избачена (91. дан)          | избачена (91. дан)          | избачена (91. дан)          | избачена (91. дан)          | избачена (91. дан)          | избачена (91. дан)          | избачена (91. дан)          | избачена (91. дан)          | избачена (91. дан)          | избачена (91. дан)          | избачена (91. дан)          | избачена (91. дан)          | избачена (91. дан)          | избачена (91. дан)          | избачена (91. дан)          | избачена (91. дан)          | избачена (91. дан)          | избачена (91. дан)          | избачена (91. дан)          | избачена (91. дан)          | избачена (91. дан)          | избачена (91. дан)          | избачена (91. дан)          | избачена (91. дан)          | избачена (91. дан)          | избачена (91. дан)          | избачена (91. дан)          | избачена (91. дан)          | избачена (91. дан)          | избачена (91. дан)          | избачена (91. дан)          | избачена (91. дан)          | избачена (91. дан)          | избачена (91. дан)          | избачена (91. дан)          | избачена (91. дан)          | избачена (91. дан)          | избачена (91. дан)          | избачена (91. дан)          | избачена (91. дан)          | избачена (91. дан)          | избачена (91. дан)          | избачена (91. дан)          | избачена (91. дан)          | избачена (91. дан)          | избачена (91. дан)          | избачена (91. дан)          | избачена (91. дан)          | избачена (91. дан)          | избачена (91. дан)          | избачена (91. дан)          | избачена (91. дан)          | избачена (91. дан)          | избачена (91. дан)          | избачена (91. дан)          |                             |                             |                             |                             |                             |                             |                             |                             |                             |                             |                             |                             |                             |                             |                             |                             |                             |                             |                             |                             |                             |                             |                             |                             |                     |                     |                     |                     |                     |                     |
| Магдалена                          | Марко О.             | Јањуш              | Филип Ц.           | Менсур               | нема номинације    | Филип Ц.           | нема номинације             | Далила                      | Миа                          | нема номинације             | Милица                      | Филип Ц.                    | избачена (84. дан)          | избачена (84. дан)             | избачена (84. дан)             | избачена (84. дан)             | избачена (84. дан)             | избачена (84. дан)             | избачена (84. дан)             | избачена (84. дан)             | избачена (84. дан)             | избачена (84. дан)             | избачена (84. дан)             | избачена (84. дан)             | избачена (84. дан)             | избачена (84. дан)                           | избачена (84. дан)             | избачена (84. дан)          | избачена (84. дан)          | избачена (84. дан)          | избачена (84. дан)          | избачена (84. дан)          | избачена (84. дан)          | избачена (84. дан)          | избачена (84. дан)          | избачена (84. дан)          | избачена (84. дан)          | избачена (84. дан)          | избачена (84. дан)          | избачена (84. дан)          | избачена (84. дан)          | избачена (84. дан)          | избачена (84. дан)          | избачена (84. дан)          | избачена (84. дан)          | избачена (84. дан)          | избачена (84. дан)          | избачена (84. дан)          | избачена (84. дан)          | избачена (84. дан)          | избачена (84. дан)          | избачена (84. дан)          | избачена (84. дан)          | избачена (84. дан)          | избачена (84. дан)          | избачена (84. дан)          | избачена (84. дан)          | избачена (84. дан)          | избачена (84. дан)          | избачена (84. дан)          | избачена (84. дан)          | избачена (84. дан)          | избачена (84. дан)          | избачена (84. дан)          | избачена (84. дан)          | избачена (84. дан)          | избачена (84. дан)          | избачена (84. дан)          | избачена (84. дан)          | избачена (84. дан)          | избачена (84. дан)          | избачена (84. дан)          | избачена (84. дан)          | избачена (84. дан)          | избачена (84. дан)          | избачена (84. дан)          | избачена (84. дан)          | избачена (84. дан)          | избачена (84. дан)          | избачена (84. дан)          | избачена (84. дан)          | избачена (84. дан)          | избачена (84. дан)          | избачена (84. дан)          | избачена (84. дан)          | избачена (84. дан)          | избачена (84. дан)          | избачена (84. дан)          | избачена (84. дан)          | избачена (84. дан)          | избачена (84. дан)          | избачена (84. дан)          | избачена (84. дан)          | избачена (84. дан)          | избачена (84. дан)          | избачена (84. дан)          | избачена (84. дан)          | избачена (84. дан)          | избачена (84. дан)          | избачена (84. дан)          | избачена (84. дан)          | избачена (84. дан)          | избачена (84. дан)          | избачена (84. дан)          | избачена (84. дан)          | избачена (84. дан)          | избачена (84. дан)          | избачена (84. дан)          | избачена (84. дан)          | избачена (84. дан)          | избачена (84. дан)          | избачена (84. дан)          |                             |                             |                             |                             |                             |                             |                             |                             |                             |                             |                             |                             |                             |                             |                             |                             |                             |                             |                             |                             |                             |                             |                             |                             |                             |                     |                     |                     |                     |                     |                     |
| Иван                               | Марко О.             | Викторија          | Филип Ц.           | Менсур               | нема номинације    | Филип Ц.           | нема номинације             | Далила                      | Дино                         | нема номинације             | Милица                      | избачен (77. дан)           | избачен (77. дан)           | избачен (77. дан)              | избачен (77. дан)              | избачен (77. дан)              | избачен (77. дан)              | избачен (77. дан)              | избачен (77. дан)              | избачен (77. дан)              | избачен (77. дан)              | избачен (77. дан)              | избачен (77. дан)              | избачен (77. дан)              | избачен (77. дан)              | избачен (77. дан)                            | избачен (77. дан)              | избачен (77. дан)           | избачен (77. дан)           | избачен (77. дан)           | избачен (77. дан)           | избачен (77. дан)           | избачен (77. дан)           | избачен (77. дан)           | избачен (77. дан)           | избачен (77. дан)           | избачен (77. дан)           | избачен (77. дан)           | избачен (77. дан)           | избачен (77. дан)           | избачен (77. дан)           | избачен (77. дан)           | избачен (77. дан)           | избачен (77. дан)           | избачен (77. дан)           | избачен (77. дан)           | избачен (77. дан)           | избачен (77. дан)           | избачен (77. дан)           | избачен (77. дан)           | избачен (77. дан)           | избачен (77. дан)           | избачен (77. дан)           | избачен (77. дан)           | избачен (77. дан)           | избачен (77. дан)           | избачен (77. дан)           | избачен (77. дан)           | избачен (77. дан)           | избачен (77. дан)           | избачен (77. дан)           | избачен (77. дан)           | избачен (77. дан)           | избачен (77. дан)           | избачен (77. дан)           | избачен (77. дан)           | избачен (77. дан)           | избачен (77. дан)           | избачен (77. дан)           | избачен (77. дан)           | избачен (77. дан)           | избачен (77. дан)           | избачен (77. дан)           | избачен (77. дан)           | избачен (77. дан)           | избачен (77. дан)           | избачен (77. дан)           | избачен (77. дан)           | избачен (77. дан)           | избачен (77. дан)           | избачен (77. дан)           | избачен (77. дан)           | избачен (77. дан)           | избачен (77. дан)           | избачен (77. дан)           | избачен (77. дан)           | избачен (77. дан)           | избачен (77. дан)           | избачен (77. дан)           | избачен (77. дан)           | избачен (77. дан)           | избачен (77. дан)           | избачен (77. дан)           | избачен (77. дан)           | избачен (77. дан)           | избачен (77. дан)           | избачен (77. дан)           | избачен (77. дан)           | избачен (77. дан)           | избачен (77. дан)           | избачен (77. дан)           | избачен (77. дан)           | избачен (77. дан)           | избачен (77. дан)           | избачен (77. дан)           | избачен (77. дан)           | избачен (77. дан)           | избачен (77. дан)           | избачен (77. дан)           | избачен (77. дан)           | избачен (77. дан)           |                             |                             |                             |                             |                             |                             |                             |                             |                             |                             |                             |                             |                             |                             |                             |                             |                             |                             |                             |                             |                             |                             |                             |                             |                             |                             |                     |                     |                     |                     |                     |                     |
| Лимени                             | Марко О.             | Викторија          | Филип Ц.           | Менсур               | нема номинације    | Филип Ц.           | нема номинације             | Филип Ц.                    | Дино                         | избачен (63. дан)           | избачен (63. дан)           | избачен (63. дан)           | избачен (63. дан)           | избачен (63. дан)              | избачен (63. дан)              | избачен (63. дан)              | избачен (63. дан)              | избачен (63. дан)              | избачен (63. дан)              | избачен (63. дан)              | избачен (63. дан)              | избачен (63. дан)              | избачен (63. дан)              | избачен (63. дан)              | избачен (63. дан)              | избачен (63. дан)                            | избачен (63. дан)              | избачен (63. дан)           | избачен (63. дан)           | избачен (63. дан)           | избачен (63. дан)           | избачен (63. дан)           | избачен (63. дан)           | избачен (63. дан)           | избачен (63. дан)           | избачен (63. дан)           | избачен (63. дан)           | избачен (63. дан)           | избачен (63. дан)           | избачен (63. дан)           | избачен (63. дан)           | избачен (63. дан)           | избачен (63. дан)           | избачен (63. дан)           | избачен (63. дан)           | избачен (63. дан)           | избачен (63. дан)           | избачен (63. дан)           | избачен (63. дан)           | избачен (63. дан)           | избачен (63. дан)           | избачен (63. дан)           | избачен (63. дан)           | избачен (63. дан)           | избачен (63. дан)           | избачен (63. дан)           | избачен (63. дан)           | избачен (63. дан)           | избачен (63. дан)           | избачен (63. дан)           | избачен (63. дан)           | избачен (63. дан)           | избачен (63. дан)           | избачен (63. дан)           | избачен (63. дан)           | избачен (63. дан)           | избачен (63. дан)           | избачен (63. дан)           | избачен (63. дан)           | избачен (63. дан)           | избачен (63. дан)           | избачен (63. дан)           | избачен (63. дан)           | избачен (63. дан)           | избачен (63. дан)           | избачен (63. дан)           | избачен (63. дан)           | избачен (63. дан)           | избачен (63. дан)           | избачен (63. дан)           | избачен (63. дан)           | избачен (63. дан)           | избачен (63. дан)           | избачен (63. дан)           | избачен (63. дан)           | избачен (63. дан)           | избачен (63. дан)           | избачен (63. дан)           | избачен (63. дан)           | избачен (63. дан)           | избачен (63. дан)           | избачен (63. дан)           | избачен (63. дан)           | избачен (63. дан)           | избачен (63. дан)           | избачен (63. дан)           | избачен (63. дан)           | избачен (63. дан)           | избачен (63. дан)           | избачен (63. дан)           | избачен (63. дан)           | избачен (63. дан)           | избачен (63. дан)           | избачен (63. дан)           | избачен (63. дан)           | избачен (63. дан)           | избачен (63. дан)           | избачен (63. дан)           | избачен (63. дан)           |                             |                             |                             |                             |                             |                             |                             |                             |                             |                             |                             |                             |                             |                             |                             |                             |                             |                             |                             |                             |                             |                             |                             |                             |                             |                             |                             |                             |                     |                     |                     |                     |                     |                     |
| MC Дамиро                          | Марко О.             | Викторија          | Сандра Ч.          | Менсур               | нема номинације    | Далила             | нема номинације             | Далила                      | Дино                         | изашао (62. дан)            | изашао (62. дан)            | изашао (62. дан)            | изашао (62. дан)            | изашао (62. дан)               | изашао (62. дан)               | изашао (62. дан)               | изашао (62. дан)               | изашао (62. дан)               | изашао (62. дан)               | изашао (62. дан)               | изашао (62. дан)               | изашао (62. дан)               | изашао (62. дан)               | изашао (62. дан)               | изашао (62. дан)               | изашао (62. дан)                             | изашао (62. дан)               | изашао (62. дан)            | изашао (62. дан)            | изашао (62. дан)            | изашао (62. дан)            | изашао (62. дан)            | изашао (62. дан)            | изашао (62. дан)            | изашао (62. дан)            | изашао (62. дан)            | изашао (62. дан)            | изашао (62. дан)            | изашао (62. дан)            | изашао (62. дан)            | изашао (62. дан)            | изашао (62. дан)            | изашао (62. дан)            | изашао (62. дан)            | изашао (62. дан)            | изашао (62. дан)            | изашао (62. дан)            | изашао (62. дан)            | изашао (62. дан)            | изашао (62. дан)            | изашао (62. дан)            | изашао (62. дан)            | изашао (62. дан)            | изашао (62. дан)            | изашао (62. дан)            | изашао (62. дан)            | изашао (62. дан)            | изашао (62. дан)            | изашао (62. дан)            | изашао (62. дан)            | изашао (62. дан)            | изашао (62. дан)            | изашао (62. дан)            | изашао (62. дан)            | изашао (62. дан)            | изашао (62. дан)            | изашао (62. дан)            | изашао (62. дан)            | изашао (62. дан)            | изашао (62. дан)            | изашао (62. дан)            | изашао (62. дан)            | изашао (62. дан)            | изашао (62. дан)            | изашао (62. дан)            | изашао (62. дан)            | изашао (62. дан)            | изашао (62. дан)            | изашао (62. дан)            | изашао (62. дан)            | изашао (62. дан)            | изашао (62. дан)            | изашао (62. дан)            | изашао (62. дан)            | изашао (62. дан)            | изашао (62. дан)            | изашао (62. дан)            | изашао (62. дан)            | изашао (62. дан)            | изашао (62. дан)            | изашао (62. дан)            | изашао (62. дан)            | изашао (62. дан)            | изашао (62. дан)            | изашао (62. дан)            | изашао (62. дан)            | изашао (62. дан)            | изашао (62. дан)            | изашао (62. дан)            | изашао (62. дан)            | изашао (62. дан)            | изашао (62. дан)            | изашао (62. дан)            | изашао (62. дан)            | изашао (62. дан)            | изашао (62. дан)            | изашао (62. дан)            | изашао (62. дан)            | изашао (62. дан)            |                             |                             |                             |                             |                             |                             |                             |                             |                             |                             |                             |                             |                             |                             |                             |                             |                             |                             |                             |                             |                             |                             |                             |                             |                             |                             |                             |                             |                     |                     |                     |                     |                     |                     |
| Александра К.                      | Марко О.             | Јањуш              | Филип Ц.           | Менсур               | нема номинације    | Филип Ц.           | нема номинације             | Филип Ц.                    | Дино                         | изашла (62. дан)            | изашла (62. дан)            | изашла (62. дан)            | изашла (62. дан)            | изашла (62. дан)               | изашла (62. дан)               | изашла (62. дан)               | изашла (62. дан)               | изашла (62. дан)               | изашла (62. дан)               | изашла (62. дан)               | изашла (62. дан)               | изашла (62. дан)               | изашла (62. дан)               | изашла (62. дан)               | изашла (62. дан)               | изашла (62. дан)                             | изашла (62. дан)               | изашла (62. дан)            | изашла (62. дан)            | изашла (62. дан)            | изашла (62. дан)            | изашла (62. дан)            | изашла (62. дан)            | изашла (62. дан)            | изашла (62. дан)            | изашла (62. дан)            | изашла (62. дан)            | изашла (62. дан)            | изашла (62. дан)            | изашла (62. дан)            | изашла (62. дан)            | изашла (62. дан)            | изашла (62. дан)            | изашла (62. дан)            | изашла (62. дан)            | изашла (62. дан)            | изашла (62. дан)            | изашла (62. дан)            | изашла (62. дан)            | изашла (62. дан)            | изашла (62. дан)            | изашла (62. дан)            | изашла (62. дан)            | изашла (62. дан)            | изашла (62. дан)            | изашла (62. дан)            | изашла (62. дан)            | изашла (62. дан)            | изашла (62. дан)            | изашла (62. дан)            | изашла (62. дан)            | изашла (62. дан)            | изашла (62. дан)            | изашла (62. дан)            | изашла (62. дан)            | изашла (62. дан)            | изашла (62. дан)            | изашла (62. дан)            | изашла (62. дан)            | изашла (62. дан)            | изашла (62. дан)            | изашла (62. дан)            | изашла (62. дан)            | изашла (62. дан)            | изашла (62. дан)            | изашла (62. дан)            | изашла (62. дан)            | изашла (62. дан)            | изашла (62. дан)            | изашла (62. дан)            | изашла (62. дан)            | изашла (62. дан)            | изашла (62. дан)            | изашла (62. дан)            | изашла (62. дан)            | изашла (62. дан)            | изашла (62. дан)            | изашла (62. дан)            | изашла (62. дан)            | изашла (62. дан)            | изашла (62. дан)            | изашла (62. дан)            | изашла (62. дан)            | изашла (62. дан)            | изашла (62. дан)            | изашла (62. дан)            | изашла (62. дан)            | изашла (62. дан)            | изашла (62. дан)            | изашла (62. дан)            | изашла (62. дан)            | изашла (62. дан)            | изашла (62. дан)            | изашла (62. дан)            | изашла (62. дан)            | изашла (62. дан)            | изашла (62. дан)            | изашла (62. дан)            | изашла (62. дан)            |                             |                             |                             |                             |                             |                             |                             |                             |                             |                             |                             |                             |                             |                             |                             |                             |                             |                             |                             |                             |                             |                             |                             |                             |                             |                             |                             |                             |                     |                     |                     |                     |                     |                     |
| Анте                               | Марко О.             | Јањуш              | Сандра Ч.          | Милица               | нема номинације    | Далила             | нема номинације             | Далила                      | изашао (60. дан)             | изашао (60. дан)            | изашао (60. дан)            | изашао (60. дан)            | изашао (60. дан)            | изашао (60. дан)               | изашао (60. дан)               | изашао (60. дан)               | изашао (60. дан)               | изашао (60. дан)               | изашао (60. дан)               | изашао (60. дан)               | изашао (60. дан)               | изашао (60. дан)               | изашао (60. дан)               | изашао (60. дан)               | изашао (60. дан)               | изашао (60. дан)                             | изашао (60. дан)               | изашао (60. дан)            | изашао (60. дан)            | изашао (60. дан)            | изашао (60. дан)            | изашао (60. дан)            | изашао (60. дан)            | изашао (60. дан)            | изашао (60. дан)            | изашао (60. дан)            | изашао (60. дан)            | изашао (60. дан)            | изашао (60. дан)            | изашао (60. дан)            | изашао (60. дан)            | изашао (60. дан)            | изашао (60. дан)            | изашао (60. дан)            | изашао (60. дан)            | изашао (60. дан)            | изашао (60. дан)            | изашао (60. дан)            | изашао (60. дан)            | изашао (60. дан)            | изашао (60. дан)            | изашао (60. дан)            | изашао (60. дан)            | изашао (60. дан)            | изашао (60. дан)            | изашао (60. дан)            | изашао (60. дан)            | изашао (60. дан)            | изашао (60. дан)            | изашао (60. дан)            | изашао (60. дан)            | изашао (60. дан)            | изашао (60. дан)            | изашао (60. дан)            | изашао (60. дан)            | изашао (60. дан)            | изашао (60. дан)            | изашао (60. дан)            | изашао (60. дан)            | изашао (60. дан)            | изашао (60. дан)            | изашао (60. дан)            | изашао (60. дан)            | изашао (60. дан)            | изашао (60. дан)            | изашао (60. дан)            | изашао (60. дан)            | изашао (60. дан)            | изашао (60. дан)            | изашао (60. дан)            | изашао (60. дан)            | изашао (60. дан)            | изашао (60. дан)            | изашао (60. дан)            | изашао (60. дан)            | изашао (60. дан)            | изашао (60. дан)            | изашао (60. дан)            | изашао (60. дан)            | изашао (60. дан)            | изашао (60. дан)            | изашао (60. дан)            | изашао (60. дан)            | изашао (60. дан)            | изашао (60. дан)            | изашао (60. дан)            | изашао (60. дан)            | изашао (60. дан)            | изашао (60. дан)            | изашао (60. дан)            | изашао (60. дан)            | изашао (60. дан)            | изашао (60. дан)            | изашао (60. дан)            | изашао (60. дан)            | изашао (60. дан)            | изашао (60. дан)            | изашао (60. дан)            |                             |                             |                             |                             |                             |                             |                             |                             |                             |                             |                             |                             |                             |                             |                             |                             |                             |                             |                             |                             |                             |                             |                             |                             |                             |                             |                             |                             |                             |                     |                     |                     |                     |                     |                     |
| Вања                               | Марко О.             | Јањуш              | Филип Ц.           | Менсур               | нема номинације    | Филип Ц.           | нема номинације             | Далила                      | избачена (56. дан)           | избачена (56. дан)          | избачена (56. дан)          | избачена (56. дан)          | избачена (56. дан)          | избачена (56. дан)             | избачена (56. дан)             | избачена (56. дан)             | избачена (56. дан)             | избачена (56. дан)             | избачена (56. дан)             | избачена (56. дан)             | избачена (56. дан)             | избачена (56. дан)             | избачена (56. дан)             | избачена (56. дан)             | избачена (56. дан)             | избачена (56. дан)                           | избачена (56. дан)             | избачена (56. дан)          | избачена (56. дан)          | избачена (56. дан)          | избачена (56. дан)          | избачена (56. дан)          | избачена (56. дан)          | избачена (56. дан)          | избачена (56. дан)          | избачена (56. дан)          | избачена (56. дан)          | избачена (56. дан)          | избачена (56. дан)          | избачена (56. дан)          | избачена (56. дан)          | избачена (56. дан)          | избачена (56. дан)          | избачена (56. дан)          | избачена (56. дан)          | избачена (56. дан)          | избачена (56. дан)          | избачена (56. дан)          | избачена (56. дан)          | избачена (56. дан)          | избачена (56. дан)          | избачена (56. дан)          | избачена (56. дан)          | избачена (56. дан)          | избачена (56. дан)          | избачена (56. дан)          | избачена (56. дан)          | избачена (56. дан)          | избачена (56. дан)          | избачена (56. дан)          | избачена (56. дан)          | избачена (56. дан)          | избачена (56. дан)          | избачена (56. дан)          | избачена (56. дан)          | избачена (56. дан)          | избачена (56. дан)          | избачена (56. дан)          | избачена (56. дан)          | избачена (56. дан)          | избачена (56. дан)          | избачена (56. дан)          | избачена (56. дан)          | избачена (56. дан)          | избачена (56. дан)          | избачена (56. дан)          | избачена (56. дан)          | избачена (56. дан)          | избачена (56. дан)          | избачена (56. дан)          | избачена (56. дан)          | избачена (56. дан)          | избачена (56. дан)          | избачена (56. дан)          | избачена (56. дан)          | избачена (56. дан)          | избачена (56. дан)          | избачена (56. дан)          | избачена (56. дан)          | избачена (56. дан)          | избачена (56. дан)          | избачена (56. дан)          | избачена (56. дан)          | избачена (56. дан)          | избачена (56. дан)          | избачена (56. дан)          | избачена (56. дан)          | избачена (56. дан)          | избачена (56. дан)          | избачена (56. дан)          | избачена (56. дан)          | избачена (56. дан)          | избачена (56. дан)          | избачена (56. дан)          | избачена (56. дан)          | избачена (56. дан)          | избачена (56. дан)          | избачена (56. дан)          |                             |                             |                             |                             |                             |                             |                             |                             |                             |                             |                             |                             |                             |                             |                             |                             |                             |                             |                             |                             |                             |                             |                             |                             |                             |                             |                             |                             |                             |                     |                     |                     |                     |                     |                     |
| Зверка                             | Марко О.             | Викторија          | Сандра Ч.          | Менсур               | нема номинације    | Далила             | нема номинације             | изашао (50. дан)            | изашао (50. дан)             | изашао (50. дан)            | изашао (50. дан)            | изашао (50. дан)            | изашао (50. дан)            | изашао (50. дан)               | изашао (50. дан)               | изашао (50. дан)               | изашао (50. дан)               | изашао (50. дан)               | изашао (50. дан)               | изашао (50. дан)               | изашао (50. дан)               | изашао (50. дан)               | изашао (50. дан)               | изашао (50. дан)               | изашао (50. дан)               | изашао (50. дан)                             | изашао (50. дан)               | изашао (50. дан)            | изашао (50. дан)            | изашао (50. дан)            | изашао (50. дан)            | изашао (50. дан)            | изашао (50. дан)            | изашао (50. дан)            | изашао (50. дан)            | изашао (50. дан)            | изашао (50. дан)            | изашао (50. дан)            | изашао (50. дан)            | изашао (50. дан)            | изашао (50. дан)            | изашао (50. дан)            | изашао (50. дан)            | изашао (50. дан)            | изашао (50. дан)            | изашао (50. дан)            | изашао (50. дан)            | изашао (50. дан)            | изашао (50. дан)            | изашао (50. дан)            | изашао (50. дан)            | изашао (50. дан)            | изашао (50. дан)            | изашао (50. дан)            | изашао (50. дан)            | изашао (50. дан)            | изашао (50. дан)            | изашао (50. дан)            | изашао (50. дан)            | изашао (50. дан)            | изашао (50. дан)            | изашао (50. дан)            | изашао (50. дан)            | изашао (50. дан)            | изашао (50. дан)            | изашао (50. дан)            | изашао (50. дан)            | изашао (50. дан)            | изашао (50. дан)            | изашао (50. дан)            | изашао (50. дан)            | изашао (50. дан)            | изашао (50. дан)            | изашао (50. дан)            | изашао (50. дан)            | изашао (50. дан)            | изашао (50. дан)            | изашао (50. дан)            | изашао (50. дан)            | изашао (50. дан)            | изашао (50. дан)            | изашао (50. дан)            | изашао (50. дан)            | изашао (50. дан)            | изашао (50. дан)            | изашао (50. дан)            | изашао (50. дан)            | изашао (50. дан)            | изашао (50. дан)            | изашао (50. дан)            | изашао (50. дан)            | изашао (50. дан)            | изашао (50. дан)            | изашао (50. дан)            | изашао (50. дан)            | изашао (50. дан)            | изашао (50. дан)            | изашао (50. дан)            | изашао (50. дан)            | изашао (50. дан)            | изашао (50. дан)            | изашао (50. дан)            | изашао (50. дан)            | изашао (50. дан)            | изашао (50. дан)            | изашао (50. дан)            | изашао (50. дан)            |                             |                             |                             |                             |                             |                             |                             |                             |                             |                             |                             |                             |                             |                             |                             |                             |                             |                             |                             |                             |                             |                             |                             |                             |                             |                             |                             |                             |                             |                             |                     |                     |                     |                     |                     |                     |
| Емилија                            | Марко О.             | Јањуш              | Филип Ц.           | Менсур               | нема номинације    | Филип Ц.           | ванредно избачена (46. дан) | ванредно избачена (46. дан) | ванредно избачена (46. дан)  | ванредно избачена (46. дан) | ванредно избачена (46. дан) | ванредно избачена (46. дан) | ванредно избачена (46. дан) | ванредно избачена (46. дан)    | ванредно избачена (46. дан)    | ванредно избачена (46. дан)    | ванредно избачена (46. дан)    | ванредно избачена (46. дан)    | ванредно избачена (46. дан)    | ванредно избачена (46. дан)    | ванредно избачена (46. дан)    | ванредно избачена (46. дан)    | ванредно избачена (46. дан)    | ванредно избачена (46. дан)    | ванредно избачена (46. дан)    | ванредно избачена (46. дан)                  | ванредно избачена (46. дан)    | ванредно избачена (46. дан) | ванредно избачена (46. дан) | ванредно избачена (46. дан) | ванредно избачена (46. дан) | ванредно избачена (46. дан) | ванредно избачена (46. дан) | ванредно избачена (46. дан) | ванредно избачена (46. дан) | ванредно избачена (46. дан) | ванредно избачена (46. дан) | ванредно избачена (46. дан) | ванредно избачена (46. дан) | ванредно избачена (46. дан) | ванредно избачена (46. дан) | ванредно избачена (46. дан) | ванредно избачена (46. дан) | ванредно избачена (46. дан) | ванредно избачена (46. дан) | ванредно избачена (46. дан) | ванредно избачена (46. дан) | ванредно избачена (46. дан) | ванредно избачена (46. дан) | ванредно избачена (46. дан) | ванредно избачена (46. дан) | ванредно избачена (46. дан) | ванредно избачена (46. дан) | ванредно избачена (46. дан) | ванредно избачена (46. дан) | ванредно избачена (46. дан) | ванредно избачена (46. дан) | ванредно избачена (46. дан) | ванредно избачена (46. дан) | ванредно избачена (46. дан) | ванредно избачена (46. дан) | ванредно избачена (46. дан) | ванредно избачена (46. дан) | ванредно избачена (46. дан) | ванредно избачена (46. дан) | ванредно избачена (46. дан) | ванредно избачена (46. дан) | ванредно избачена (46. дан) | ванредно избачена (46. дан) | ванредно избачена (46. дан) | ванредно избачена (46. дан) | ванредно избачена (46. дан) | ванредно избачена (46. дан) | ванредно избачена (46. дан) | ванредно избачена (46. дан) | ванредно избачена (46. дан) | ванредно избачена (46. дан) | ванредно избачена (46. дан) | ванредно избачена (46. дан) | ванредно избачена (46. дан) | ванредно избачена (46. дан) | ванредно избачена (46. дан) | ванредно избачена (46. дан) | ванредно избачена (46. дан) | ванредно избачена (46. дан) | ванредно избачена (46. дан) | ванредно избачена (46. дан) | ванредно избачена (46. дан) | ванредно избачена (46. дан) | ванредно избачена (46. дан) | ванредно избачена (46. дан) | ванредно избачена (46. дан) | ванредно избачена (46. дан) | ванредно избачена (46. дан) | ванредно избачена (46. дан) | ванредно избачена (46. дан) | ванредно избачена (46. дан) | ванредно избачена (46. дан) | ванредно избачена (46. дан) | ванредно избачена (46. дан) | ванредно избачена (46. дан) | ванредно избачена (46. дан) | ванредно избачена (46. дан) | ванредно избачена (46. дан) | ванредно избачена (46. дан) | ванредно избачена (46. дан) |                             |                             |                             |                             |                             |                             |                             |                             |                             |                             |                             |                             |                             |                             |                             |                             |                             |                             |                             |                             |                             |                             |                             |                             |                             |                             |                             |                             |                             |                             |                             |                     |                     |                     |                     |                     |                     |
| Станија                            | потрчко              | Викторија          | Сандра Ч.          | Милица               | нема номинације    | Далила             | изашла (42. дан)            | изашла (42. дан)            | изашла (42. дан)             | изашла (42. дан)            | изашла (42. дан)            | изашла (42. дан)            | изашла (42. дан)            | изашла (42. дан)               | изашла (42. дан)               | изашла (42. дан)               | изашла (42. дан)               | изашла (42. дан)               | изашла (42. дан)               | изашла (42. дан)               | изашла (42. дан)               | изашла (42. дан)               | изашла (42. дан)               | изашла (42. дан)               | изашла (42. дан)               | изашла (42. дан)                             | изашла (42. дан)               | изашла (42. дан)            | изашла (42. дан)            | изашла (42. дан)            | изашла (42. дан)            | изашла (42. дан)            | изашла (42. дан)            | изашла (42. дан)            | изашла (42. дан)            | изашла (42. дан)            | изашла (42. дан)            | изашла (42. дан)            | изашла (42. дан)            | изашла (42. дан)            | изашла (42. дан)            | изашла (42. дан)            | изашла (42. дан)            | изашла (42. дан)            | изашла (42. дан)            | изашла (42. дан)            | изашла (42. дан)            | изашла (42. дан)            | изашла (42. дан)            | изашла (42. дан)            | изашла (42. дан)            | изашла (42. дан)            | изашла (42. дан)            | изашла (42. дан)            | изашла (42. дан)            | изашла (42. дан)            | изашла (42. дан)            | изашла (42. дан)            | изашла (42. дан)            | изашла (42. дан)            | изашла (42. дан)            | изашла (42. дан)            | изашла (42. дан)            | изашла (42. дан)            | изашла (42. дан)            | изашла (42. дан)            | изашла (42. дан)            | изашла (42. дан)            | изашла (42. дан)            | изашла (42. дан)            | изашла (42. дан)            | изашла (42. дан)            | изашла (42. дан)            | изашла (42. дан)            | изашла (42. дан)            | изашла (42. дан)            | изашла (42. дан)            | изашла (42. дан)            | изашла (42. дан)            | изашла (42. дан)            | изашла (42. дан)            | изашла (42. дан)            | изашла (42. дан)            | изашла (42. дан)            | изашла (42. дан)            | изашла (42. дан)            | изашла (42. дан)            | изашла (42. дан)            | изашла (42. дан)            | изашла (42. дан)            | изашла (42. дан)            | изашла (42. дан)            | изашла (42. дан)            | изашла (42. дан)            | изашла (42. дан)            | изашла (42. дан)            | изашла (42. дан)            | изашла (42. дан)            | изашла (42. дан)            | изашла (42. дан)            | изашла (42. дан)            | изашла (42. дан)            | изашла (42. дан)            | изашла (42. дан)            | изашла (42. дан)            | изашла (42. дан)            |                             |                             |                             |                             |                             |                             |                             |                             |                             |                             |                             |                             |                             |                             |                             |                             |                             |                             |                             |                             |                             |                             |                             |                             |                             |                             |                             |                             |                             |                             |                             |                     |                     |                     |                     |                     |                     |
| Давор                              | Марко О.             | Викторија          | Филип Ц.           | Менсур               | нема номинације    | Филип Ц.           | избачен (42. дан)           | избачен (42. дан)           | избачен (42. дан)            | избачен (42. дан)           | избачен (42. дан)           | избачен (42. дан)           | избачен (42. дан)           | избачен (42. дан)              | избачен (42. дан)              | избачен (42. дан)              | избачен (42. дан)              | избачен (42. дан)              | избачен (42. дан)              | избачен (42. дан)              | избачен (42. дан)              | избачен (42. дан)              | избачен (42. дан)              | избачен (42. дан)              | избачен (42. дан)              | избачен (42. дан)                            | избачен (42. дан)              | избачен (42. дан)           | избачен (42. дан)           | избачен (42. дан)           | избачен (42. дан)           | избачен (42. дан)           | избачен (42. дан)           | избачен (42. дан)           | избачен (42. дан)           | избачен (42. дан)           | избачен (42. дан)           | избачен (42. дан)           | избачен (42. дан)           | избачен (42. дан)           | избачен (42. дан)           | избачен (42. дан)           | избачен (42. дан)           | избачен (42. дан)           | избачен (42. дан)           | избачен (42. дан)           | избачен (42. дан)           | избачен (42. дан)           | избачен (42. дан)           | избачен (42. дан)           | избачен (42. дан)           | избачен (42. дан)           | избачен (42. дан)           | избачен (42. дан)           | избачен (42. дан)           | избачен (42. дан)           | избачен (42. дан)           | избачен (42. дан)           | избачен (42. дан)           | избачен (42. дан)           | избачен (42. дан)           | избачен (42. дан)           | избачен (42. дан)           | избачен (42. дан)           | избачен (42. дан)           | избачен (42. дан)           | избачен (42. дан)           | избачен (42. дан)           | избачен (42. дан)           | избачен (42. дан)           | избачен (42. дан)           | избачен (42. дан)           | избачен (42. дан)           | избачен (42. дан)           | избачен (42. дан)           | избачен (42. дан)           | избачен (42. дан)           | избачен (42. дан)           | избачен (42. дан)           | избачен (42. дан)           | избачен (42. дан)           | избачен (42. дан)           | избачен (42. дан)           | избачен (42. дан)           | избачен (42. дан)           | избачен (42. дан)           | избачен (42. дан)           | избачен (42. дан)           | избачен (42. дан)           | избачен (42. дан)           | избачен (42. дан)           | избачен (42. дан)           | избачен (42. дан)           | избачен (42. дан)           | избачен (42. дан)           | избачен (42. дан)           | избачен (42. дан)           | избачен (42. дан)           | избачен (42. дан)           | избачен (42. дан)           | избачен (42. дан)           | избачен (42. дан)           | избачен (42. дан)           | избачен (42. дан)           | избачен (42. дан)           | избачен (42. дан)           |                             |                             |                             |                             |                             |                             |                             |                             |                             |                             |                             |                             |                             |                             |                             |                             |                             |                             |                             |                             |                             |                             |                             |                             |                             |                             |                             |                             |                             |                             |                             |                     |                     |                     |                     |                     |                     |
| Олга                               | Марко О.             | Јањуш              | Филип Ц.           | Менсур               | изашла (30. дан)   | изашла (30. дан)   | изашла (30. дан)            | изашла (30. дан)            | изашла (30. дан)             | изашла (30. дан)            | изашла (30. дан)            | изашла (30. дан)            | изашла (30. дан)            | изашла (30. дан)               | изашла (30. дан)               | изашла (30. дан)               | изашла (30. дан)               | изашла (30. дан)               | изашла (30. дан)               | изашла (30. дан)               | изашла (30. дан)               | изашла (30. дан)               | изашла (30. дан)               | изашла (30. дан)               | изашла (30. дан)               | изашла (30. дан)                             | изашла (30. дан)               | изашла (30. дан)            | изашла (30. дан)            | изашла (30. дан)            | изашла (30. дан)            | изашла (30. дан)            | изашла (30. дан)            | изашла (30. дан)            | изашла (30. дан)            | изашла (30. дан)            | изашла (30. дан)            | изашла (30. дан)            | изашла (30. дан)            | изашла (30. дан)            | изашла (30. дан)            | изашла (30. дан)            | изашла (30. дан)            | изашла (30. дан)            | изашла (30. дан)            | изашла (30. дан)            | изашла (30. дан)            | изашла (30. дан)            | изашла (30. дан)            | изашла (30. дан)            | изашла (30. дан)            | изашла (30. дан)            | изашла (30. дан)            | изашла (30. дан)            | изашла (30. дан)            | изашла (30. дан)            | изашла (30. дан)            | изашла (30. дан)            | изашла (30. дан)            | изашла (30. дан)            | изашла (30. дан)            | изашла (30. дан)            | изашла (30. дан)            | изашла (30. дан)            | изашла (30. дан)            | изашла (30. дан)            | изашла (30. дан)            | изашла (30. дан)            | изашла (30. дан)            | изашла (30. дан)            | изашла (30. дан)            | изашла (30. дан)            | изашла (30. дан)            | изашла (30. дан)            | изашла (30. дан)            | изашла (30. дан)            | изашла (30. дан)            | изашла (30. дан)            | изашла (30. дан)            | изашла (30. дан)            | изашла (30. дан)            | изашла (30. дан)            | изашла (30. дан)            | изашла (30. дан)            | изашла (30. дан)            | изашла (30. дан)            | изашла (30. дан)            | изашла (30. дан)            | изашла (30. дан)            | изашла (30. дан)            | изашла (30. дан)            | изашла (30. дан)            | изашла (30. дан)            | изашла (30. дан)            | изашла (30. дан)            | изашла (30. дан)            | изашла (30. дан)            | изашла (30. дан)            | изашла (30. дан)            | изашла (30. дан)            | изашла (30. дан)            | изашла (30. дан)            | изашла (30. дан)            | изашла (30. дан)            |                             |                             |                             |                             |                             |                             |                             |                             |                             |                             |                             |                             |                             |                             |                             |                             |                             |                             |                             |                             |                             |                             |                             |                             |                             |                             |                             |                             |                             |                             |                             |                             |                             |                     |                     |                     |                     |                     |                     |
| Адемир                             | Марко О.             | Јањуш              | Филип Ц.           | Менсур               | изашао (30. дан)   | изашао (30. дан)   | изашао (30. дан)            | изашао (30. дан)            | изашао (30. дан)             | изашао (30. дан)            | изашао (30. дан)            | изашао (30. дан)            | изашао (30. дан)            | изашао (30. дан)               | изашао (30. дан)               | изашао (30. дан)               | изашао (30. дан)               | изашао (30. дан)               | изашао (30. дан)               | изашао (30. дан)               | изашао (30. дан)               | изашао (30. дан)               | изашао (30. дан)               | изашао (30. дан)               | изашао (30. дан)               | изашао (30. дан)                             | изашао (30. дан)               | изашао (30. дан)            | изашао (30. дан)            | изашао (30. дан)            | изашао (30. дан)            | изашао (30. дан)            | изашао (30. дан)            | изашао (30. дан)            | изашао (30. дан)            | изашао (30. дан)            | изашао (30. дан)            | изашао (30. дан)            | изашао (30. дан)            | изашао (30. дан)            | изашао (30. дан)            | изашао (30. дан)            | изашао (30. дан)            | изашао (30. дан)            | изашао (30. дан)            | изашао (30. дан)            | изашао (30. дан)            | изашао (30. дан)            | изашао (30. дан)            | изашао (30. дан)            | изашао (30. дан)            | изашао (30. дан)            | изашао (30. дан)            | изашао (30. дан)            | изашао (30. дан)            | изашао (30. дан)            | изашао (30. дан)            | изашао (30. дан)            | изашао (30. дан)            | изашао (30. дан)            | изашао (30. дан)            | изашао (30. дан)            | изашао (30. дан)            | изашао (30. дан)            | изашао (30. дан)            | изашао (30. дан)            | изашао (30. дан)            | изашао (30. дан)            | изашао (30. дан)            | изашао (30. дан)            | изашао (30. дан)            | изашао (30. дан)            | изашао (30. дан)            | изашао (30. дан)            | изашао (30. дан)            | изашао (30. дан)            | изашао (30. дан)            | изашао (30. дан)            | изашао (30. дан)            | изашао (30. дан)            | изашао (30. дан)            | изашао (30. дан)            | изашао (30. дан)            | изашао (30. дан)            | изашао (30. дан)            | изашао (30. дан)            | изашао (30. дан)            | изашао (30. дан)            | изашао (30. дан)            | изашао (30. дан)            | изашао (30. дан)            | изашао (30. дан)            | изашао (30. дан)            | изашао (30. дан)            | изашао (30. дан)            | изашао (30. дан)            | изашао (30. дан)            | изашао (30. дан)            | изашао (30. дан)            | изашао (30. дан)            | изашао (30. дан)            | изашао (30. дан)            | изашао (30. дан)            | изашао (30. дан)            |                             |                             |                             |                             |                             |                             |                             |                             |                             |                             |                             |                             |                             |                             |                             |                             |                             |                             |                             |                             |                             |                             |                             |                             |                             |                             |                             |                             |                             |                             |                             |                             |                             |                     |                     |                     |                     |                     |                     |
| Сандра Б.                          | није била у кући     | није била у кући   | Филип Ц.           | Менсур               | избачена (28. дан) | избачена (28. дан) | избачена (28. дан)          | избачена (28. дан)          | избачена (28. дан)           | избачена (28. дан)          | избачена (28. дан)          | избачена (28. дан)          | избачена (28. дан)          | избачена (28. дан)             | избачена (28. дан)             | избачена (28. дан)             | избачена (28. дан)             | избачена (28. дан)             | избачена (28. дан)             | избачена (28. дан)             | избачена (28. дан)             | избачена (28. дан)             | избачена (28. дан)             | избачена (28. дан)             | избачена (28. дан)             | избачена (28. дан)                           | избачена (28. дан)             | избачена (28. дан)          | избачена (28. дан)          | избачена (28. дан)          | избачена (28. дан)          | избачена (28. дан)          | избачена (28. дан)          | избачена (28. дан)          | избачена (28. дан)          | избачена (28. дан)          | избачена (28. дан)          | избачена (28. дан)          | избачена (28. дан)          | избачена (28. дан)          | избачена (28. дан)          | избачена (28. дан)          | избачена (28. дан)          | избачена (28. дан)          | избачена (28. дан)          | избачена (28. дан)          | избачена (28. дан)          | избачена (28. дан)          | избачена (28. дан)          | избачена (28. дан)          | избачена (28. дан)          | избачена (28. дан)          | избачена (28. дан)          | избачена (28. дан)          | избачена (28. дан)          | избачена (28. дан)          | избачена (28. дан)          | избачена (28. дан)          | избачена (28. дан)          | избачена (28. дан)          | избачена (28. дан)          | избачена (28. дан)          | избачена (28. дан)          | избачена (28. дан)          | избачена (28. дан)          | избачена (28. дан)          | избачена (28. дан)          | избачена (28. дан)          | избачена (28. дан)          | избачена (28. дан)          | избачена (28. дан)          | избачена (28. дан)          | избачена (28. дан)          | избачена (28. дан)          | избачена (28. дан)          | избачена (28. дан)          | избачена (28. дан)          | избачена (28. дан)          | избачена (28. дан)          | избачена (28. дан)          | избачена (28. дан)          | избачена (28. дан)          | избачена (28. дан)          | избачена (28. дан)          | избачена (28. дан)          | избачена (28. дан)          | избачена (28. дан)          | избачена (28. дан)          | избачена (28. дан)          | избачена (28. дан)          | избачена (28. дан)          | избачена (28. дан)          | избачена (28. дан)          | избачена (28. дан)          | избачена (28. дан)          | избачена (28. дан)          | избачена (28. дан)          | избачена (28. дан)          | избачена (28. дан)          | избачена (28. дан)          | избачена (28. дан)          | избачена (28. дан)          | избачена (28. дан)          | избачена (28. дан)          |                             |                             |                             |                             |                             |                             |                             |                             |                             |                             |                             |                             |                             |                             |                             |                             |                             |                             |                             |                             |                             |                             |                             |                             |                             |                             |                             |                             |                             |                             |                             |                             |                             |                     |                     |                     |                     |                     |                     |
| Александра С.                      | Марко О.             | Јањуш              | Филип Ц.           | Менсур               | изашла (26. дан)   | изашла (26. дан)   | изашла (26. дан)            | изашла (26. дан)            | изашла (26. дан)             | изашла (26. дан)            | изашла (26. дан)            | изашла (26. дан)            | изашла (26. дан)            | изашла (26. дан)               | изашла (26. дан)               | изашла (26. дан)               | изашла (26. дан)               | изашла (26. дан)               | изашла (26. дан)               | изашла (26. дан)               | изашла (26. дан)               | изашла (26. дан)               | изашла (26. дан)               | изашла (26. дан)               | изашла (26. дан)               | изашла (26. дан)                             | изашла (26. дан)               | изашла (26. дан)            | изашла (26. дан)            | изашла (26. дан)            | изашла (26. дан)            | изашла (26. дан)            | изашла (26. дан)            | изашла (26. дан)            | изашла (26. дан)            | изашла (26. дан)            | изашла (26. дан)            | изашла (26. дан)            | изашла (26. дан)            | изашла (26. дан)            | изашла (26. дан)            | изашла (26. дан)            | изашла (26. дан)            | изашла (26. дан)            | изашла (26. дан)            | изашла (26. дан)            | изашла (26. дан)            | изашла (26. дан)            | изашла (26. дан)            | изашла (26. дан)            | изашла (26. дан)            | изашла (26. дан)            | изашла (26. дан)            | изашла (26. дан)            | изашла (26. дан)            | изашла (26. дан)            | изашла (26. дан)            | изашла (26. дан)            | изашла (26. дан)            | изашла (26. дан)            | изашла (26. дан)            | изашла (26. дан)            | изашла (26. дан)            | изашла (26. дан)            | изашла (26. дан)            | изашла (26. дан)            | изашла (26. дан)            | изашла (26. дан)            | изашла (26. дан)            | изашла (26. дан)            | изашла (26. дан)            | изашла (26. дан)            | изашла (26. дан)            | изашла (26. дан)            | изашла (26. дан)            | изашла (26. дан)            | изашла (26. дан)            | изашла (26. дан)            | изашла (26. дан)            | изашла (26. дан)            | изашла (26. дан)            | изашла (26. дан)            | изашла (26. дан)            | изашла (26. дан)            | изашла (26. дан)            | изашла (26. дан)            | изашла (26. дан)            | изашла (26. дан)            | изашла (26. дан)            | изашла (26. дан)            | изашла (26. дан)            | изашла (26. дан)            | изашла (26. дан)            | изашла (26. дан)            | изашла (26. дан)            | изашла (26. дан)            | изашла (26. дан)            | изашла (26. дан)            | изашла (26. дан)            | изашла (26. дан)            | изашла (26. дан)            | изашла (26. дан)            | изашла (26. дан)            | изашла (26. дан)            |                             |                             |                             |                             |                             |                             |                             |                             |                             |                             |                             |                             |                             |                             |                             |                             |                             |                             |                             |                             |                             |                             |                             |                             |                             |                             |                             |                             |                             |                             |                             |                             |                             |                     |                     |                     |                     |                     |                     |
| Оља                                | Марко О.             | Јањуш              | Сандра Ч.          | избачена (21. дан)   | избачена (21. дан) | избачена (21. дан) | избачена (21. дан)          | избачена (21. дан)          | избачена (21. дан)           | избачена (21. дан)          | избачена (21. дан)          | избачена (21. дан)          | избачена (21. дан)          | избачена (21. дан)             | избачена (21. дан)             | избачена (21. дан)             | избачена (21. дан)             | избачена (21. дан)             | избачена (21. дан)             | избачена (21. дан)             | избачена (21. дан)             | избачена (21. дан)             | избачена (21. дан)             | избачена (21. дан)             | избачена (21. дан)             | избачена (21. дан)                           | избачена (21. дан)             | избачена (21. дан)          | избачена (21. дан)          | избачена (21. дан)          | избачена (21. дан)          | избачена (21. дан)          | избачена (21. дан)          | избачена (21. дан)          | избачена (21. дан)          | избачена (21. дан)          | избачена (21. дан)          | избачена (21. дан)          | избачена (21. дан)          | избачена (21. дан)          | избачена (21. дан)          | избачена (21. дан)          | избачена (21. дан)          | избачена (21. дан)          | избачена (21. дан)          | избачена (21. дан)          | избачена (21. дан)          | избачена (21. дан)          | избачена (21. дан)          | избачена (21. дан)          | избачена (21. дан)          | избачена (21. дан)          | избачена (21. дан)          | избачена (21. дан)          | избачена (21. дан)          | избачена (21. дан)          | избачена (21. дан)          | избачена (21. дан)          | избачена (21. дан)          | избачена (21. дан)          | избачена (21. дан)          | избачена (21. дан)          | избачена (21. дан)          | избачена (21. дан)          | избачена (21. дан)          | избачена (21. дан)          | избачена (21. дан)          | избачена (21. дан)          | избачена (21. дан)          | избачена (21. дан)          | избачена (21. дан)          | избачена (21. дан)          | избачена (21. дан)          | избачена (21. дан)          | избачена (21. дан)          | избачена (21. дан)          | избачена (21. дан)          | избачена (21. дан)          | избачена (21. дан)          | избачена (21. дан)          | избачена (21. дан)          | избачена (21. дан)          | избачена (21. дан)          | избачена (21. дан)          | избачена (21. дан)          | избачена (21. дан)          | избачена (21. дан)          | избачена (21. дан)          | избачена (21. дан)          | избачена (21. дан)          | избачена (21. дан)          | избачена (21. дан)          | избачена (21. дан)          | избачена (21. дан)          | избачена (21. дан)          | избачена (21. дан)          | избачена (21. дан)          | избачена (21. дан)          | избачена (21. дан)          | избачена (21. дан)          | избачена (21. дан)          | избачена (21. дан)          | избачена (21. дан)          |                             |                             |                             |                             |                             |                             |                             |                             |                             |                             |                             |                             |                             |                             |                             |                             |                             |                             |                             |                             |                             |                             |                             |                             |                             |                             |                             |                             |                             |                             |                             |                             |                             |                             |                     |                     |                     |                     |                     |                     |
| МС Иско                            | Станија              | Јањуш              | изашао (18. дан)   | изашао (18. дан)     | изашао (18. дан)   | изашао (18. дан)   | изашао (18. дан)            | изашао (18. дан)            | изашао (18. дан)             | изашао (18. дан)            | изашао (18. дан)            | изашао (18. дан)            | изашао (18. дан)            | изашао (18. дан)               | изашао (18. дан)               | изашао (18. дан)               | изашао (18. дан)               | изашао (18. дан)               | изашао (18. дан)               | изашао (18. дан)               | изашао (18. дан)               | изашао (18. дан)               | изашао (18. дан)               | изашао (18. дан)               | изашао (18. дан)               | изашао (18. дан)                             | изашао (18. дан)               | изашао (18. дан)            | изашао (18. дан)            | изашао (18. дан)            | изашао (18. дан)            | изашао (18. дан)            | изашао (18. дан)            | изашао (18. дан)            | изашао (18. дан)            | изашао (18. дан)            | изашао (18. дан)            | изашао (18. дан)            | изашао (18. дан)            | изашао (18. дан)            | изашао (18. дан)            | изашао (18. дан)            | изашао (18. дан)            | изашао (18. дан)            | изашао (18. дан)            | изашао (18. дан)            | изашао (18. дан)            | изашао (18. дан)            | изашао (18. дан)            | изашао (18. дан)            | изашао (18. дан)            | изашао (18. дан)            | изашао (18. дан)            | изашао (18. дан)            | изашао (18. дан)            | изашао (18. дан)            | изашао (18. дан)            | изашао (18. дан)            | изашао (18. дан)            | изашао (18. дан)            | изашао (18. дан)            | изашао (18. дан)            | изашао (18. дан)            | изашао (18. дан)            | изашао (18. дан)            | изашао (18. дан)            | изашао (18. дан)            | изашао (18. дан)            | изашао (18. дан)            | изашао (18. дан)            | изашао (18. дан)            | изашао (18. дан)            | изашао (18. дан)            | изашао (18. дан)            | изашао (18. дан)            | изашао (18. дан)            | изашао (18. дан)            | изашао (18. дан)            | изашао (18. дан)            | изашао (18. дан)            | изашао (18. дан)            | изашао (18. дан)            | изашао (18. дан)            | изашао (18. дан)            | изашао (18. дан)            | изашао (18. дан)            | изашао (18. дан)            | изашао (18. дан)            | изашао (18. дан)            | изашао (18. дан)            | изашао (18. дан)            | изашао (18. дан)            | изашао (18. дан)            | изашао (18. дан)            | изашао (18. дан)            | изашао (18. дан)            | изашао (18. дан)            | изашао (18. дан)            | изашао (18. дан)            | изашао (18. дан)            | изашао (18. дан)            | изашао (18. дан)            |                             |                             |                             |                             |                             |                             |                             |                             |                             |                             |                             |                             |                             |                             |                             |                             |                             |                             |                             |                             |                             |                             |                             |                             |                             |                             |                             |                             |                             |                             |                             |                             |                             |                             |                             |                     |                     |                     |                     |                     |                     |
| Владана                            | Марко О.             | Јањуш              | избачена (14. дан) | избачена (14. дан)   | избачена (14. дан) | избачена (14. дан) | избачена (14. дан)          | избачена (14. дан)          | избачена (14. дан)           | избачена (14. дан)          | избачена (14. дан)          | избачена (14. дан)          | избачена (14. дан)          | избачена (14. дан)             | избачена (14. дан)             | избачена (14. дан)             | избачена (14. дан)             | избачена (14. дан)             | избачена (14. дан)             | избачена (14. дан)             | избачена (14. дан)             | избачена (14. дан)             | избачена (14. дан)             | избачена (14. дан)             | избачена (14. дан)             | избачена (14. дан)                           | избачена (14. дан)             | избачена (14. дан)          | избачена (14. дан)          | избачена (14. дан)          | избачена (14. дан)          | избачена (14. дан)          | избачена (14. дан)          | избачена (14. дан)          | избачена (14. дан)          | избачена (14. дан)          | избачена (14. дан)          | избачена (14. дан)          | избачена (14. дан)          | избачена (14. дан)          | избачена (14. дан)          | избачена (14. дан)          | избачена (14. дан)          | избачена (14. дан)          | избачена (14. дан)          | избачена (14. дан)          | избачена (14. дан)          | избачена (14. дан)          | избачена (14. дан)          | избачена (14. дан)          | избачена (14. дан)          | избачена (14. дан)          | избачена (14. дан)          | избачена (14. дан)          | избачена (14. дан)          | избачена (14. дан)          | избачена (14. дан)          | избачена (14. дан)          | избачена (14. дан)          | избачена (14. дан)          | избачена (14. дан)          | избачена (14. дан)          | избачена (14. дан)          | избачена (14. дан)          | избачена (14. дан)          | избачена (14. дан)          | избачена (14. дан)          | избачена (14. дан)          | избачена (14. дан)          | избачена (14. дан)          | избачена (14. дан)          | избачена (14. дан)          | избачена (14. дан)          | избачена (14. дан)          | избачена (14. дан)          | избачена (14. дан)          | избачена (14. дан)          | избачена (14. дан)          | избачена (14. дан)          | избачена (14. дан)          | избачена (14. дан)          | избачена (14. дан)          | избачена (14. дан)          | избачена (14. дан)          | избачена (14. дан)          | избачена (14. дан)          | избачена (14. дан)          | избачена (14. дан)          | избачена (14. дан)          | избачена (14. дан)          | избачена (14. дан)          | избачена (14. дан)          | избачена (14. дан)          | избачена (14. дан)          | избачена (14. дан)          | избачена (14. дан)          | избачена (14. дан)          | избачена (14. дан)          | избачена (14. дан)          | избачена (14. дан)          | избачена (14. дан)          | избачена (14. дан)          |                             |                             |                             |                             |                             |                             |                             |                             |                             |                             |                             |                             |                             |                             |                             |                             |                             |                             |                             |                             |                             |                             |                             |                             |                             |                             |                             |                             |                             |                             |                             |                             |                             |                             |                             |                     |                     |                     |                     |                     |                     |
| Зоки                               | Марко О.             | Јањуш              | избачен (14. дан)  | избачен (14. дан)    | избачен (14. дан)  | избачен (14. дан)  | избачен (14. дан)           | избачен (14. дан)           | избачен (14. дан)            | избачен (14. дан)           | избачен (14. дан)           | избачен (14. дан)           | избачен (14. дан)           | избачен (14. дан)              | избачен (14. дан)              | избачен (14. дан)              | избачен (14. дан)              | избачен (14. дан)              | избачен (14. дан)              | избачен (14. дан)              | избачен (14. дан)              | избачен (14. дан)              | избачен (14. дан)              | избачен (14. дан)              | избачен (14. дан)              | избачен (14. дан)                            | избачен (14. дан)              | избачен (14. дан)           | избачен (14. дан)           | избачен (14. дан)           | избачен (14. дан)           | избачен (14. дан)           | избачен (14. дан)           | избачен (14. дан)           | избачен (14. дан)           | избачен (14. дан)           | избачен (14. дан)           | избачен (14. дан)           | избачен (14. дан)           | избачен (14. дан)           | избачен (14. дан)           | избачен (14. дан)           | избачен (14. дан)           | избачен (14. дан)           | избачен (14. дан)           | избачен (14. дан)           | избачен (14. дан)           | избачен (14. дан)           | избачен (14. дан)           | избачен (14. дан)           | избачен (14. дан)           | избачен (14. дан)           | избачен (14. дан)           | избачен (14. дан)           | избачен (14. дан)           | избачен (14. дан)           | избачен (14. дан)           | избачен (14. дан)           | избачен (14. дан)           | избачен (14. дан)           | избачен (14. дан)           | избачен (14. дан)           | избачен (14. дан)           | избачен (14. дан)           | избачен (14. дан)           | избачен (14. дан)           | избачен (14. дан)           | избачен (14. дан)           | избачен (14. дан)           | избачен (14. дан)           | избачен (14. дан)           | избачен (14. дан)           | избачен (14. дан)           | избачен (14. дан)           | избачен (14. дан)           | избачен (14. дан)           | избачен (14. дан)           | избачен (14. дан)           | избачен (14. дан)           | избачен (14. дан)           | избачен (14. дан)           | избачен (14. дан)           | избачен (14. дан)           | избачен (14. дан)           | избачен (14. дан)           | избачен (14. дан)           | избачен (14. дан)           | избачен (14. дан)           | избачен (14. дан)           | избачен (14. дан)           | избачен (14. дан)           | избачен (14. дан)           | избачен (14. дан)           | избачен (14. дан)           | избачен (14. дан)           | избачен (14. дан)           | избачен (14. дан)           | избачен (14. дан)           | избачен (14. дан)           | избачен (14. дан)           | избачен (14. дан)           | избачен (14. дан)           |                             |                             |                             |                             |                             |                             |                             |                             |                             |                             |                             |                             |                             |                             |                             |                             |                             |                             |                             |                             |                             |                             |                             |                             |                             |                             |                             |                             |                             |                             |                             |                             |                             |                             |                             |                     |                     |                     |                     |                     |                     |
| Сандра Т.                          | Марко О.             | избачена (7. дан)  | избачена (7. дан)  | избачена (7. дан)    | избачена (7. дан)  | избачена (7. дан)  | избачена (7. дан)           | избачена (7. дан)           | избачена (7. дан)            | избачена (7. дан)           | избачена (7. дан)           | избачена (7. дан)           | избачена (7. дан)           | избачена (7. дан)              | избачена (7. дан)              | избачена (7. дан)              | избачена (7. дан)              | избачена (7. дан)              | избачена (7. дан)              | избачена (7. дан)              | избачена (7. дан)              | избачена (7. дан)              | избачена (7. дан)              | избачена (7. дан)              | избачена (7. дан)              | избачена (7. дан)                            | избачена (7. дан)              | избачена (7. дан)           | избачена (7. дан)           | избачена (7. дан)           | избачена (7. дан)           | избачена (7. дан)           | избачена (7. дан)           | избачена (7. дан)           | избачена (7. дан)           | избачена (7. дан)           | избачена (7. дан)           | избачена (7. дан)           | избачена (7. дан)           | избачена (7. дан)           | избачена (7. дан)           | избачена (7. дан)           | избачена (7. дан)           | избачена (7. дан)           | избачена (7. дан)           | избачена (7. дан)           | избачена (7. дан)           | избачена (7. дан)           | избачена (7. дан)           | избачена (7. дан)           | избачена (7. дан)           | избачена (7. дан)           | избачена (7. дан)           | избачена (7. дан)           | избачена (7. дан)           | избачена (7. дан)           | избачена (7. дан)           | избачена (7. дан)           | избачена (7. дан)           | избачена (7. дан)           | избачена (7. дан)           | избачена (7. дан)           | избачена (7. дан)           | избачена (7. дан)           | избачена (7. дан)           | избачена (7. дан)           | избачена (7. дан)           | избачена (7. дан)           | избачена (7. дан)           | избачена (7. дан)           | избачена (7. дан)           | избачена (7. дан)           | избачена (7. дан)           | избачена (7. дан)           | избачена (7. дан)           | избачена (7. дан)           | избачена (7. дан)           | избачена (7. дан)           | избачена (7. дан)           | избачена (7. дан)           | избачена (7. дан)           | избачена (7. дан)           | избачена (7. дан)           | избачена (7. дан)           | избачена (7. дан)           | избачена (7. дан)           | избачена (7. дан)           | избачена (7. дан)           | избачена (7. дан)           | избачена (7. дан)           | избачена (7. дан)           | избачена (7. дан)           | избачена (7. дан)           | избачена (7. дан)           | избачена (7. дан)           | избачена (7. дан)           | избачена (7. дан)           | избачена (7. дан)           | избачена (7. дан)           | избачена (7. дан)           | избачена (7. дан)           |                             |                             |                             |                             |                             |                             |                             |                             |                             |                             |                             |                             |                             |                             |                             |                             |                             |                             |                             |                             |                             |                             |                             |                             |                             |                             |                             |                             |                             |                             |                             |                             |                             |                             |                             |                             |                     |                     |                     |                     |                     |                     |
|                                    |                      |                    |                    |                      |                    |                    |                             |                             |                              |                             |                             |                             |                             |                                |                                |                                |                                |                                |                                |                                |                                |                                |                                |                                |                                |                                              |                                |                             |                             |                             |                             |                             |                             |                             |                             |                             |                             |                             |                             |                             |                             |                             |                             |                             |                             |                             |                             |                             |                             |                             |                             |                             |                             |                             |                             |                             |                             |                             |                             |                             |                             |                             |                             |                             |                             |                             |                             |                             |                             |                             |                             |                             |                             |                             |                             |                             |                             |                             |                             |                             |                             |                             |                             |                             |                             |                             |                             |                             |                             |                             |                             |                             |                             |                             |                             |                             |                             |                             |                             |                             |                             |                             |                             |                             |                             |                             |                             |                             |                             |                             |                             |                             |                             |                             |                             |                             |                             |                             |                             |                             |                             |                             |                             |                             |                             |                             |                             |                             |                             |                             |                             |                             |                             |                             |                             |                             |                             |                     |                     |                     |                     |                     |                     |
| Напомене                           | 1                    | 2                  | 3                  | 4                    | 5                  | 6                  | 7                           | 8                           | 9                            | 10                          | 11                          | 12                          | 13                          | 14                             | 15                             | 16                             | 17                             | 18                             | 19                             | 20                             | 21                             | 22                             | 23                             | 24                             | 25                             | 26                                           | 27                             | 28                          | 29                          | 30                          | 31                          | 32                          | 33                          | 34                          | 35                          | 36                          | 37                          | 38                          | 39                          | 40                          | 41                          | 42                          | 43                          | 44                          | 44                          | 44                          | 44                          | 44                          |                             |                             |                             |                             |                             |                             |                             |                             |                             |                             |                             |                             |                             |                             |                             |                             |                             |                             |                             |                             |                             |                             |                             |                             |                             |                             |                             |                             |                             |                             |                             |                             |                             |                             |                             |                             |                             |                             |                             |                             |                             |                             |                             |                             |                             |                             |                             |                             |                             |                             |                             |                             |                             |                             |                             |                             |                             |                             |                             |                             |                             |                             |                             |                             |                             |                             |                             |                             |                             |                             |                             |                             |                             |                             |                             |                             |                             |                             |                             |                             |                             |                             |                             |                             |                             |                             |                             |                             |                             |                     |                     |                     |                     |                     |                     |
| Изашао/ла                          | Миљана               | нико               | МС Иско            | Александра С.        | Адемир Олга        | нико               | Станија                     | Зверка                      | Анте Александра К. МС Дамиро | нико                        | нико                        | нико                        | нико                        | нико                           | нико                           | нико                           | нико                           | нико                           | Чорба Дејан                    | нико                           | нико                           | Бане Ч.                        | нико                           | нико                           | нико                           | нико                                         | нико                           | нико                        | нико                        | нико                        | Јањуш                       | Дино                        | нико                        | нико                        | нико                        | нико                        | нико                        | нико                        | нико                        | Марко О.                    | нико                        | нико                        | нико                        | Ирма                        |                             |                             |                             |                             |                             |                             |                             |                             |                             |                             |                             |                             |                             |                             |                             |                             |                             |                             |                             |                             |                             |                             |                             |                             |                             |                             |                             |                             |                             |                             |                             |                             |                             |                             |                             |                             |                             |                             |                             |                             |                             |                             |                             |                             |                             |                             |                             |                             |                             |                             |                             |                             |                             |                             |                             |                             |                             |                             |                             |                             |                             |                             |                             |                             |                             |                             |                             |                             |                             |                             |                             |                             |                             |                             |                             |                             |                             |                             |                             |                             |                             |                             |                             |                             |                             |                             |                             |                             |                             |                             |                             |                             |                             |                     |                     |                     |                     |                     |                     |
| Дисквалификован/а                  | нико                 | нико               | нико               | нико                 | нико               | нико               | нико                        | нико                        | нико                         | нико                        | нико                        | нико                        | нико                        | Миљана                         | нико                           | нико                           | Маја Мари.                     | нико                           | нико                           | нико                           | нико                           | нико                           | нико                           | нико                           | нико                           | Тара                                         | нико                           | нико                        | нико                        | нико                        | нико                        | Стефан М.                   | нико                        | нико                        | нико                        | нико                        | нико                        | Миљана Ненад                | нико                        | нико                        | нико                        | нико                        | нико                        | нико                        | нико                        | нико                        | нико                        | нико                        |                             |                             |                             |                             |                             |                             |                             |                             |                             |                             |                             |                             |                             |                             |                             |                             |                             |                             |                             |                             |                             |                             |                             |                             |                             |                             |                             |                             |                             |                             |                             |                             |                             |                             |                             |                             |                             |                             |                             |                             |                             |                             |                             |                             |                             |                             |                             |                             |                             |                             |                             |                             |                             |                             |                             |                             |                             |                             |                             |                             |                             |                             |                             |                             |                             |                             |                             |                             |                             |                             |                             |                             |                             |                             |                             |                             |                             |                             |                             |                             |                             |                             |                             |                             |                             |                             |                             |                             |                             |                     |                     |                     |                     |                     |                     |
| 1. номинација (од учесника)        | Марко О.             | Јањуш              | Филип Ц.           | Менсур               | /                  | Филип Ц.           | /                           | Далила                      | Дино                         | /                           | Милица                      | Филип Ц.                    | Далила                      | Маја Мари.                     | Филип Ц.                       | Дејан                          | /                              | /                              | Филип Ц.                       | Далила                         | Ана Ј.                         | Дејан                          | Анђело                         | Моника                         | /                              | Ана Ј.                                       | Ирма                           | Ана Ј.                      | Дејан                       | Јањуш                       | Филип Ц.                    | /                           | /                           | Зола                        | Мина                        | /                           | /                           | Далила                      | Марко О.                    | МС Алекс                    | Филип Ц.                    | Филип Ц.                    | Анђело                      | /                           | /                           | /                           | /                           | /                           |                             |                             |                             |                             |                             |                             |                             |                             |                             |                             |                             |                             |                             |                             |                             |                             |                             |                             |                             |                             |                             |                             |                             |                             |                             |                             |                             |                             |                             |                             |                             |                             |                             |                             |                             |                             |                             |                             |                             |                             |                             |                             |                             |                             |                             |                             |                             |                             |                             |                             |                             |                             |                             |                             |                             |                             |                             |                             |                             |                             |                             |                             |                             |                             |                             |                             |                             |                             |                             |                             |                             |                             |                             |                             |                             |                             |                             |                             |                             |                             |                             |                             |                             |                             |                             |                             |                             |                             |                             |                     |                     |                     |                     |                     |                     |
| 2. номинација (од гласова публике) | Сандра Т.            | Зоки Владана       | Оља                | Сандра Б.            | /                  | Давор              | /                           | Вања                        | Лимени                       | /                           | Иван                        | Магдалена                   | Лорна                       | Петар                          | Миа                            | Мартина Невена М.              | /                              | /                              | Бане Ђ.                        | Невена М.                      | Сандра Ч.                      | Александар                     | Фран                           | Тања                           | /                              | Стефан Кр.                                   | Стефан Кр.                     | Моника                      | Ђоле                        | Дениз                       | Ана С.                      | /                           | /                           | Мартина                     | Санди                       | /                           | /                           | Фран                        | Sha                         | Дино                        | Дија                        | Мина                        | Ана Ј.                      | /                           | /                           | /                           | /                           | /                           |                             |                             |                             |                             |                             |                             |                             |                             |                             |                             |                             |                             |                             |                             |                             |                             |                             |                             |                             |                             |                             |                             |                             |                             |                             |                             |                             |                             |                             |                             |                             |                             |                             |                             |                             |                             |                             |                             |                             |                             |                             |                             |                             |                             |                             |                             |                             |                             |                             |                             |                             |                             |                             |                             |                             |                             |                             |                             |                             |                             |                             |                             |                             |                             |                             |                             |                             |                             |                             |                             |                             |                             |                             |                             |                             |                             |                             |                             |                             |                             |                             |                             |                             |                             |                             |                             |                             |                             |                             |                     |                     |                     |                     |                     |                     |
| 3. номинација (од продукције)      | /                    | /                  | /                  | /                    | /                  | /                  | /                           | Санди                       | /                            | /                           | /                           | /                           | /                           | /                              | /                              | /                              | /                              | /                              | /                              | /                              | /                              | /                              | /                              | /                              | /                              | /                                            | /                              | /                           | /                           | /                           | /                           | /                           | /                           | /                           | /                           | /                           | /                           | /                           | /                           | /                           | /                           | /                           | /                           | /                           | /                           | /                           | /                           | /                           |                             |                             |                             |                             |                             |                             |                             |                             |                             |                             |                             |                             |                             |                             |                             |                             |                             |                             |                             |                             |                             |                             |                             |                             |                             |                             |                             |                             |                             |                             |                             |                             |                             |                             |                             |                             |                             |                             |                             |                             |                             |                             |                             |                             |                             |                             |                             |                             |                             |                             |                             |                             |                             |                             |                             |                             |                             |                             |                             |                             |                             |                             |                             |                             |                             |                             |                             |                             |                             |                             |                             |                             |                             |                             |                             |                             |                             |                             |                             |                             |                             |                             |                             |                             |                             |                             |                             |                             |                             |                     |                     |                     |                     |                     |                     |
| Победник у игри                    | /                    | Јањуш              | Оља                | Менсур               | /                  | Филип Ц.           | /                           | Санди                       | Дино                         | /                           | Иван                        | Магдалена                   | Лорна                       | Петар                          | Миа                            | Невена М.                      | /                              | /                              | Бане Ђ.                        | /                              | /                              | /                              | Фран                           | /                              | /                              | Стефан Кр.                                   | Стефан Кр.                     | Ана Ј.                      | Дејан                       | Јањуш                       | Филип Ц.                    | /                           | /                           | Зола                        | Санди                       | /                           | /                           | Далила                      | Марко О.                    | Дино                        | Дија                        | Филип Ц.                    | Анђело                      | /                           | /                           | /                           | /                           | /                           |                             |                             |                             |                             |                             |                             |                             |                             |                             |                             |                             |                             |                             |                             |                             |                             |                             |                             |                             |                             |                             |                             |                             |                             |                             |                             |                             |                             |                             |                             |                             |                             |                             |                             |                             |                             |                             |                             |                             |                             |                             |                             |                             |                             |                             |                             |                             |                             |                             |                             |                             |                             |                             |                             |                             |                             |                             |                             |                             |                             |                             |                             |                             |                             |                             |                             |                             |                             |                             |                             |                             |                             |                             |                             |                             |                             |                             |                             |                             |                             |                             |                             |                             |                             |                             |                             |                             |                             |                             |                     |                     |                     |                     |                     |                     |
| Избачен/а                          | Сандра Т. 1% гласова | Зоки 3% Владана 1% | Оља 2% гласова     | Сандра Б. 1% гласова | нико               | Давор 2% гласова   | нико                        | Вања 3% гласова             | Лимени 13% гласова           | нико                        | Иван 41% гласова            | Магдалена 11% гласова       | Лорна 9% гласова            | Петар 11% гласова              | Миа 14% гласова                | Мартина 18% гласова            | нико                           | нико                           | Бане Ђ. 8% гласова             | Невена М. 26% гласова          | Сандра Ч. 8% гласова           | Александар 10% гласова         | Фран 39% гласова               | Тања 3% гласова                | нико                           | Стефан Кр. (остао због рејтинга) 42% гласова | Стефан Кр. 3% гласова          | Моника 33% гласова          | Ђоле 5% гласова             | Дениз 25% гласова           | Ана С. 9% гласова           | нико                        | нико                        | Мартина 10% гласова         | Санди 10% гласова           | нико                        | нико                        | Фран 8% гласова             | Sha 39% гласова             | Дино 49% гласова            | Дија 2% гласова             | Мина 6% гласова             | Ана Ј. 21% гласова          |                             |                             |                             |                             |                             |                             |                             |                             |                             |                             |                             |                             |                             |                             |                             |                             |                             |                             |                             |                             |                             |                             |                             |                             |                             |                             |                             |                             |                             |                             |                             |                             |                             |                             |                             |                             |                             |                             |                             |                             |                             |                             |                             |                             |                             |                             |                             |                             |                             |                             |                             |                             |                             |                             |                             |                             |                             |                             |                             |                             |                             |                             |                             |                             |                             |                             |                             |                             |                             |                             |                             |                             |                             |                             |                             |                             |                             |                             |                             |                             |                             |                             |                             |                             |                             |                             |                             |                             |                             |                             |                             |                             |                             |                             |                     |                     |                     |                     |                     |                     |
| Избачен/а                          | Сандра Т. 1% гласова | Зоки 3% Владана 1% | Оља 2% гласова     | Сандра Б. 1% гласова | нико               | Давор 2% гласова   | нико                        | Вања 3% гласова             | Лимени 13% гласова           | нико                        | Иван 41% гласова            | Магдалена 11% гласова       | Лорна 9% гласова            | Петар 11% гласова              | Миа 14% гласова                | Мартина 18% гласова            | нико                           | нико                           | Бане Ђ. 8% гласова             | Невена М. 26% гласова          | Сандра Ч. 8% гласова           | Александар 10% гласова         | Фран 39% гласова               | Тања 3% гласова                | нико                           | Стефан Кр. (остао због рејтинга) 42% гласова | Стефан Кр. 3% гласова          | Моника 33% гласова          | Ђоле 5% гласова             | Дениз 25% гласова           | Ана С. 9% гласова           | нико                        | нико                        | Мартина 10% гласова         | Санди 10% гласова           | нико                        | нико                        | Фран 8% гласова             | Sha 39% гласова             | Дино 49% гласова            | Дија 2% гласова             | Мина 6% гласова             | Ана Ј. 21% гласова          | Невена С. ?% гласова        | Сале Лукс ?% гласова        | нико                        | Маријана ?% гласова         | Матеја ?% гласова           |                             |                             |                             |                             |                             |                             |                             |                             |                             |                             |                             |                             |                             |                             |                             |                             |                             |                             |                             |                             |                             |                             |                             |                             |                             |                             |                             |                             |                             |                             |                             |                             |                             |                             |                             |                             |                             |                             |                             |                             |                             |                             |                             |                             |                             |                             |                             |                             |                             |                             |                             |                             |                             |                             |                             |                             |                             |                             |                             |                             |                             |                             |                             |                             |                             |                             |                             |                             |                             |                             |                             |                             |                             |                             |                             |                             |                             |                             |                             |                             |                             |                             |                             |                             |                             |                             |                             |                             |                             |                     |                     |                     |                     |                     |                     |
| Избачен/а                          | Сандра Т. 1% гласова | Зоки 3% Владана 1% | Оља 2% гласова     | Сандра Б. 1% гласова | нико               | Давор 2% гласова   | нико                        | Вања 3% гласова             | Лимени 13% гласова           | нико                        | Иван 41% гласова            | Магдалена 11% гласова       | Лорна 9% гласова            | Петар 11% гласова              | Миа 14% гласова                | Мартина 18% гласова            | нико                           | нико                           | Бане Ђ. 8% гласова             | Невена М. 26% гласова          | Сандра Ч. 8% гласова           | Александар 10% гласова         | Фран 39% гласова               | Тања 3% гласова                | нико                           | Стефан Кр. (остао због рејтинга) 42% гласова | Стефан Кр. 3% гласова          | Моника 33% гласова          | Ђоле 5% гласова             | Дениз 25% гласова           | Ана С. 9% гласова           | нико                        | нико                        | Мартина 10% гласова         | Санди 10% гласова           | нико                        | нико                        | Фран 8% гласова             | Sha 39% гласова             | Дино 49% гласова            | Дија 2% гласова             | Мина 6% гласова             | Ана Ј. 21% гласова          | Викторија ?% гласова        | Мимас ?% гласова            | Сања ?% гласова             | Марко Ђ. ?% гласова         | Анђело ?% гласова           |                             |                             |                             |                             |                             |                             |                             |                             |                             |                             |                             |                             |                             |                             |                             |                             |                             |                             |                             |                             |                             |                             |                             |                             |                             |                             |                             |                             |                             |                             |                             |                             |                             |                             |                             |                             |                             |                             |                             |                             |                             |                             |                             |                             |                             |                             |                             |                             |                             |                             |                             |                             |                             |                             |                             |                             |                             |                             |                             |                             |                             |                             |                             |                             |                             |                             |                             |                             |                             |                             |                             |                             |                             |                             |                             |                             |                             |                             |                             |                             |                             |                             |                             |                             |                             |                             |                             |                             |                             |                     |                     |                     |                     |                     |                     |
| Избачен/а                          | Сандра Т. 1% гласова | Зоки 3% Владана 1% | Оља 2% гласова     | Сандра Б. 1% гласова | нико               | Давор 2% гласова   | нико                        | Вања 3% гласова             | Лимени 13% гласова           | нико                        | Иван 41% гласова            | Магдалена 11% гласова       | Лорна 9% гласова            | Петар 11% гласова              | Миа 14% гласова                | Мартина 18% гласова            | нико                           | нико                           | Бане Ђ. 8% гласова             | Невена М. 26% гласова          | Сандра Ч. 8% гласова           | Александар 10% гласова         | Фран 39% гласова               | Тања 3% гласова                | нико                           | Стефан Кр. (остао због рејтинга) 42% гласова | Стефан Кр. 3% гласова          | Моника 33% гласова          | Ђоле 5% гласова             | Дениз 25% гласова           | Ана С. 9% гласова           | нико                        | нико                        | Мартина 10% гласова         | Санди 10% гласова           | нико                        | нико                        | Фран 8% гласова             | Sha 39% гласова             | Дино 49% гласова            | Дија 2% гласова             | Мина 6% гласова             | Ана Ј. 21% гласова          | Никола ?% гласова           | Зола ?% гласова             | МС Алекс ?% гласова         | Мића ?% гласова             | Матора ?% гласова           |                             |                             |                             |                             |                             |                             |                             |                             |                             |                             |                             |                             |                             |                             |                             |                             |                             |                             |                             |                             |                             |                             |                             |                             |                             |                             |                             |                             |                             |                             |                             |                             |                             |                             |                             |                             |                             |                             |                             |                             |                             |                             |                             |                             |                             |                             |                             |                             |                             |                             |                             |                             |                             |                             |                             |                             |                             |                             |                             |                             |                             |                             |                             |                             |                             |                             |                             |                             |                             |                             |                             |                             |                             |                             |                             |                             |                             |                             |                             |                             |                             |                             |                             |                             |                             |                             |                             |                             |                             |                     |                     |                     |                     |                     |                     |
| Избачен/а                          | Сандра Т. 1% гласова | Зоки 3% Владана 1% | Оља 2% гласова     | Сандра Б. 1% гласова | нико               | Давор 2% гласова   | нико                        | Вања 3% гласова             | Лимени 13% гласова           | нико                        | Иван 41% гласова            | Магдалена 11% гласова       | Лорна 9% гласова            | Петар 11% гласова              | Миа 14% гласова                | Мартина 18% гласова            | нико                           | нико                           | Бане Ђ. 8% гласова             | Невена М. 26% гласова          | Сандра Ч. 8% гласова           | Александар 10% гласова         | Фран 39% гласова               | Тања 3% гласова                | нико                           | Стефан Кр. (остао због рејтинга) 42% гласова | Стефан Кр. 3% гласова          | Моника 33% гласова          | Ђоле 5% гласова             | Дениз 25% гласова           | Ана С. 9% гласова           | нико                        | нико                        | Мартина 10% гласова         | Санди 10% гласова           | нико                        | нико                        | Фран 8% гласова             | Sha 39% гласова             | Дино 49% гласова            | Дија 2% гласова             | Мина 6% гласова             | Ана Ј. 21% гласова          | Милица ?% гласова           | Стефан Ка. ?% гласова       | Мики ?% гласова             | Сандра Р. ?% гласова        | Александра Н. ?% гласова    |                             |                             |                             |                             |                             |                             |                             |                             |                             |                             |                             |                             |                             |                             |                             |                             |                             |                             |                             |                             |                             |                             |                             |                             |                             |                             |                             |                             |                             |                             |                             |                             |                             |                             |                             |                             |                             |                             |                             |                             |                             |                             |                             |                             |                             |                             |                             |                             |                             |                             |                             |                             |                             |                             |                             |                             |                             |                             |                             |                             |                             |                             |                             |                             |                             |                             |                             |                             |                             |                             |                             |                             |                             |                             |                             |                             |                             |                             |                             |                             |                             |                             |                             |                             |                             |                             |                             |                             |                             |                     |                     |                     |                     |                     |                     |
| Избачен/а                          | Сандра Т. 1% гласова | Зоки 3% Владана 1% | Оља 2% гласова     | Сандра Б. 1% гласова | нико               | Давор 2% гласова   | нико                        | Вања 3% гласова             | Лимени 13% гласова           | нико                        | Иван 41% гласова            | Магдалена 11% гласова       | Лорна 9% гласова            | Петар 11% гласова              | Миа 14% гласова                | Мартина 18% гласова            | нико                           | нико                           | Бане Ђ. 8% гласова             | Невена М. 26% гласова          | Сандра Ч. 8% гласова           | Александар 10% гласова         | Фран 39% гласова               | Тања 3% гласова                | нико                           | Стефан Кр. (остао због рејтинга) 42% гласова | Стефан Кр. 3% гласова          | Моника 33% гласова          | Ђоле 5% гласова             | Дениз 25% гласова           | Ана С. 9% гласова           | нико                        | нико                        | Мартина 10% гласова         | Санди 10% гласова           | нико                        | нико                        | Фран 8% гласова             | Sha 39% гласова             | Дино 49% гласова            | Дија 2% гласова             | Мина 6% гласова             | Ана Ј. 21% гласова          | Филип Ц. ?% гласова         | Менсур ?% гласова           | Анђела ?% гласова           | Далила ?% гласова           | Дејан 50,1% гласова         |                             |                             |                             |                             |                             |                             |                             |                             |                             |                             |                             |                             |                             |                             |                             |                             |                             |                             |                             |                             |                             |                             |                             |                             |                             |                             |                             |                             |                             |                             |                             |                             |                             |                             |                             |                             |                             |                             |                             |                             |                             |                             |                             |                             |                             |                             |                             |                             |                             |                             |                             |                             |                             |                             |                             |                             |                             |                             |                             |                             |                             |                             |                             |                             |                             |                             |                             |                             |                             |                             |                             |                             |                             |                             |                             |                             |                             |                             |                             |                             |                             |                             |                             |                             |                             |                             |                             |                             |                             |                     |                     |                     |                     |                     |                     |